# Stuttgart Hauptbahnhof

Stuttgart Hauptbahnhof ist der bedeutendste Bahnhof der baden-württembergischen Landeshauptstadt Stuttgart und gehört mit täglich 1280 Zughalten und insgesamt 255.000 Besuchern pro Tag zu den meistfrequentierten Fernbahnhöfen der Deutschen Bahn. Der Kopfbahnhof mit 16 Bahnsteiggleisen gehört zu den 21 Bahnhöfen der höchsten Preisklasse 1 von DB InfraGO.
Neben seiner Bedeutung für den Personenfern- und -nahverkehr in Baden-Württemberg ist er der Hauptknoten der S-Bahn Stuttgart und gemeinsam mit der Haltestelle Charlottenplatz, der wichtigste Knotenpunkt der Stadtbahn. Wegen des charakteristischen Uhrturms mit dem Mercedes-Stern besitzt der Hauptbahnhof einen hohen Wiedererkennungswert und gilt als eines der Wahrzeichen Stuttgarts.
Im Rahmen des Projekts Stuttgart 21 soll der Kopfbahnhof durch einen überdeckelten Durchgangsbahnhof in Tieflage mit unterirdischen Zulaufstrecken ersetzt werden. Nach wiederholten Verzögerungen soll dieser nunmehr im Dezember 2026 in Betrieb genommen werden.
Neben dem Bahnhofsgebäude mit dem Uhrturm, das nach seinem Architekten Paul Bonatz „Bonatzbau“ genannt wird, entsteht eine neue Bahnhofshalle. Die bisherigen Bahnanlagen sollen nach erfolgter Entwidmung zurückgebaut werden.

## Geschichte

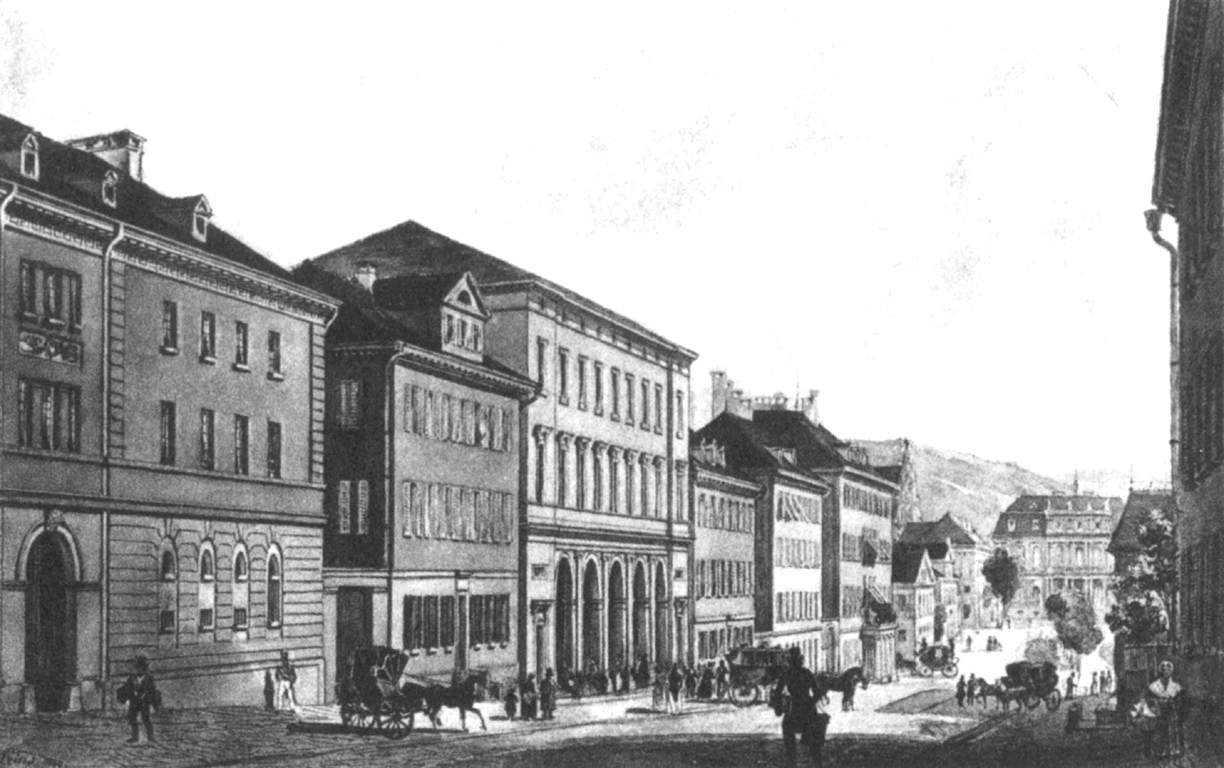
Das dritte Gebäude von links im Bild zeigt die Fassade, mit dem Eingangsbereich unter den Arkaden, des ersten Stuttgarter Centralbahnhofs, nach einem Entwurf des Architekten Karl Etzel (um 1850)

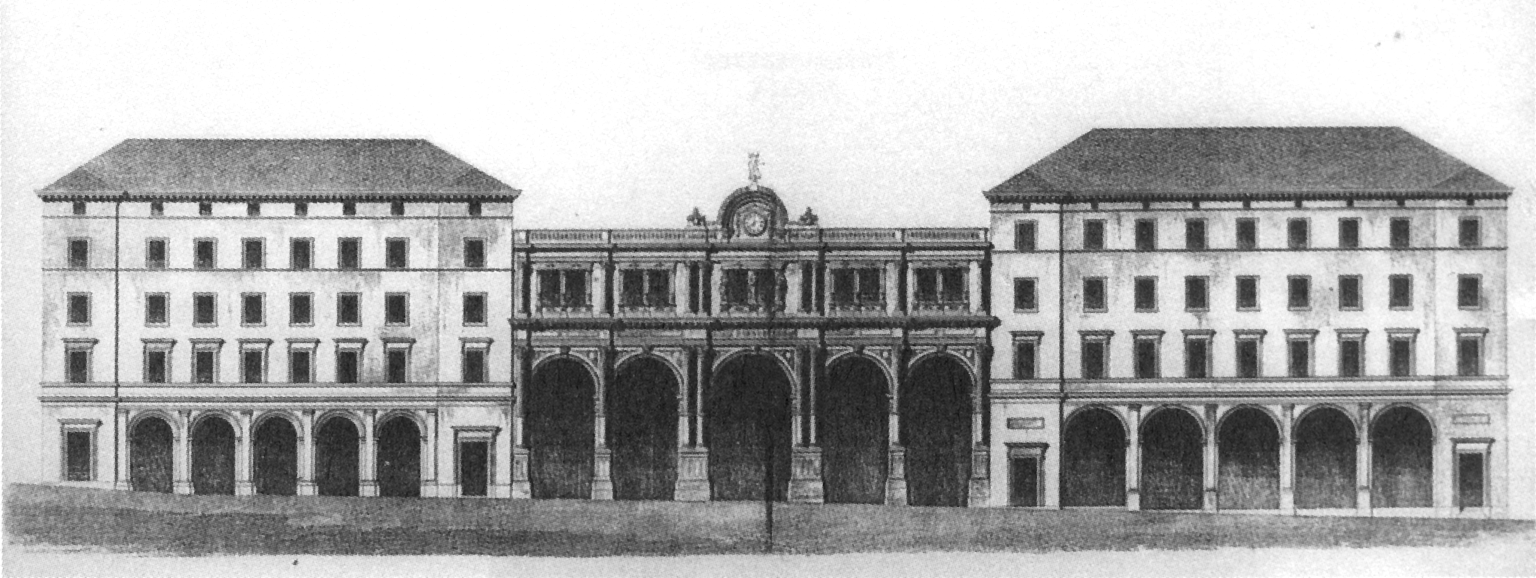
Aufriss des Bahnhofs, nach dem ersten Bahnhofsumbau (1867), von der Schloßstraße aus gesehen

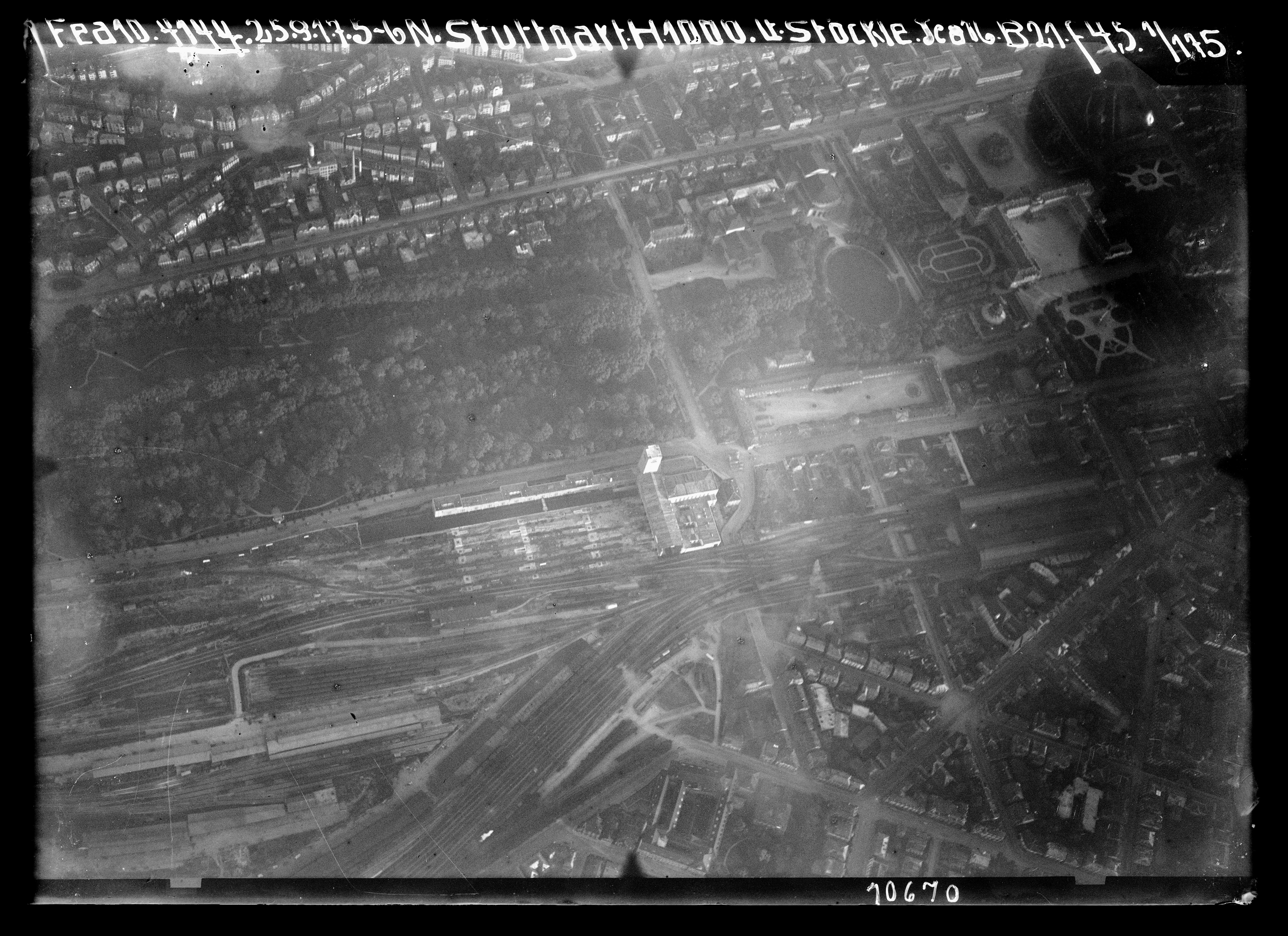
Luftbild des alten Hauptbahnhofs (rechts), neuer Bahnhof in Bau (Mitte), September 1917

### Erster und zweiter Centralbahnhof
Der Standort des Stuttgarter Hauptbahnhofs war bis 1922 an der Schloßstraße, die im betreffenden Abschnitt heute Bolzstraße heißt, nahe dem Schloßplatz. Dort wurde von Baurat Karl Etzel als erster Bahnhofsbau ein viergleisiger Kopfbahnhof zur Eröffnung der württembergischen Zentralbahn gebaut, die in zwei Ästen nach Ludwigsburg und nach Esslingen führte.
Der Bahnhof fiel in der Bebauung der damaligen Schloßstraße nicht weiter auf. Eine hölzerne Halle überspannte vier Gleise. Der erste Zug fuhr am 26. September 1846 von Cannstatt kommend ein. Bis 1854 war die erste Phase des Bahnbaus im Königreich Württemberg mit Strecken nach Heilbronn, Bretten, Ulm und Friedrichshafen abgeschlossen (siehe auch: Geschichte der Eisenbahn in Württemberg).
Wegen des immer stärkeren Verkehrsaufkommens wurde dieser erste Bahnhof zwischen 1863 und 1868 durch einen Neubau an gleicher Stelle ersetzt. Die Oberbauräte Klein, Georg Morlok, Carl Julius Abel und der spätere Stadtbaurat Adolf Wolff schufen diesen als achtgleisigen Bahnhof mit Prunkfassade und Bögen im Renaissance-Stil. Teile der ehemaligen Bahnhofsfassade sind heute in einen Veranstaltungs- und Kinokomplex (Metropol) integriert.
Spätestens 1897 erhielt der bisherige Centralbahnhof den Namen Stuttgart Hauptbahnhof.
 Am 28. Oktober 1908 fuhr der Schnellzug D 38 von Berlin nach Zürich verspätet, mit überhöhter Geschwindigkeit und bei Glatteis in den Bahnhof ein. Die Lok überfuhr den Prellbock und kam erst im Bahnpostbüro zum Stehen. Dort wurde ein Mitarbeiter verletzt, die anderen konnten sich rechtzeitig in Sicherheit bringen. Da nur die Lokomotive, nicht die Wagen entgleisten, konnte der Zug seine Fahrt fortsetzen. Als sich die für die Steigungen der Bahnstrecke Stuttgart–Horb erforderliche Schiebelokomotive im Bahnhof Stuttgart West hinter den Zug setzen wollte, tat sie das mit zu viel Schwung: Dessen letzter Wagen entgleiste. Vermindert um diesen letzten Wagen setzte der Zug seine Fahrt nach Zürich fort.

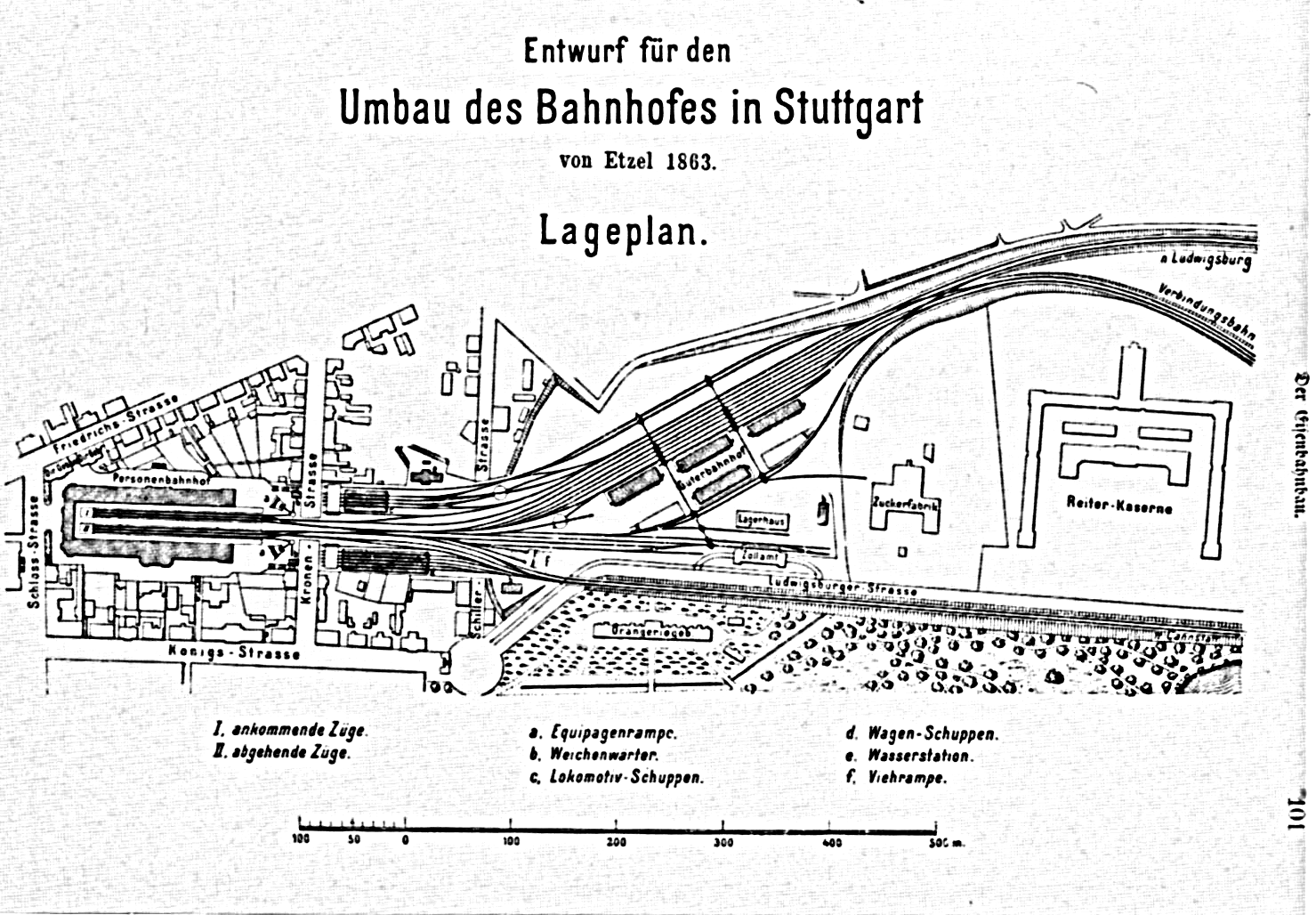
Planskizze alter Bahnhof Stuttgart 1863
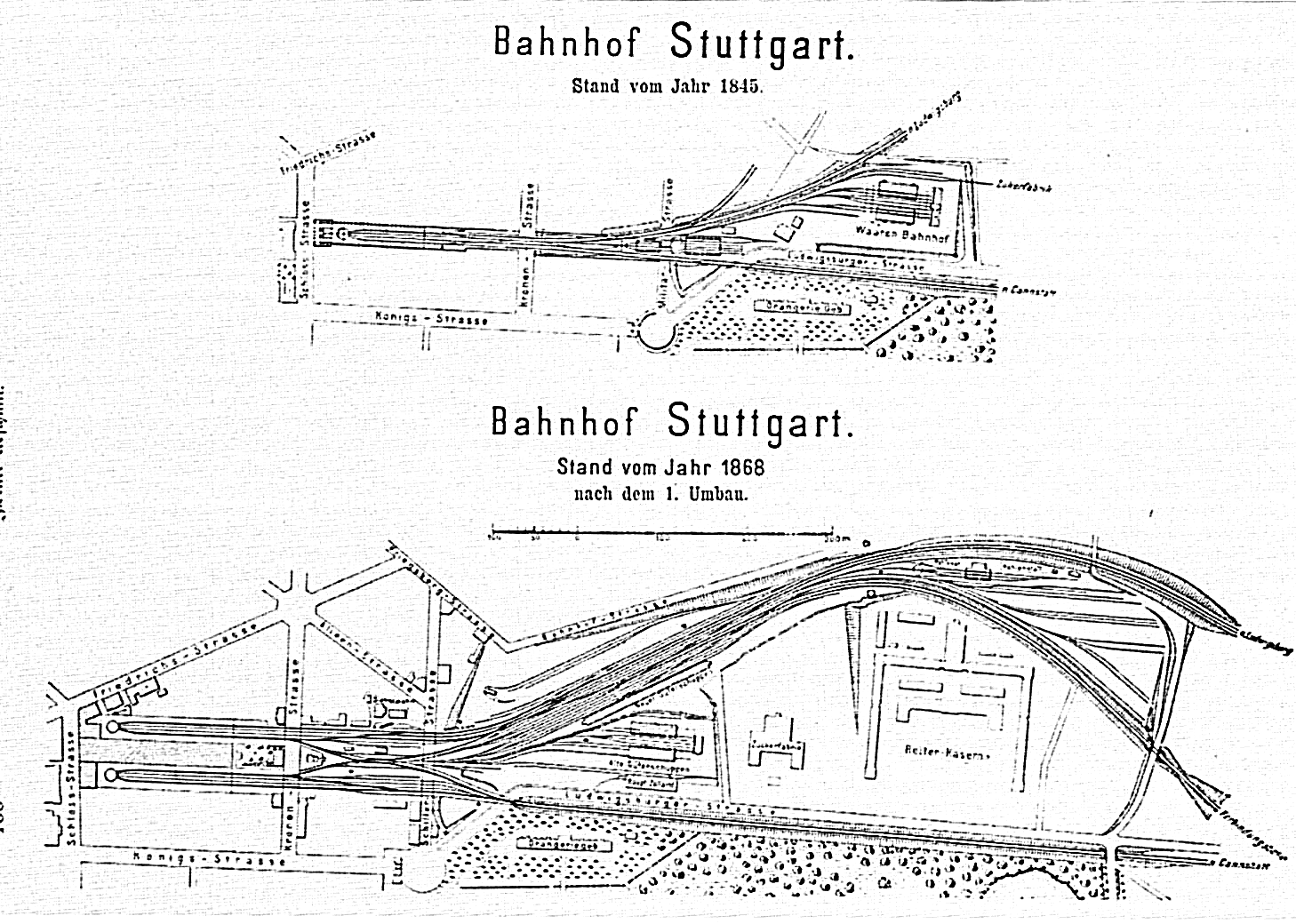
Planskizzen alter Bahnhof Stuttgart 1845 und 1868
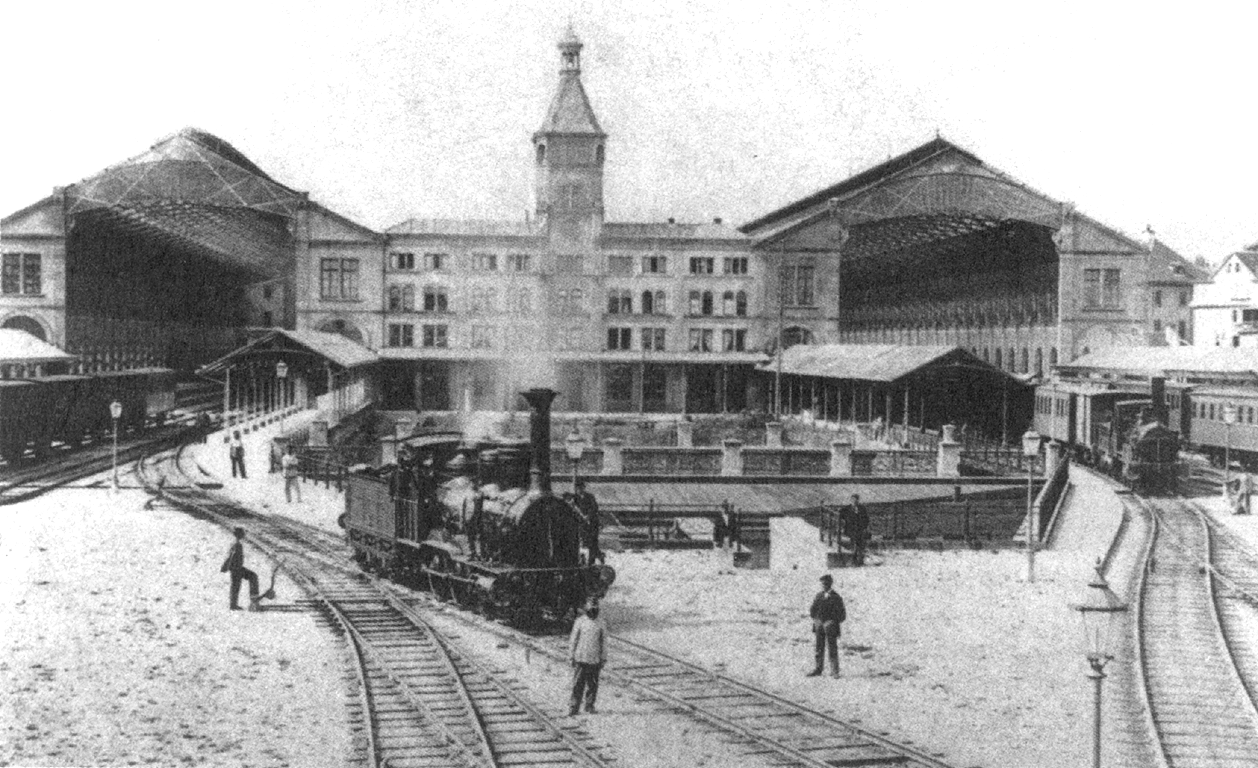
Alter Stuttgarter Bahnhof um 1870. Im Vordergrund Lok-Klasse D
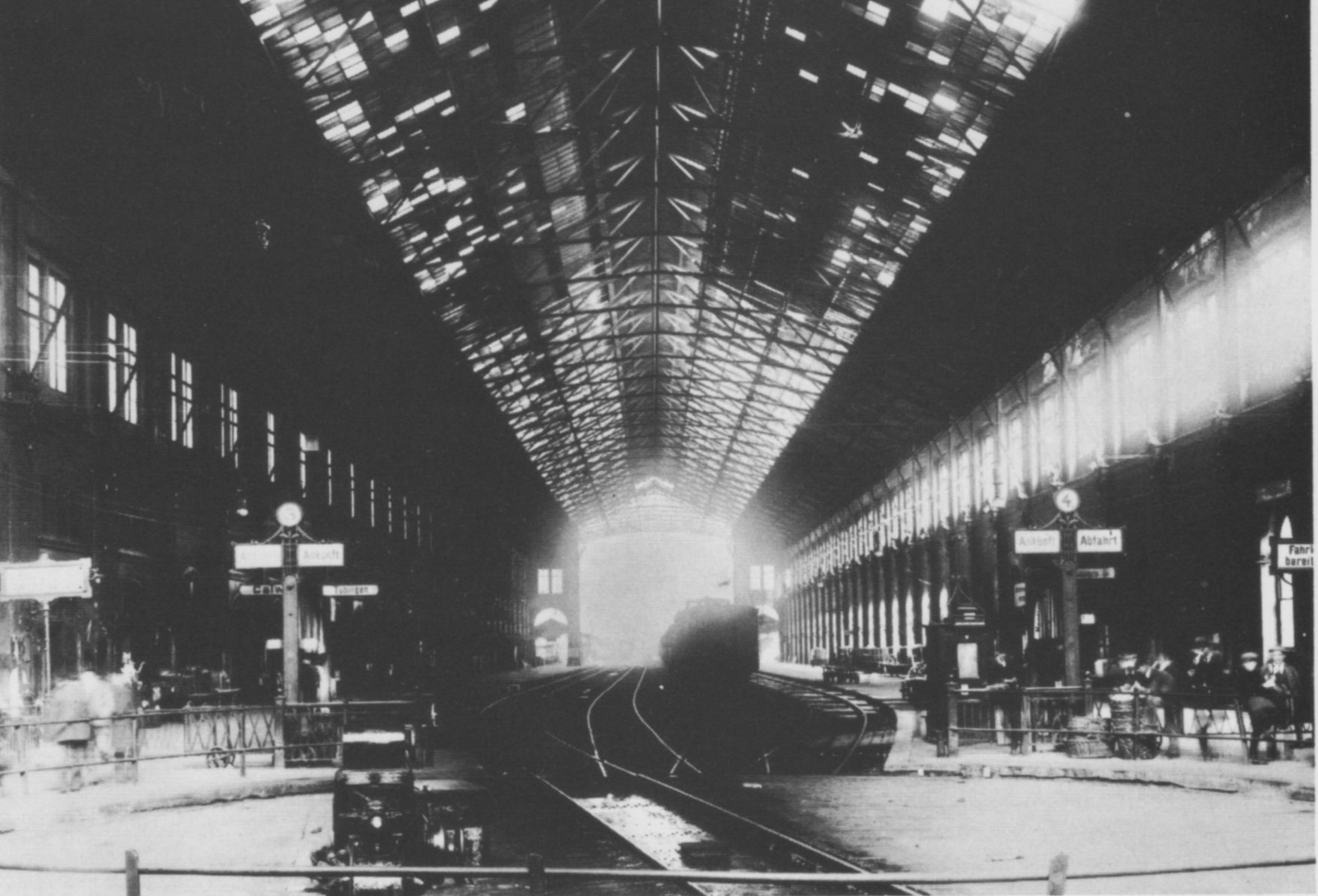
Südliche Halle des alten Stuttgarter Bahnhofs
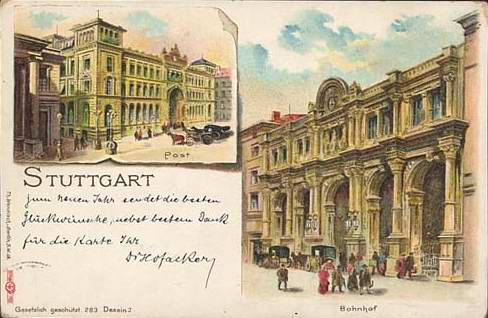
Hauptbahnhof und Postamt 1900
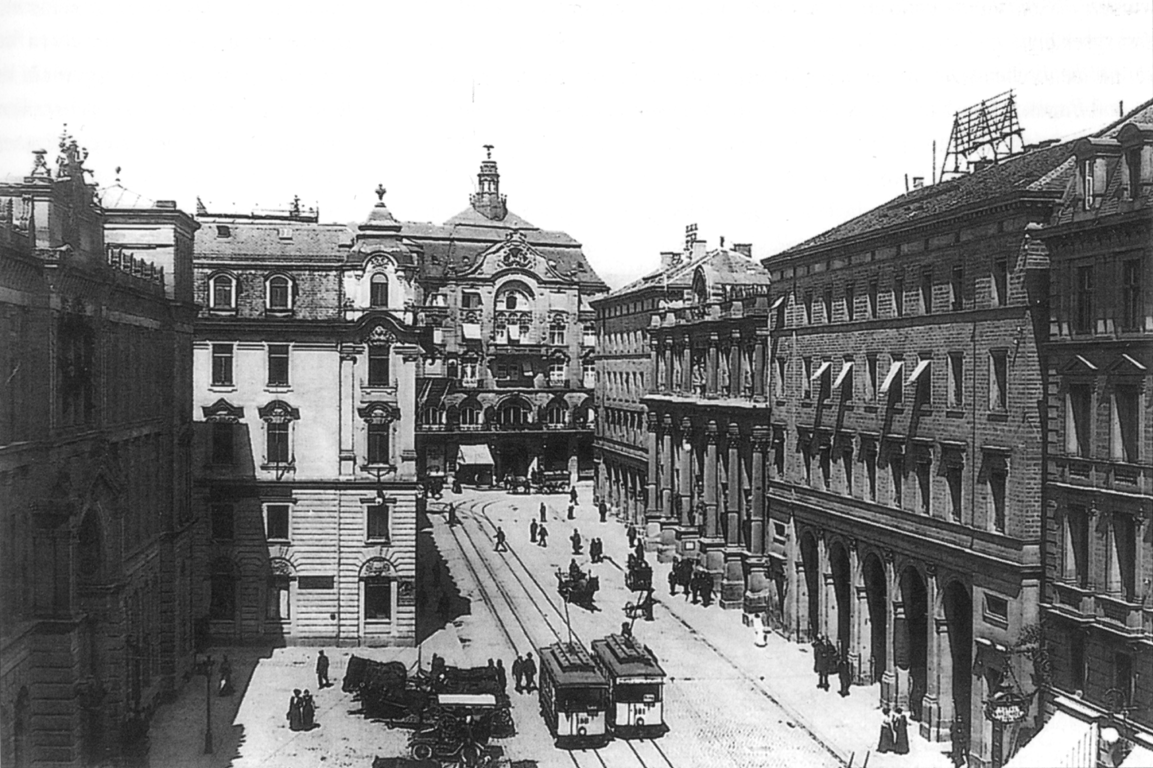
Postamt (rechts) und Bahnhof (links daneben) um 1900
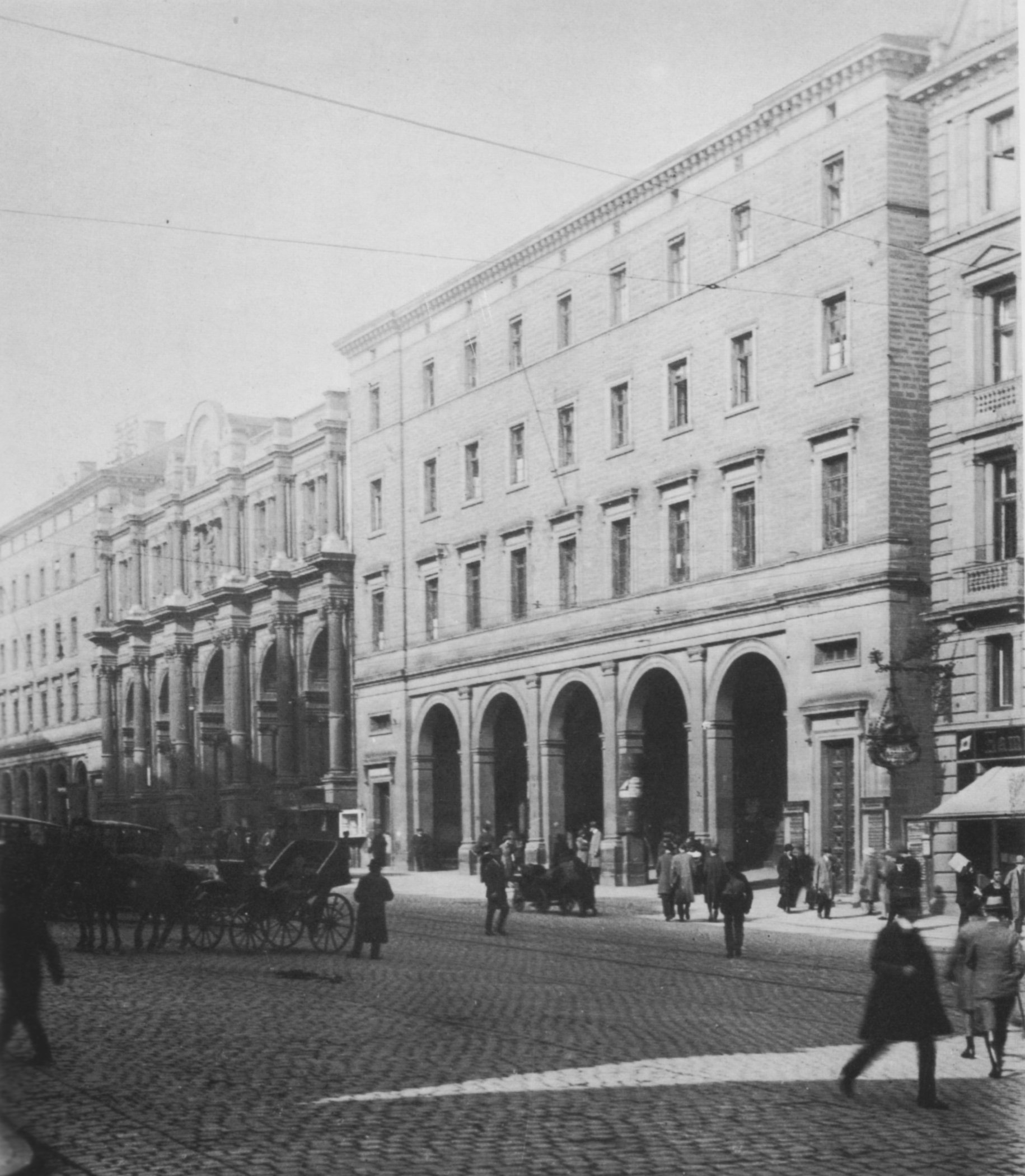
Alter Stuttgarter Bahnhof um 1910 Stadtseite
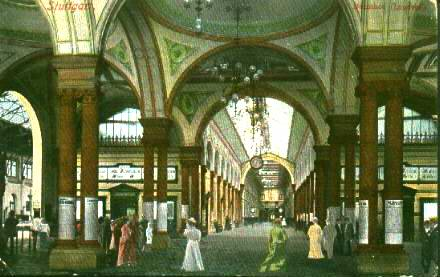
Hauptbahnhof 1913
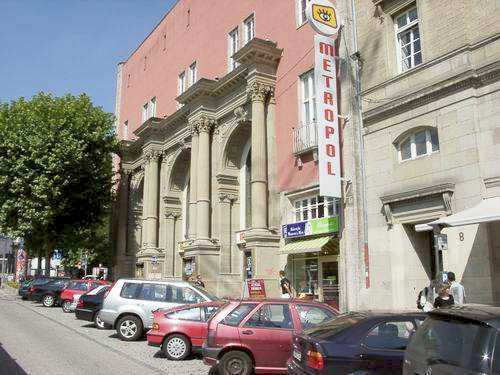
Ehemaliger Hauptbahnhof 2004

### Sprickerhof’scher Durchgangsbahnhof
Bei einem stetig steigenden Verkehrsaufkommen und weiteren angebundenen Linien stieß der Bahnhof im frühen 20. Jahrhundert zunehmend an seine Kapazitätsgrenzen.
1905 lagen drei Entwürfe für die Neugestaltung des Bahnhofs vor:
- Der Sprickerhofsche Durchgangsbahnhof,
- Ein Kopfbahnhof, wie der bisherige, an der Schloßstraße (heute Bolzstraße) gelegen
- Ein Kopfbahnhof, wie der heutige, an der Schillerstraße gelegen

Das Konzept des Sprickerhof’schen Durchgangsbahnhofs wurde 1901 vorgestellt. Dabei sollten die Gäubahn und die Strecke aus Feuerbach in drei parallelen, je zweigleisigen, Tunneln in einem Gefälle von 1:100 von der Wolframstraße in einem Bogen von 300 Meter Radius durch den Kriegsberg zum Hauptbahnhof geführt werden. Dieser wäre von der Bahnhofstraße über die Kriegsbergstraße verlaufen, wobei die Gleisanlagen auf Höhe der Ludwigsburger Straße liegen sollten. Die Weichenstraßen sollten etwa 150 Meter in den Tunnel hinein führen. Das Empfangsgebäude sollte im Bereich des damaligen Hauptzollamtes errichtet werden. Die oberirdischen Flächen zwischen Schloßstraße und Schillerstraße wären bei diesem Projekt freigeräumt worden. Eine Kommission auswärtiger Sachverständiger sprach sich gegen das Projekt aus, das aufgrund erheblicher Bauschwierigkeiten und einer unzureichenden Bemessung der Bahnhofsanlage nicht mehr weiter verfolgt wurde.

### Der heutige Hauptbahnhof

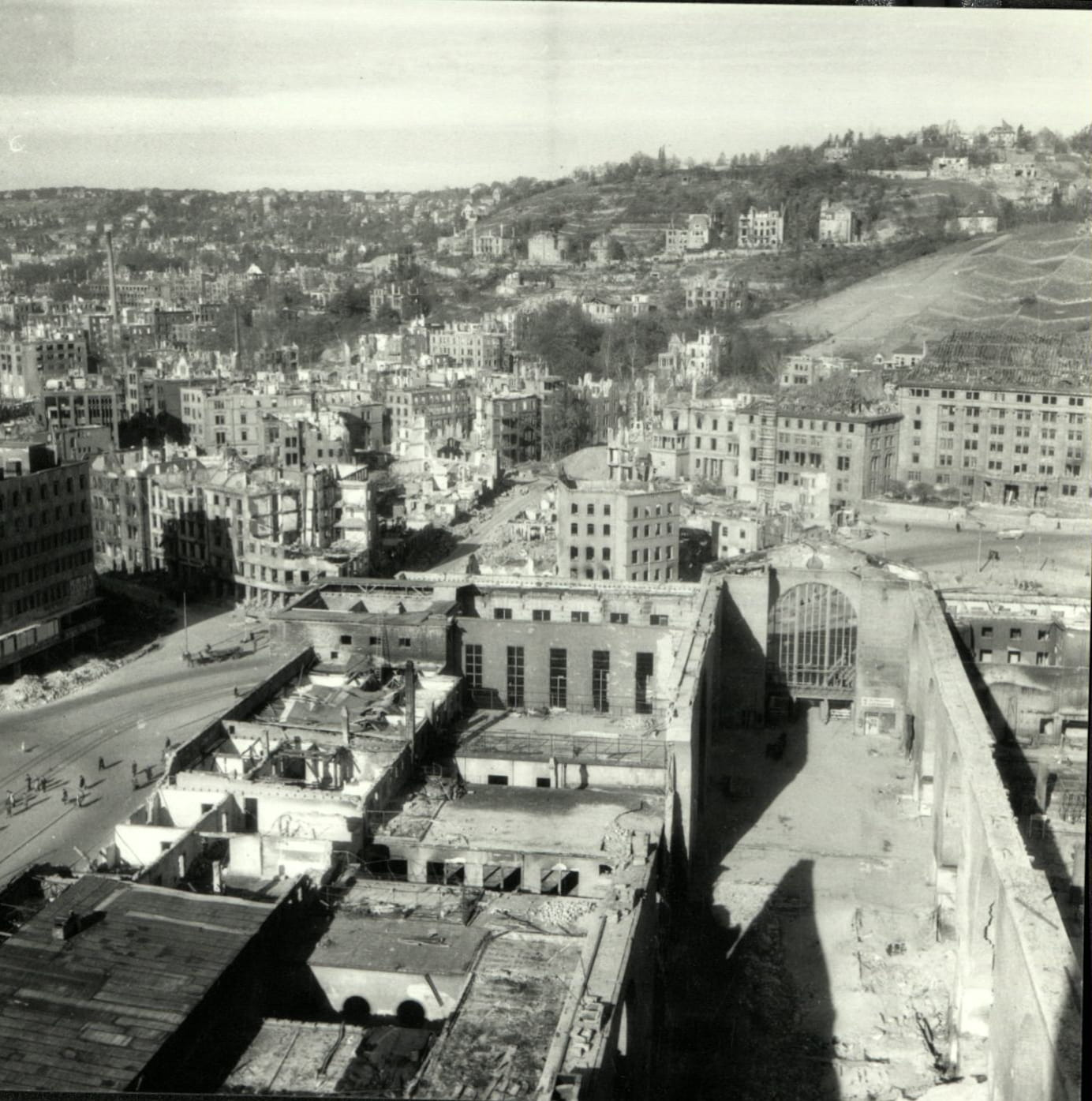
Zerstörter Bahnhof am 17. Oktober 1944

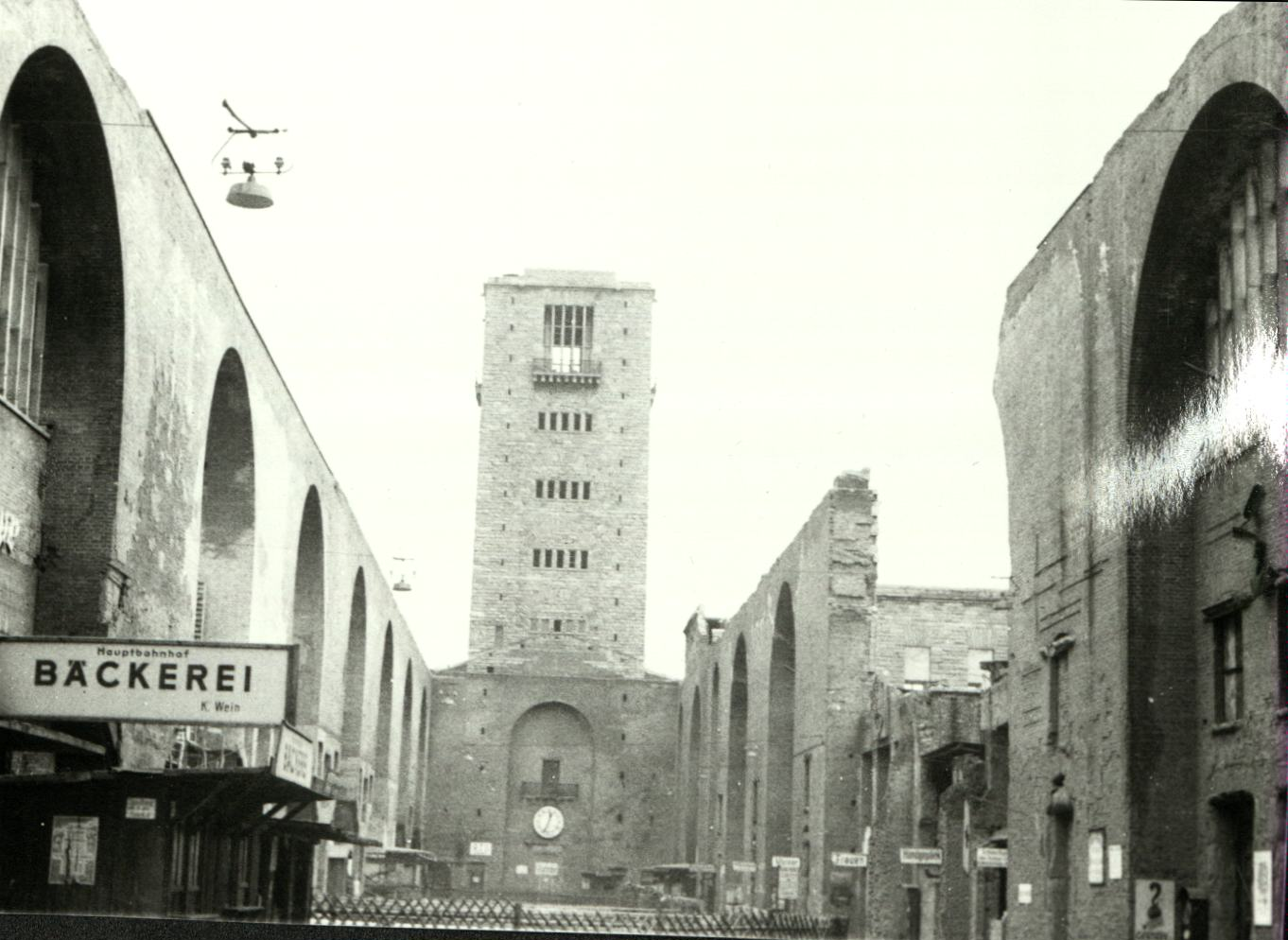
Zerstörte Bahnhofshalle nach 1945

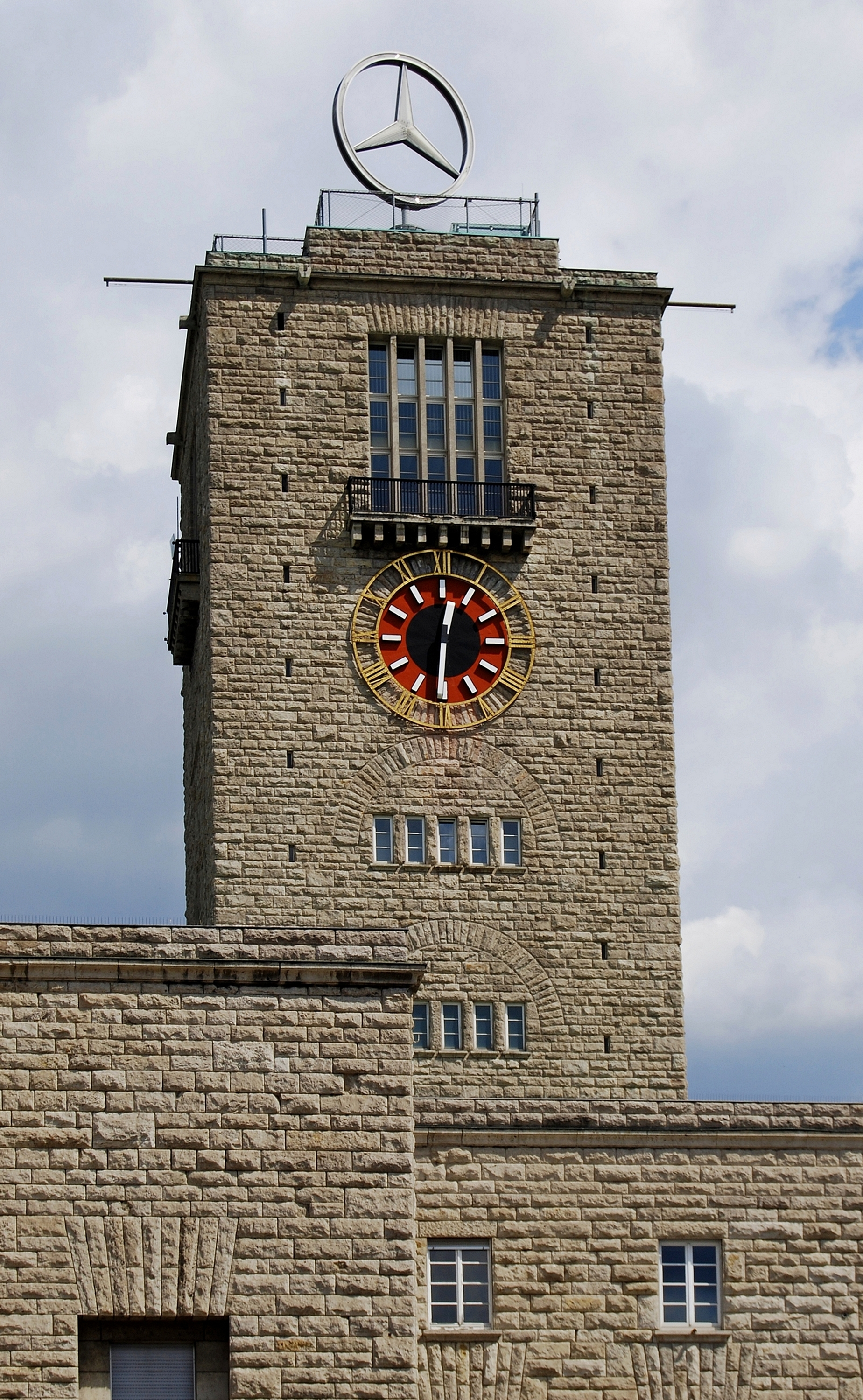
Bahnhofsturm Stuttgart

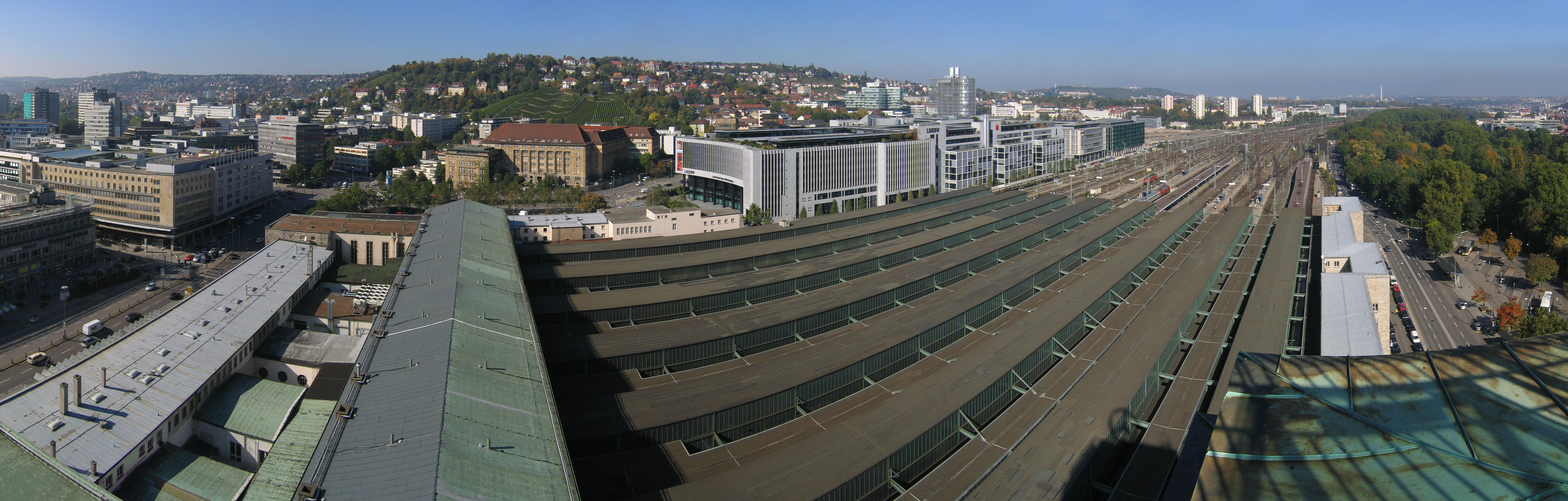
Blick vom Bahnhofsturm auf die Bahnsteige

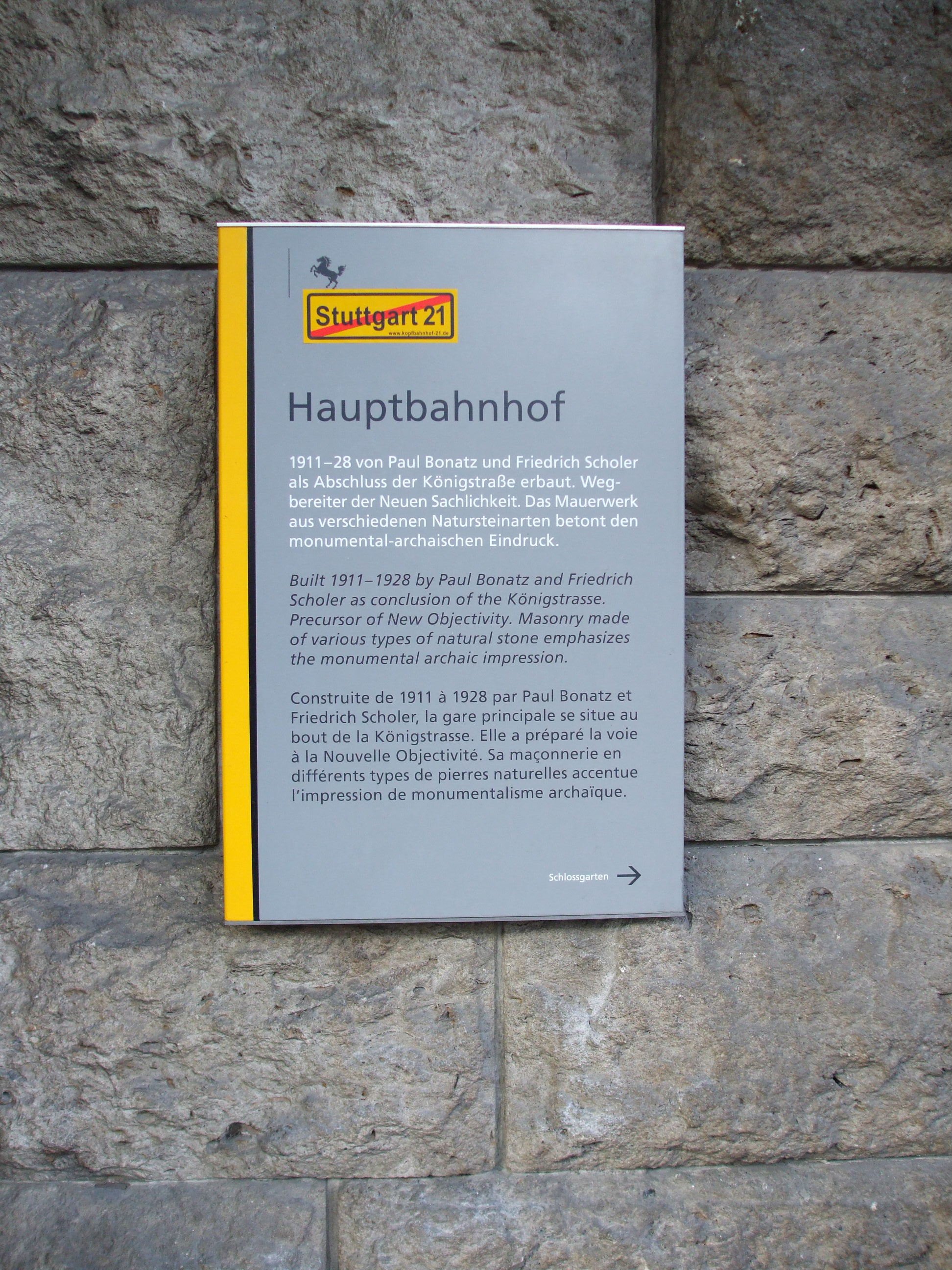
Historienschild

Der heutige Hauptbahnhof wurde von 1914 bis 1928 am heutigen Arnulf-Klett-Platz 500 Meter nordöstlich des Vorgängerbaus gebaut.
1910 schrieben die Königlich Württembergischen Staatseisenbahnen als Bauherr einen Architektenwettbewerb aus, an dem 70 Büros teilnahmen. Den ersten Preis gewann das Büro von Paul Bonatz (1877–1956) und Friedrich Eugen Scholer (1874–1949) mit seinem Entwurf „umbilicus sueviae“ (Der Nabel Schwabens). Nach zahlreichen Veränderungen, beispielsweise der Verschiebung des Turmes von der Hauptfassade an den Schlossgartenflügel, wurde 1914 an der Cannstatter Straße mit dem Bau begonnen. Auch in der Bauphase kam es zu Planänderungen. Wegen des Gleisverlaufes zum alten Bahnhof musste der Bau in zwei Teilen erfolgen. In der Nacht vom 22. auf den 23. Oktober 1922 um 2 Uhr stellte der Zentralbahnhof in der Innenstadt seinen Betrieb ein, um 4:15 Uhr wurde der erste Bauteil des neuen Bahnhofs mit den Gleisen 9 bis 16 mit einem Zug nach Aalen in Betrieb genommen und im Anschluss die Gleise zum alten Bahnhof abgebrochen.
Da sich der Weiterbau des neuen Bahnhofs aus finanziellen Gründen verzögerte, stellte die Stadt Stuttgart der Deutschen Reichsbahn 1925 ein Darlehen über zwei Millionen Reichsmark (entspricht inflationsbereinigt 9,3 Millionen Euro) und 1927 ein weiteres Darlehen in Höhe von 5 Millionen Reichsmark (entspricht inflationsbereinigt 22,2 Millionen Euro) zur Verfügung. Der zweite Bauteil wurde 1928 vollendet, am 15. Mai 1933 wurde die Elektrifizierung der 16 Gleise abgeschlossen.
Bei den Luftangriffen auf Stuttgart im Zweiten Weltkrieg wurde der Hauptbahnhof mehrmals schwer beschädigt, wenn auch von 1940 bis 1942 eine Scheinanlage bei Lauffen am Neckar unter dem Tarnnamen Brasilien viele Angriffe auf sich lenken konnte. Der Wiederaufbau zog sich über mehrere Jahre hin. Seit dem 20. August 1987 ist der Stuttgarter Hauptbahnhof als Kulturdenkmal von besonderer Bedeutung (nach § 12 DSchG) ins Denkmalbuch eingetragen.
Am 15. Juni 1993 um 9:07 Uhr überfuhr der Interregio 2193 von Karlsruhe nach Salzburg den Prellbock des Gleises 14 und kam auf dem Querbahnsteig zwei bis drei Meter vor einer Drogerie zum Stehen. 21 Fahrgäste sowie der Triebfahrzeugführer wurden verletzt, es entstand ein Schaden von 350.000 DM. Der Zug setzte seine Fahrt mit 20 Minuten Verspätung und ohne die ersten drei Wagen fort. Als Unfallursache wurde menschliches Versagen angenommen.

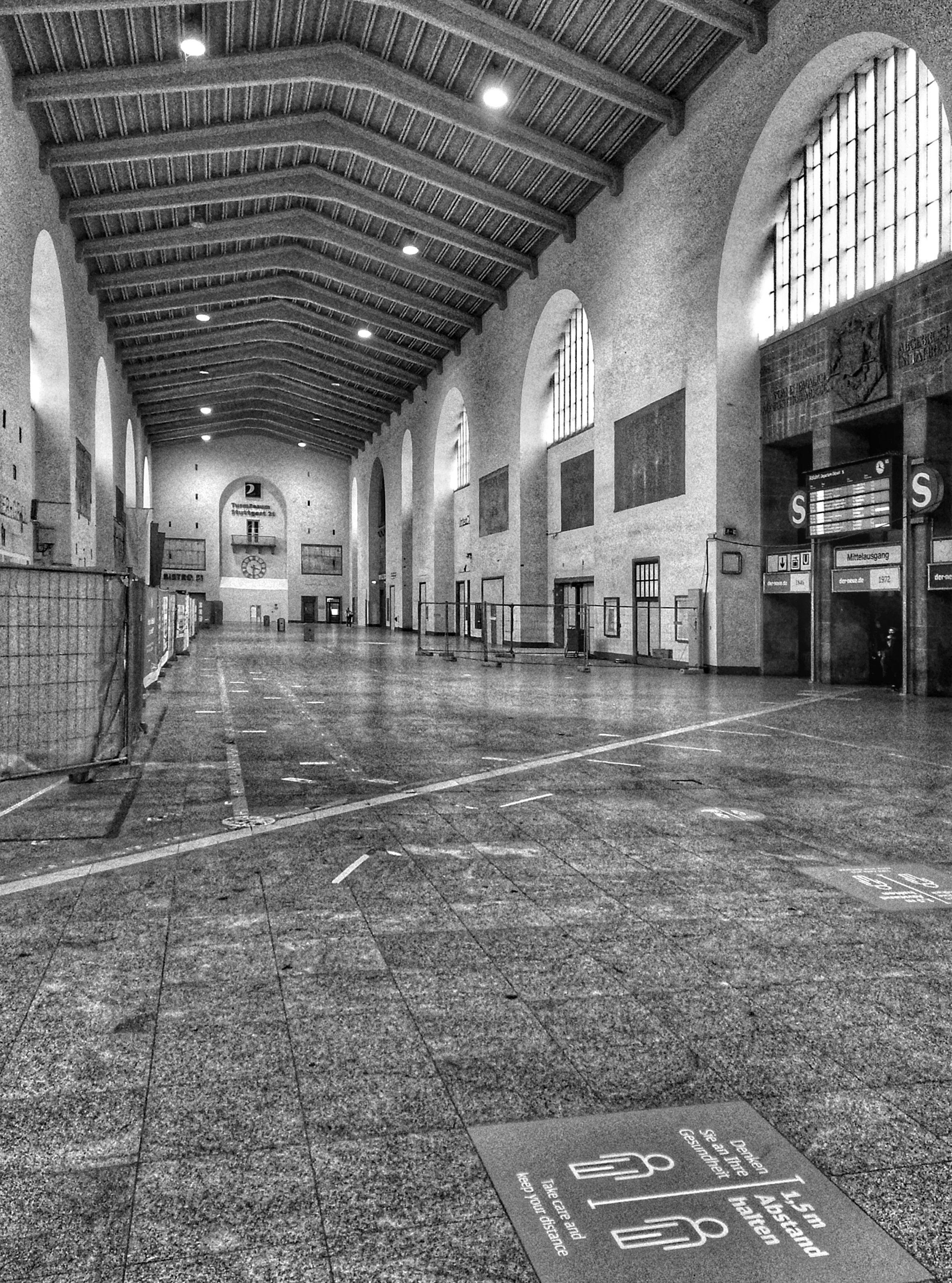
Haupthalle des Hauptbahnhofs nach der Räumung im Zuge von Arbeiten im Zusammenhang mit Stuttgart 21 (Juni 2020)

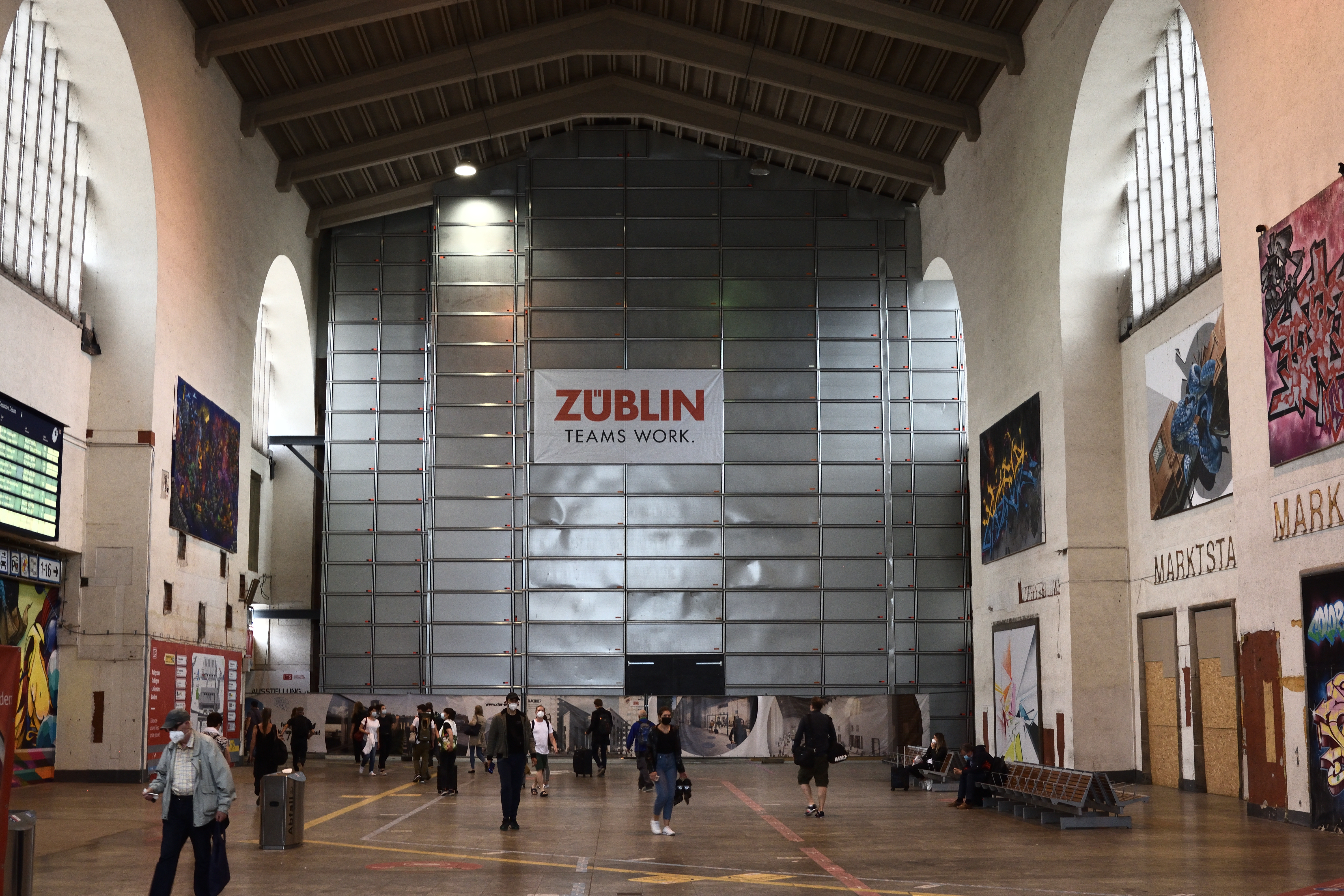
Im Zuge des Umbaus teilweise geschlossenes Empfangsgebäude im Juli 2021

In Vorbereitung des ab Anfang 2020 geplanten Umbaus des Empfangsgebäudes wurden verbliebene Geschäfte und Serviceeinrichtungen Mitte August 2019 geschlossen.

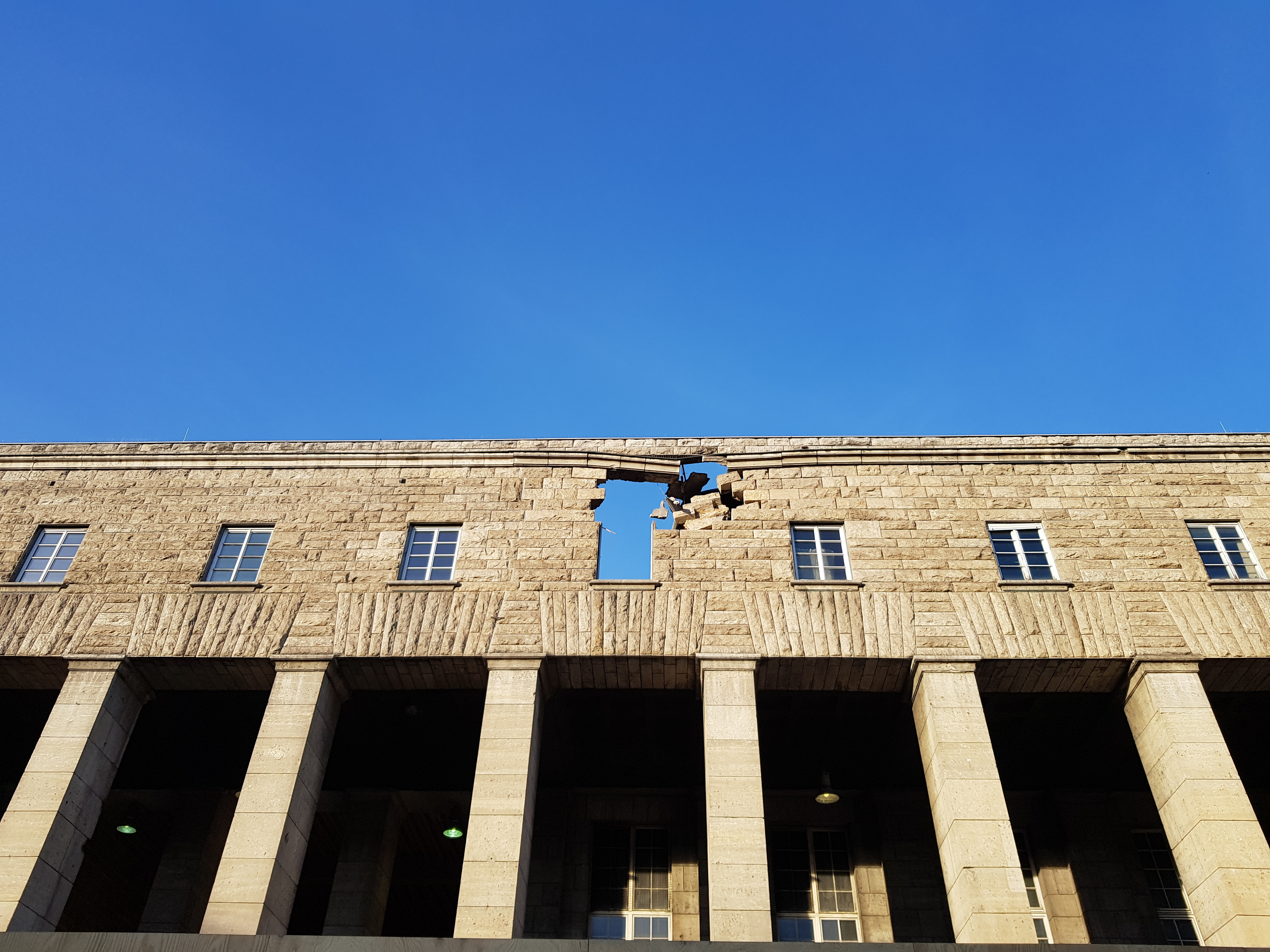
August 2021 kam es zum Absturz von Fassadenteilen, nachdem irrtümlich eine tragende Wand eingerissen wurde.

Während der vom 31. Juli bis 13. September 2021 dauernden Sperrung der S-Bahn-Stammstrecke dienten die Gleise 1 bis 5 des Hauptbahnhofs ausschließlich dem S-Bahn-Verkehr. Drei Linien des Fernverkehrs sowie fünf des Regionalverkehrs fuhren in dieser Zeit in der Regel nicht über den Hauptbahnhof. Am 17. bis 20. August wurde zusätzlich das Empfangsgebäude gesperrt, nachdem sich Fassadenteile in Folge einer irrtümlich abgerissenen tragenden Wand gelöst hatten.
Nachdem sich am 9. Juli 2022 ein Vogel nahe dem Rosensteinareal in einer Oberleitung verfangen hatte, diese dadurch riss und auf ein nicht geerdetes Signal fiel, kam es zu weitreichenden Schäden an der Leit- und Sicherungstechnik. Unter anderem wurde für die Technik aus den 1970er Jahren in ganz Deutschland nach Ersatzteilen gesucht. Am 18. Juli 2022 teilte die DB mit, die Schäden seien beseitigt. Betriebseinschränkungen blieben aufgrund laufender Tests bis 29. Juli 2022 bestehen.
Im Betriebsstellenverzeichnis wird der Bahnhof Hauptbahnhof als TS geführt und gehört zu den 21 Bahnhöfen der höchsten Preisklasse von DB Station&Service.

### S-Bahn und Stadtbahn
Ein Mitte der 1950er Jahre vorgelegter Entwurf für eine S-Bahn sah unter dem Hauptbahnhof eine viergleisige Station mit zwei 175 Meter langen Mittelbahnsteigen vor, die in Richtung Stadtmitte zwei- und in Richtung Feuerbach/Bad Cannstatt viergleisig werden sollte.
Zwischen 1971 und 1978 wurde für die S-Bahn im mittleren Neckarraum für die Verbindungsbahn Stuttgart der Station Hauptbahnhof (tief) gebaut, die in Deckelbauweise errichtet wurde und die Haupthalle in Höhe der kleinen Schalterhalle unterquert. Diese Station besitzt zwei Gleise und einen Mittelbahnsteig. Am 1. Oktober 1978 fuhr die erste S-Bahn.
Im Zusammenhang mit der S-Bahn-Einführung wurde ein Parkhaus mit 90 Stellplätzen errichtet und ebenfalls 1978 eröffnet.
Die unterirdische Stadtbahnstation Hauptbahnhof (Arnulf-Klett-Platz) unter dem Arnulf-Klett-Platz vor der Bahnhofshalle wurde am 9. April 1976 dem Verkehr übergeben. Heute verkehren hier acht Stadtbahnlinien der Stadtbahn Stuttgart.
Die S-Bahn-Station am Hauptbahnhof wurde (Stand 1993) von rund 120.000 Fahrgästen pro Tag genutzt. Darunter 55.000 Umsteiger zu Fern-, Regional- und Stadtverkehr, rund 15.000 Fahrgästen im Über-Eck-Verkehr Feuerbach–Bad Cannstatt und rund 50.000 Ein- und Aussteigern. 2016 stiegen täglich 140.000 Fahrgäste an der S-Bahn-Station ein und aus. Mit Inbetriebnahme von Stuttgart 21 soll das Aufkommen um etwa 20 Prozent zurückgehen. Die S-Bahn-Station heißt Stuttgart Hbf tief und liegt 20 m unter dem Kopfbahnhof.

## Bauwerk

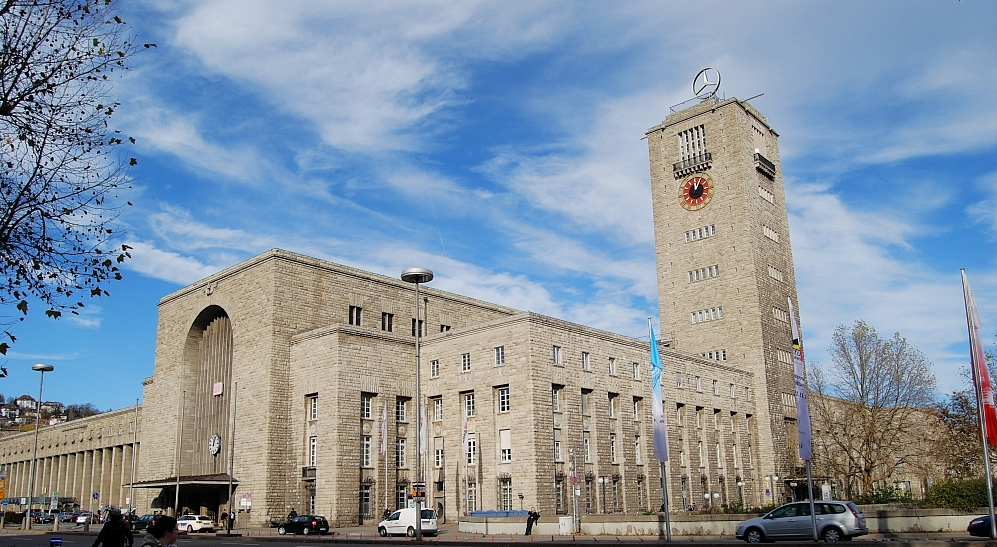
Aufnahme von 2010

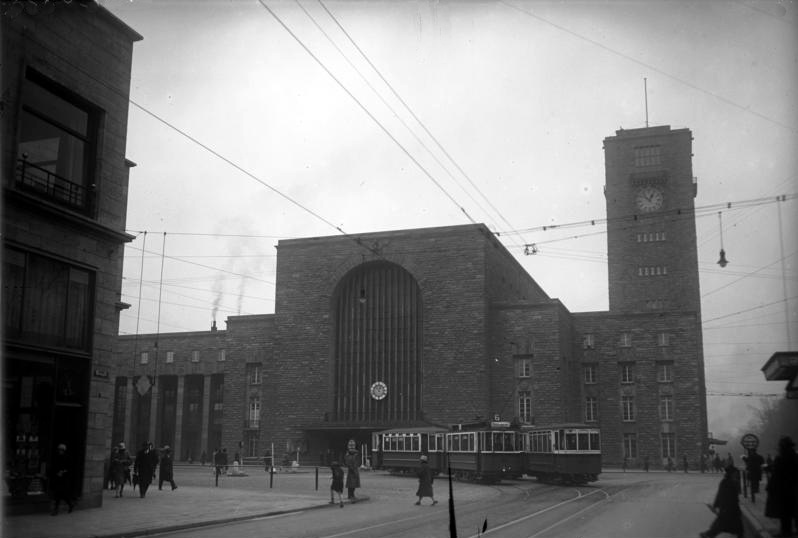
Große Schalterhalle von der Königstraße im Jahr 1927

Das Bahnhofsgebäude besteht aus Kuben, die symmetrisch und asymmetrisch verschachtelt wurden. Charakteristisch ist die unterschiedliche Größe, Dimension und Gestaltung der Kuben. Beim Bau des Bahnhofsgebäudes wurden Beton und Stahl verwendet, die Fassade wurde anschließend noch mit grob behauenen Muschelkalkquadern verkleidet, die mit Backsteinen fest vermauert wurden. Der Muschelkalk stammt aus dem Trochitenkalk des Oberen Muschelkalk aus der Umgebung von Crailsheim. Im Inneren bestimmen Sandstein, Tuff und Backstein die Wände. Diese sind teils als flache Holzdecken ausgebildet und teils als Stahlbetonkonstruktionen ausgeführt. Die Sicherheitspfeiler in der Kopfbahnsteighalle sind in Sichtbeton ausgeführt.
Der Bahnhof ist auch städtebaulich in die Stadt Stuttgart eingegliedert. Der Baukörper passt sich dem abschüssigen Gelände an (vom Turm bis zum Nordausgang liegen fast fünf Meter Höhenunterschied). Eine ursprünglich mitten auf den Bahnhof zuführende Straße verwarf Bonatz und schuf die heutige Lautenschlagerstraße, die auf die Kleine Schalterhalle zuführt.
Das Bauwerk ist sowohl durch konservative Elemente, die sich unter anderem in der Monumentalität und dem Bauschmuck zeigen, wie auch durch progressive Teile geprägt, welche sich im Kompositionsprinzip, mehrheitlich flachen Dächern und weiteren Elementen zeigen. Die Bauweise gilt als wichtiges Beispiel der Stuttgarter Schule. Mihály Kubinszky bezeichnet ihn als einen der „der bestgelungenen und bezeichnendsten Bahnhöfe seiner Zeit“, Gottfried Knapp bezeichnet ihn als „wichtigsten Bahnhofsbau zwischen Historismus und Moderne“. Carroll Meeks führt aus, dass die Tatsache, dass für 95 % der Fahrgäste der Bahnhof Endpunkt ihrer Reise sei, eine dauerhafte und massive Bauform bedingte. Mit zunehmendem Baufortschritt sei der Stil einfacher und härter geworden. Aus heutiger Sicht wirke es wie „Nazi-Design avant la lettre“. Der Schriftsteller W. G. Sebald schreibt: „… Stuttgarter Hauptbahnhof, jene von dem Baumeister Paul Bonatz, wie ich später erfuhr, vor dem Ersten Weltkrieg entworfene und bald darauf fertiggestellte Natursteinbastion, die in ihrem kantigen Brutalismus einiges schon vorwegnahm von dem, was später noch kommen sollte …“
Für Christoph Ingenhoven, den Architekten des neuen Bahnhofs, ist der Bahnhof nur aufgrund der „Riesenverluste […] an historische[r] Substanz […], die Deutschland erlitten hat [, akzeptabel]“. „Schwer verdaulich“ findet er Bonatz’ ursprüngliche Visionen, die „in Richtung Ritterburg oder Walhall“ gingen und immer noch am Bauwerk zu finden seien. Dennoch hält er das Bahnhofsgebäude für ein „erstklassiges Denkmal“.
Das Landgericht Stuttgart führte in seiner Entscheidung zum Abriss der Seitenflügel aus, dass nur die Kopfbahnsteighalle, der Turm, die Schalterhallen und die Säulenhalle bestimmend für die architektonische Anerkennung des Werks seien, nicht jedoch die Seitenflügel.

### Gleise und Bahnsteige

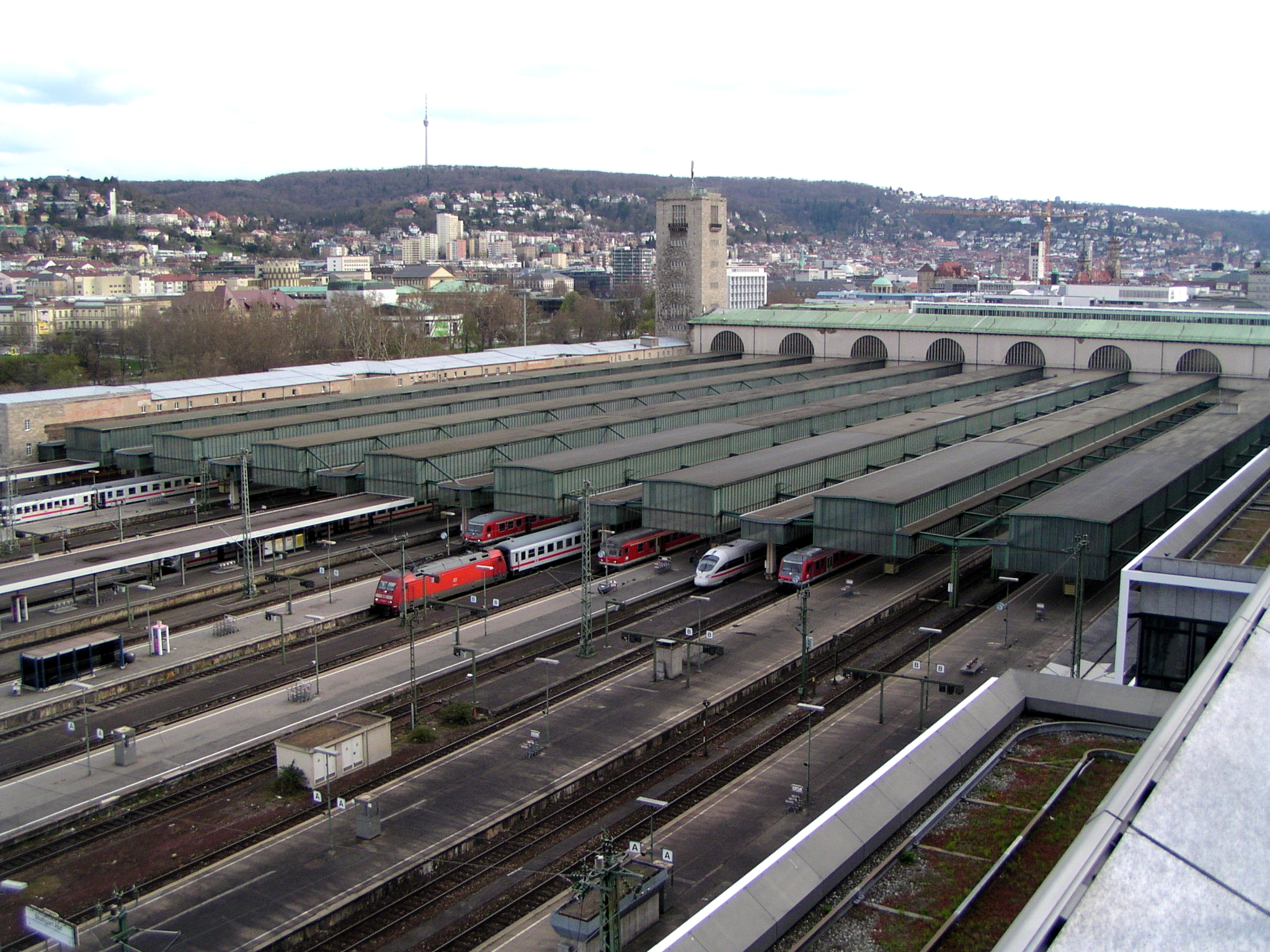
Blick auf die Rückseite des Hauptbahnhofs im März 2008

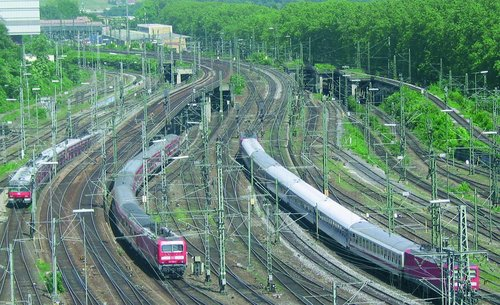
Gleisvorfeld des Hauptbahnhofs mit Überwerfungsbauwerken

#### Bahnsteige oberirdisch
Da die bestehenden Gleise zum alten Bahnhof bis zur Inbetriebnahme des neuen in Betrieb waren, war im Wettbewerbsentwurf auf Anregung der Generaldirektion der Staats-Eisenbahnen eine dreigeteilte Gleishalle vorgesehen. Später wurde diese Planung in niedrige Überdachungen der einzelnen Bahnsteige mit Rauchschlitzen oberhalb der Gleise geändert, die Pfeiler dieser Dächer wurden auf den Gepäckbahnsteigen platziert. Aufgrund der Materialknappheit nach dem Ersten Weltkrieg wurde die geplante Bahnsteigüberdachung der Gleise 1 bis 16 nicht in Stahl, sondern in Holz ausgeführt. Nach Zerstörung im Zweiten Weltkrieg wurde eine neue Überdachung auf Stahlbeton-Basis errichtet. Die oberirdischen Bahnsteige weisen durchgehend eine Bahnsteighöhe von 76 Zentimetern auf, sind in der Regel 8,45 Meter breit sowie zwischen 326 Meter (Bahnsteig 7, mit den Gleisen 13 und 14) und 470 Meter (Bahnsteig 8, mit den Gleisen 15 und 16) lang.

#### Bahnsteige S-Bahn

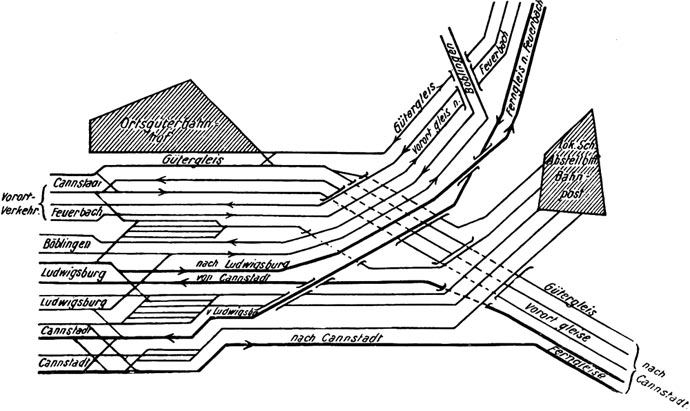
Ursprünglicher geplanter Gleisplan von 1912 mit nur 14 statt 16 Gleisen

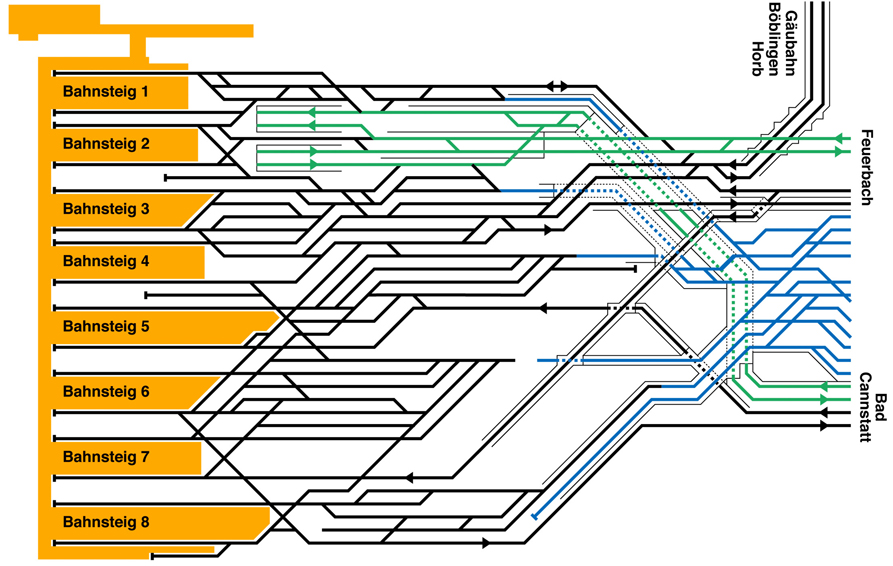
Gleisplan Stand 2009, ohne Gleis 1a

Im unterirdischen S-Bahnhof (drittes Untergeschoss) halten Züge der Linien S1 bis S6 und S60 der S-Bahn Stuttgart auf zwei Gleisen (Gleise 101 und 102). Auf Gleis 101 halten S-Bahnen in Richtung Schwabstraße, auf Gleis 102 die Züge in Richtung Bad Cannstatt und Nordbahnhof. Der Bahnsteig ist 96 Zentimeter hoch und 210,3 Meter lang.

#### Oberirdisches Gleisvorfeld
Das Gleisvorfeld verbindet fünf Gleise des Regional- und Fernverkehrs (ein Gleis zur Gäubahn und je zwei Gleise Richtung Bad Cannstatt und Feuerbach) mit den Bahnhofsgleisen, fünf weitere Gleise verbinden den Hauptbahnhof mit der Abstellanlage am Rosensteinpark. Das Gleisvorfeld ist als Sachgesamtheit nach dem baden-württembergischen Denkmalschutzgesetz geschützt, soll nach Fertigstellung von Stuttgart 21 jedoch entfernt werden.

#### Tunnelgebirge
Die erforderlichen Überwerfungsbauwerke wurden nach Plänen von Karl Schaechterle in den Jahren 1908 bis 1914 errichtet. Von besonderer Bedeutung ist das dreistöckige südliche Überwerfungsbauwerk, besser bekannt als das Gleis- oder Tunnelgebirge. Es ermöglicht einen kreuzungsfreien, teils mit dem eines Durchgangsbahnhofs vergleichbaren Betrieb und erfuhr in der Fachwelt seinerzeit große Beachtung. Dazu trug bei, dass hier erstmals im Eisenbahnbau mehr als zwei Gleise übereinander geführt wurden.
Eine 700 Meter lange und 32 Promille steile Rampe verbindet die Streckengleise mit dem S-Bahnhof. Sie unterfährt auf einer Länge von rund 500 Metern die Gleis- und Bahnsteiganlagen des Kopfbahnhofs. Im Zuge ihrer Errichtung waren die Gleise 1 bis 3 von 1971 bis 1974 nicht verfügbar. Als Ersatz wurde an Gleis 1a ein Bahnsteig errichtet.
Als Vorbereitung für das Projekt Stuttgart 21 wurden seit Mai 2010 Bahnsteige in Richtung Gleisvorfeld verlängert und verlegt. Um an seiner Stelle eine Baulogistikstraße bauen zu können, wurde Gleis 1a im September 2010 entfernt.
Insgesamt verfügte der Stuttgarter Hauptbahnhof vor Beginn der Bauarbeiten für Stuttgart 21 über 140 Kilometer Bahngleise und 385 Weichen auf 82 Hektar Fläche.

### Stellwerke
Bei Eröffnung des Bahnhofs existieren zwei Befehlsstellwerke: Von den Gleisen 1 bis 4 konnten vom Stellwerk 1 aus Fahrstraßen von und zu den Vorortgleisen nach Cannstatt gestellt werden, von den Gleisen 4 bis 7 war die Ein- und Ausfahrt aus den Vorortgleisen nach Feuerbach möglich. Vom Stellwerk 2 aus wurden die Fahrstraßen für die Gleise des Fernverkehrs gestellt, aus den Gleisen 7 bis 12 war die Ein- und Ausfahrt zur Gäubahn sowie die Ausfahrt zu den Ferngleisen nach Feuerbach möglich, auf den Gleisen 8 bis 13 die Einfahrt von den Ferngleisen aus Cannstatt. Auf den Gleisen 12 bis 16 war die Einfahrt von den Ferngleisen aus Feuerbach und die Ausfahrt zu den Ferngleisen Richtung Bad Cannstatt möglich. Daneben existierten weitere Stellwerke für die Verbindung zum Abstellbahnhof (Stellwerke 3 und 5) sowie zum Güterbahnhof (Stellwerk 4).
Nach einer vierjährigen Planungsphase wurden am 3. Oktober 1973 die Bauarbeiten für ein neues Zentralstellwerk der Bauart SpDrL 60 am Hauptbahnhof aufgenommen. Das Stellwerksgebäude steht südlich von Gleis 16. Die Anlage wurde schrittweise in Betrieb genommen: zunächst (am 1. und 2. Oktober 1977) für den Abstellbahnhof, anschließend für Personen- und Güterbahnhof (jeweils 5. und 6. November 1977). Die Verbindungsbahn der S-Bahn (bis zur damaligen Endbahnhof Schwabstraße) wurde zum 1. Oktober 1978 aufgeschaltet.
Insgesamt wurden 95 Hauptsignale, 93 Vorsignale, 583 Sperrsignale, 506 Weichenantriebe und 530 Gleisstromkreise sowie 169 Achszählkreise in die Anlage integriert. Das neue Stellwerk trat an die Stelle von zwölf alten Stellwerken. In das Stellwerk und seine Außenanlagen wurden 68 Millionen DM investiert. Heute arbeiten dort fünf bis sieben Fahrdienstleiter.
Im Zentralstellwerk bestehen Regelzugfahrstraßen von und zu den S-Bahn-Gleisen nach Bad Cannstatt von den Gleisen 1 bis 6 sowie dem S-Bahn-Tunnel, von und zu den S-Bahn-Gleisen nach Zuffenhausen von den Gleisen 1 bis 12 sowie dem S-Bahn-Tunnel sowie von und zur Gäubahn von den Gleisen 2 bis 12. Die Einfahrt von den Ferngleisen aus Zuffenhausen ist in die Gleise 2 bis 16 möglich, die Ausfahrt Richtung Zuffenhausen aus den Gleisen 2 bis 12. Züge über die Ferngleise nach Bad Cannstatt können über die Gleise 12 bis 16 ausfahren, die Einfahrt von dort ist in die Gleise 8 bis 14 möglich.

### Bahnhofsturm

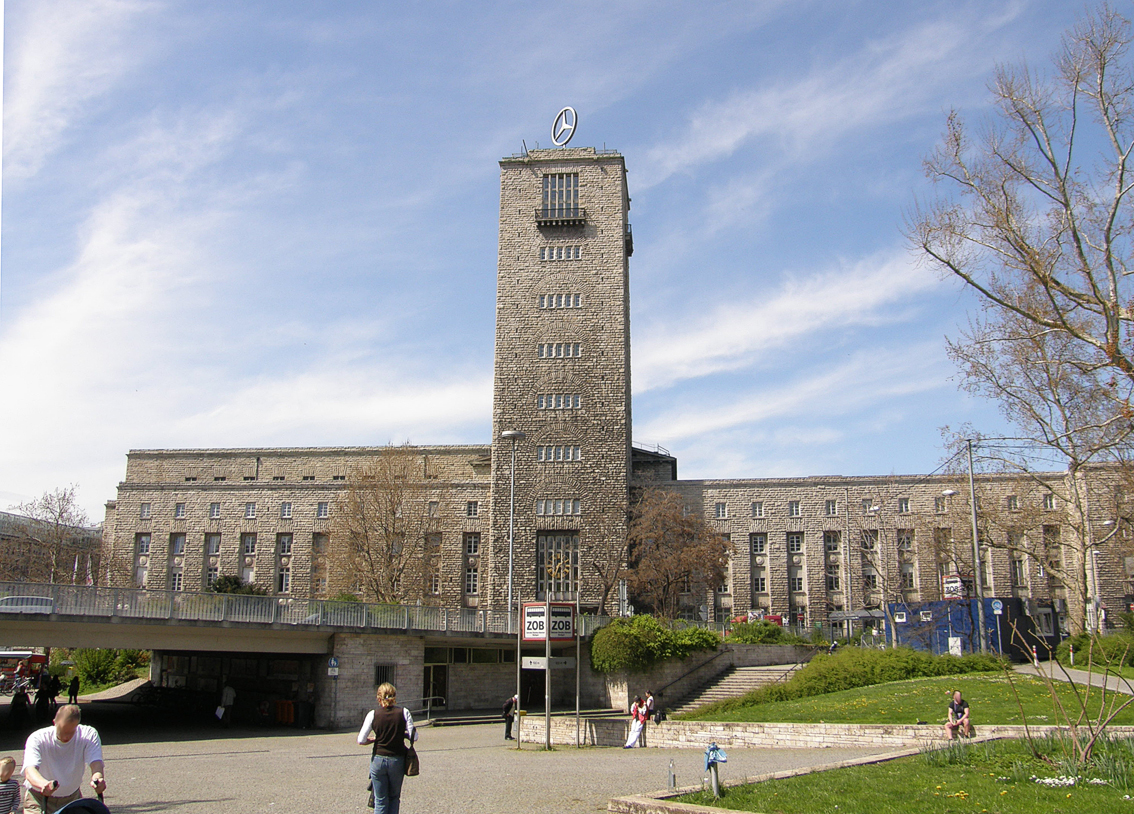
Bahnhofsturm (vor 2010, vom Mittleren Schlossgarten aus gesehen)

Der 56 Meter hohe Bahnhofsturm ist ein Wahrzeichen der Stadt Stuttgart und bildet den Abschluss der Königstraße. Er ist auf 288–290 Pfählen mit einer Länge zwischen 10 und 11 Metern gegründet. Umstritten ist, ob die Pfähle aus Stahlbeton oder Eichenholz bestehen, die Deutsche Bahn lehnt aber Probebohrungen ab, da laut Gutachten der Bahnhofsturm auf Stahlbetonpfählen stehe und die Frage für den Bau von Stuttgart 21 keine entscheidende Bedeutung habe. Bei seiner Fertigstellung 1916 erhielt der Turm nur ein Restaurant im obersten Stockwerk und einen für König Wilhelm II. vorgesehenen Wartesaal. 1926 wurde das von Eugen Bürkle geführte Café (mit Sitzungssaal, Teestube, Weinstube, Speisesaal und Dachrestaurant) mit dem Slogan „Schönste Bahnhofs-Restaurationsräume Deutschlands“ beworben. Nachdem der Turm im Zweiten Weltkrieg wenig beschädigt worden war, wurde 1952 ein rotierender Mercedes-Stern mit 5 Metern Durchmesser auf dem Turmdach installiert, der seitdem die Silhouette des Gebäudes prägt. Der Erlös floss in den Wiederaufbau des Bahnhofs. Von 1955 bis 1976 wurde der Bahnhofsturm als Hotel und zeitweise auch als Unterkunft für Bahn-Mitarbeiter genutzt. Ab 1998 informierte das Turmforum auf vier Ebenen über das Projekt Stuttgart 21. Im Konferenzraum auf Ebene 9 bot das Standesamt Stuttgart-Mitte seit 2000 die Möglichkeit, zu heiraten. Außerdem befand sich im Turm ein Bistro und eine Aussichtsterrasse (Lift und Eintritt gratis). Am Turm ist eine Uhr installiert mit einem Zifferblatt-Durchmesser von fünfeinhalb Metern.
Im Zuge der Sanierung des Bahnhofsgebäudes ist der Turm seit 2020 geschlossen. In diesem Zuge wurde der Mercedes-Stern abgebaut und wird vorübergehend an das Mercedes-Benz-Museum verlegt. Die Wiederaufstellung nach der Sanierung des Turms ist für 2025 geplant.

### Kopfbahnsteighalle

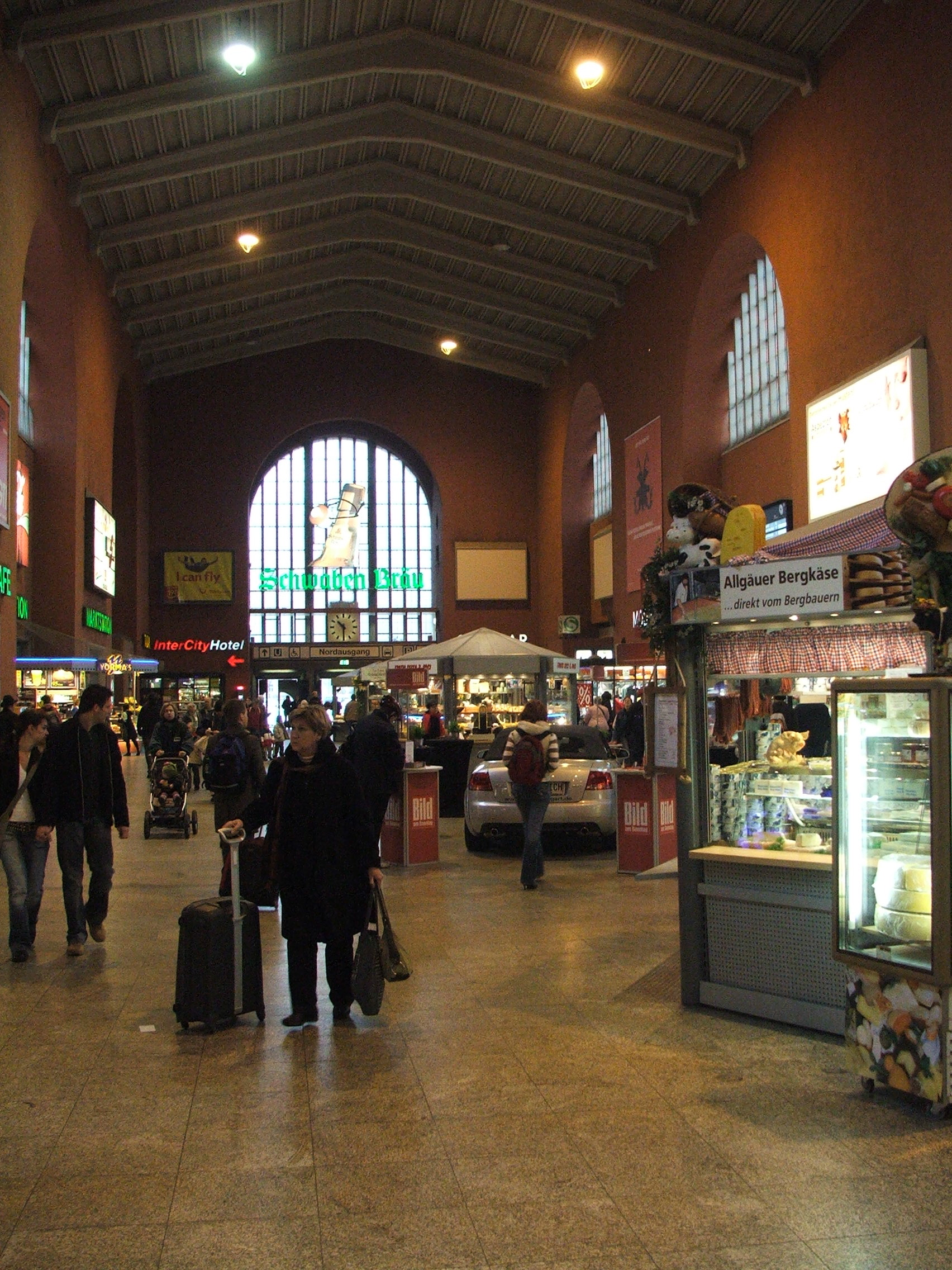
Kopfbahnsteighalle im Jahr 2007, Blick Richtung Nordausgang

Die Kopfbahnsteighalle schließt sich unmittelbar an die Querbahnsteighalle der Gleise 1 bis 16 an. Gleisseitig wird die Kopfbahnsteighalle mit einer Stahlbetonwand abgeschlossen, um die Auswirkungen eines möglichen Bremsversagens zu verringern. Die acht Rundbögen zum Querbahnsteig sind dreigeteilt: Nach oben werden sie jeweils durch ein Rundbogenfenster abgeschlossen, der mittlere Teil auf Höhe der Bahnsteigdächer ist massiv ausgeführt und im unteren Teil besteht in voller Breite ein Durchgang zur Querbahnsteighalle, wo sich ursprünglich die Bahnsteigsperren befanden. Eine ähnliche Anordnung findet sich auch auf der gegenüberliegenden, der Stadt zugewandten Seite. Die ursprüngliche Deckenkonstruktion wurde im Zweiten Weltkrieg zerstört, das heutige Dach wurde im Jahr 1950 fertiggestellt.
Zwischen der Kleinen und der Großen Schalterhalle befanden sich auf der den Gleisen abgewandten Seite ursprünglich nach Klassen getrennte Wartesäle und Gastronomie. Einige der insgesamt 40 Geschäfte und Gastronomieangebote, die sich 2009 im Bahnhof befanden, wurden nachträglich in die Kopfbahnsteighalle eingebaut, die anderen sind von der Halle aus erreichbar. Zum Arnulf-Klett-Platz hin schließt das Gebäude mit einem Arkadengang ab. Am Übergang zum Bahnhofsturm nimmt ein als Blendfeld ausgeführter Bogen die Gestaltung der Bogenfelder auf, ein Balkon zur Kopfbahnsteighalle hin verleiht der Halle den Charakter eines Außenbereichs.

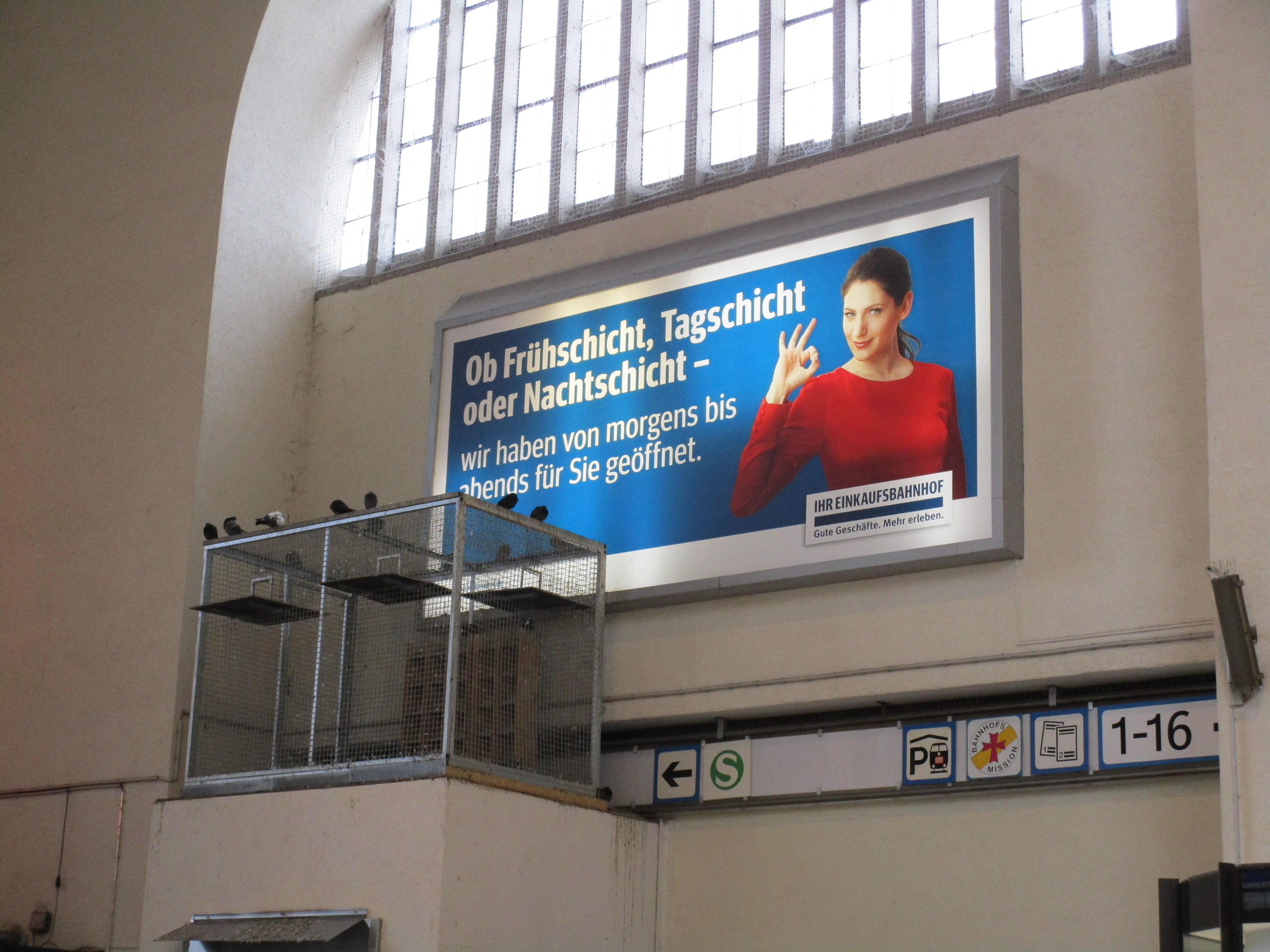
Taubenschlag für Stadttauben

Im Zuge des Projekts Stuttgart 21 sollen die Durchgänge, die jetzt zur Querbahnsteighalle führen, durch eine Glaskonstruktion verschlossen werden, die grundsätzliche Dreiteilung der Rundbögen aber erhalten bleiben. Auf der der Stadt zugewandten Seite sollen die Wandfüllungen in der Mitte der Bogenfelder teilweise entfernt werden, um dahinter liegende Büroräume beleuchten zu können. Zur künftig unterhalb der Kopfbahnsteighalle liegenden Verteilerebene sollen zwei Treppenverbindungen und drei Lichtöffnungen angelegt werden, so dass die Kopfbahnsteighalle „erreichbar und erlebbar“ bleiben werde. Mit ihrer heutigen Funktion wird sie jedoch auch ihre Bedeutung teilweise verlieren.
In erhöhter Form ist in der Halle ein Drahtkäfig als Taubenschlag errichtet worden, der der Begrenzung der Vermehrung von Stadttauben dient.

#### Nordausgang

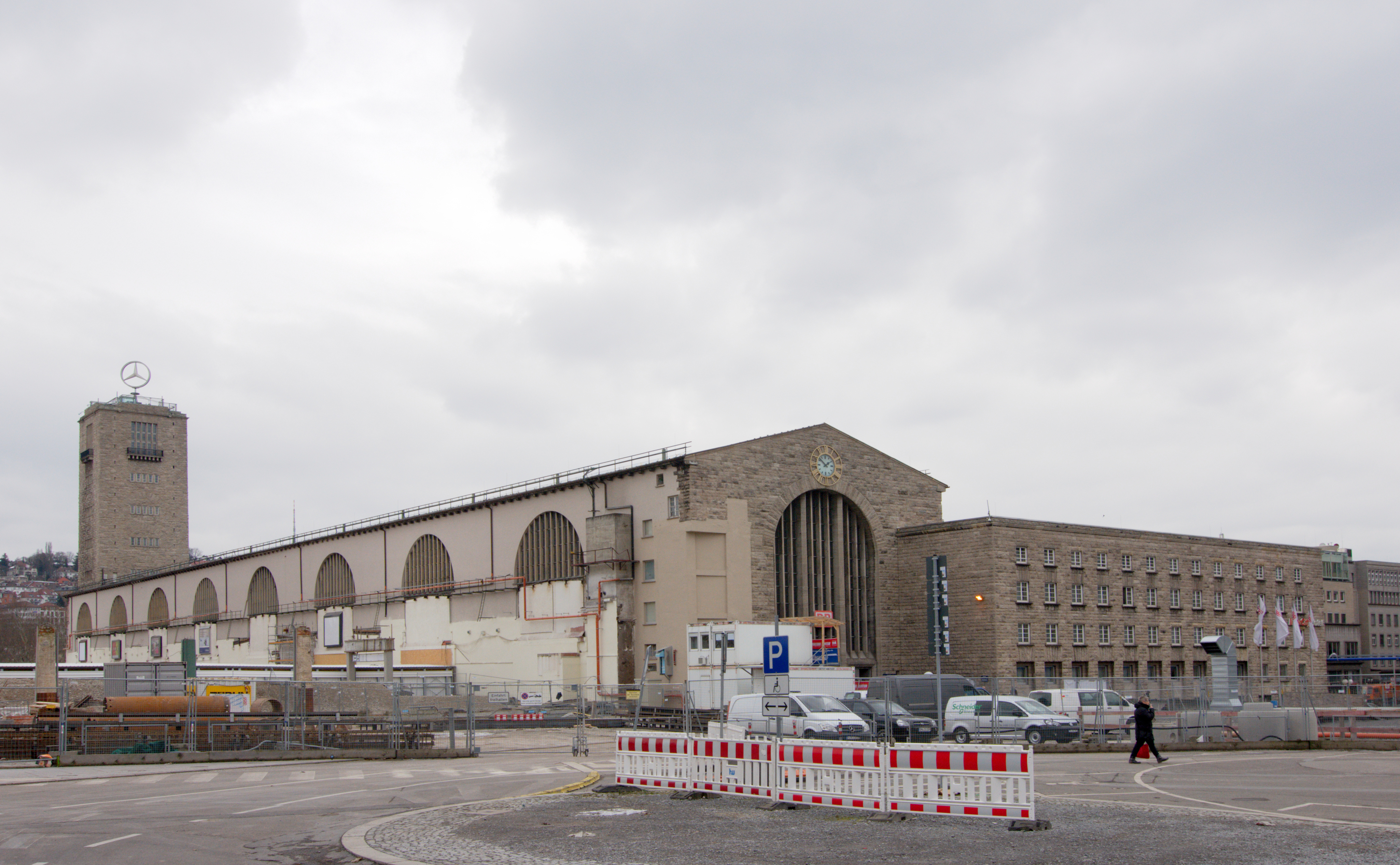
Nord- und Ostseite des Bahnhofsgebäudes im Februar 2015, Nordausgang in der Bildmitte

Der Nordausgang verbindet die Kopfbahnsteighalle mit der Friedrichstraße (B 27), bis 2012 war er der einzige barrierefreie Zugang zum Hauptbahnhof. Ursprünglich befand sich vor dem Nordausgang ein Bahnhofsvorplatz mit einem Pavillon im Zentrum, später ein Parkplatz und ein Zugang zur unterirdischen Klett-Passage. Von Sommer 2012 bis Oktober 2013 war der Nordausgang gesperrt und der direkte Zugang zur Klett-Passage nicht nutzbar, da an dieser Stelle das Technikgebäude für Stuttgart 21 entsteht. Der ebenfalls seit Sommer 2012 nicht mehr verfügbare Parkplatz ist seit Mitte 2014 teilweise wieder nutzbar. Ein barrierefreier Zugang war während des Rohbaus des Technikgebäudes nur über einen Umweg möglich: An der Nordwestseite wurde, rund 100 Meter neben dem ehemaligen Nordausgang, seitlich der Bahnsteige ein neuer Durchgang geschaffen, der zurzeit noch als weiterer barrierefreier Zugang zum Bahnhof dient.
Das Bogenfeld oberhalb des Nordausgangs greift die Gestaltung der übrigen Bogenfelder der Kopfbahnsteighalle wieder auf.

#### Kleine Schalterhalle

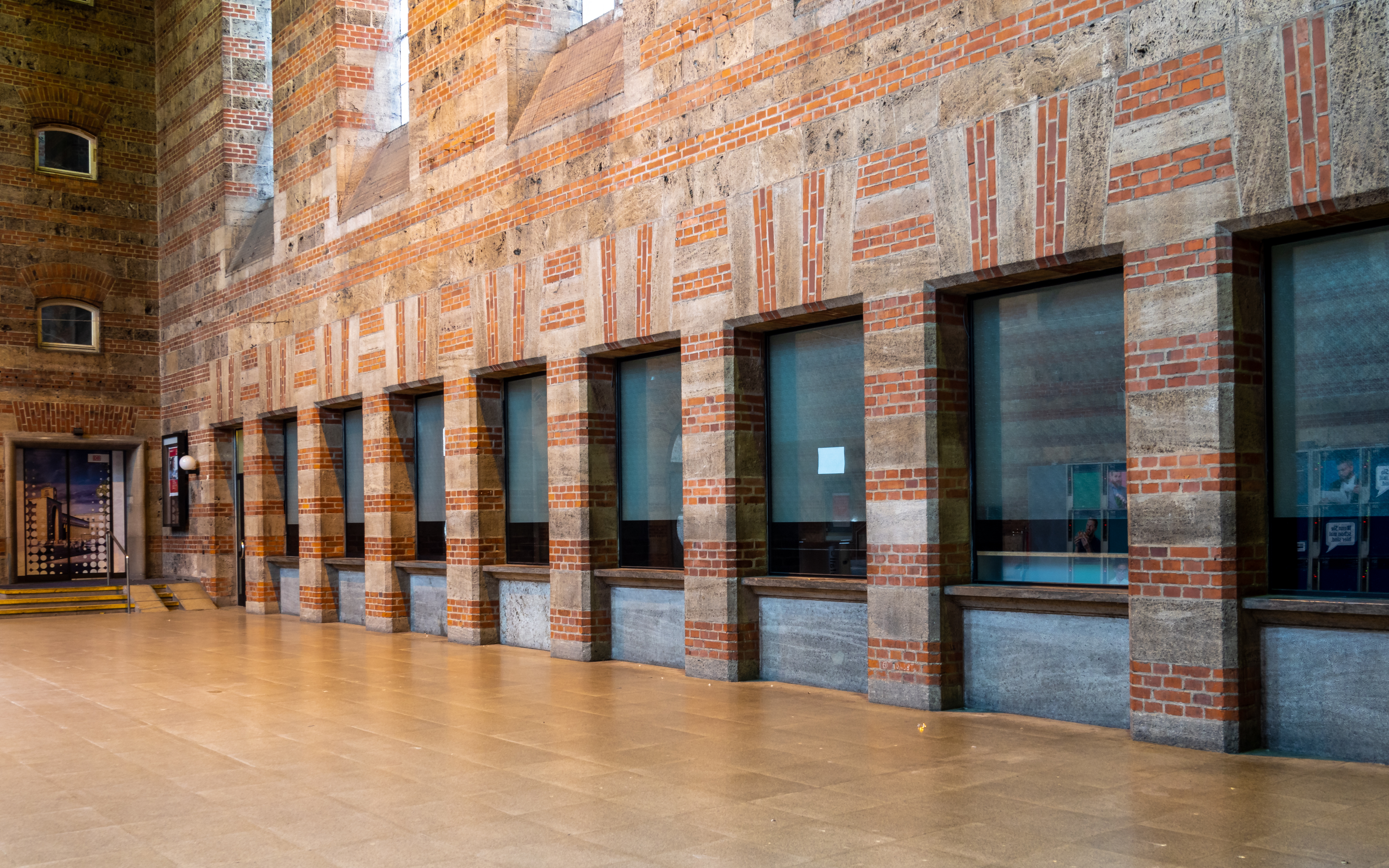
Geschlossene Schalterhalle in Stuttgart Hbf

Die Kleine Schalterhalle ist auf die Lautenschlagerstraße und den ebenfalls von Bonatz und Scholer entworfenen Zeppelinbau ausgerichtet. Die Kleine Schalterhalle war ursprünglich für den über die Gleise 1 bis 6 abgewickelten Stuttgarter Vorortverkehr bestimmt und bot außerdem Zugang zum angrenzenden Reichsbahn-Hotel, dem späteren Intercity-Hotel. Heute wird die Kleine Schalterhalle zeitweise für Veranstaltungen genutzt, ansonsten steht sie leer.

#### Mittelausgang

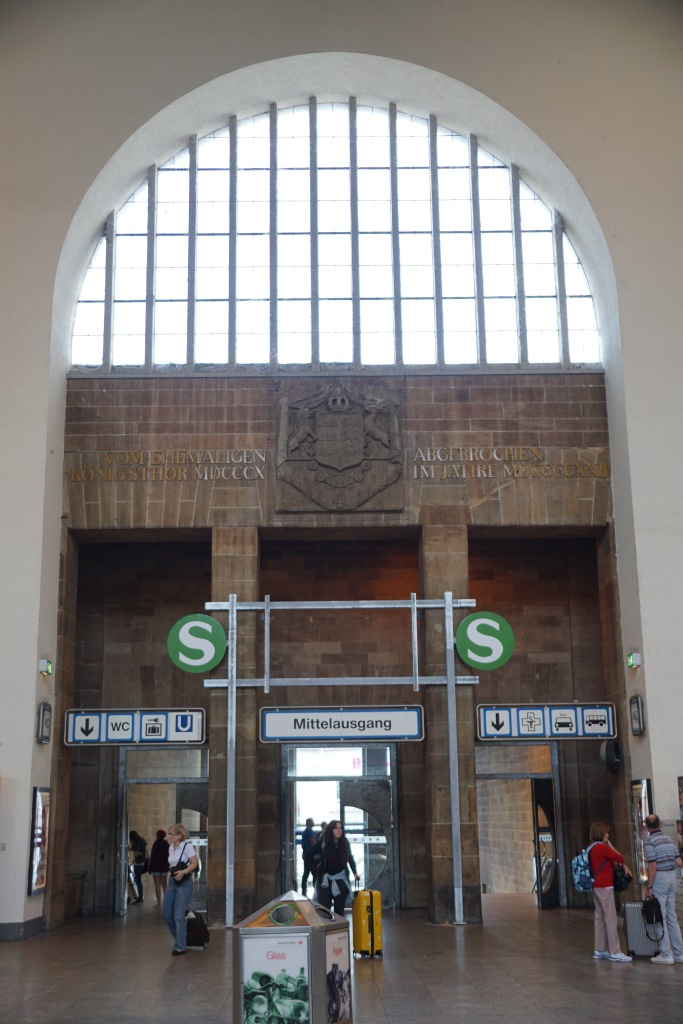
Mittelausgang in der Bahnsteighalle mit dem Wappenschild des ehemaligen Königstors

Der Mittelausgang (auch Mittelhalle) verbindet die Kopfbahnsteighalle mit dem Arnulf-Klett-Platz, er ist dabei hinter die Pfeiler der Arkaden zurückgesetzt. Als Gegenstück zu den deutlich wahrnehmbaren Eingängen ist er von außen dadurch nicht sichtbar. Oberhalb des Mittelausgangs ist ein Wappen Württembergs angebracht, das beim Abbruch des Königstors am Ende der Königstraße 1922 hierher versetzt wurde. Vom Mittelausgang aus besteht ein Zugang zur Klett-Passage, eine Möglichkeit, den Arnulf-Klett-Platz oberirdisch zu queren, besteht nicht. Im Rahmen des Projekts Stuttgart 21 soll die Treppe zur Kopfbahnsteighalle dreigeteilt und der mittlere Teil der Treppe abgerissen werden, um einen direkten Zugang zur dahinter liegenden Verteilerebene zu schaffen.

#### Große Schalterhalle

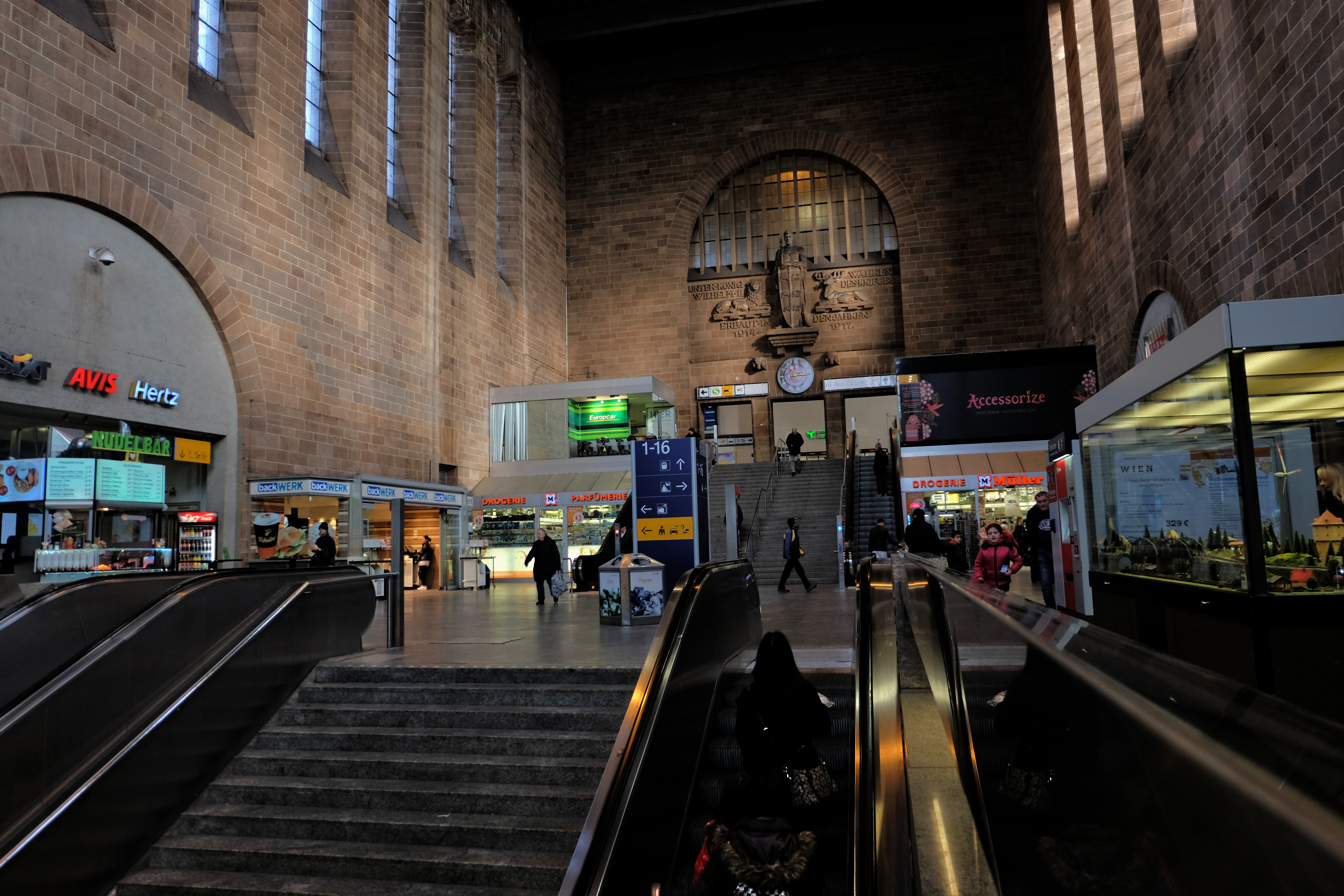
Innenansicht der Großen Schalterhalle im Jahr 2015

In der Fassade des Empfangsgebäudes wirkt die Große Schalterhalle als Risalit und eigenständiger Baukörper. Die Rundbogenöffnung zur Stadt hin verstärkt die Monumentalität und wirkt so auf die Wegeführung. Sie nimmt auch das Motiv eines Stadttors auf, das aufgrund der ursprünglichen Lage des Bahnhofs vor der Stadt verfolgt wurde. Die Raumwirkung ergibt sich dabei nicht nur aus der Großzügigkeit der Halle, sondern auch aus der Funktionalität für Bahnreisende. Das ehemalige Königstor, das seit 1809 am Anfang der Unteren Königstraße stand und die Funktion eines Stadttors tatsächlich erfüllte, wurde nach dem Bau des Hauptbahnhofs als Verkehrshindernis empfunden und 1922 abgebrochen. Paul Bonatz rettete den Wappenschild des Königstors und ließ ihn über dem Mitteleingang in der Bahnsteighalle anbringen.
Die Große Schalterhalle war zunächst für den Fernverkehr bestimmt, der über die Gleise 7 bis 16 abgewickelt wurde. Die Große Schalterhalle nimmt den von der Königstraße kommenden Verkehr auf, ist jedoch nicht auf die Achse der Königstraße ausgerichtet. Im Inneren hat die Große Schalterhalle Vestibülcharakter, der Weg zur Kopfbahnsteighalle führt über eine Freitreppe. Die ursprüngliche Treppe wurde in den 1970er Jahren abgebrochen und durch eine neue Treppe sowie zwei Rolltreppen ersetzt. Im gleichen Zeitraum wurde der Boden durchbrochen, um einen Zugang zur Klett-Passage zu schaffen.
Heute befindet sich in der Großen Schalterhalle das Reisezentrum der DB und die AIRail-Check-in-Schalter, mit der Königstraße ist die Große Schalterhalle über die unterirdische Klett-Passage verbunden.
Im Zuge des Projekts Stuttgart 21 soll die dem Bahnhof zugewandte Wand der Großen Schalterhalle durchbrochen werden, um so einen direkten Zugang zur dahinter liegenden geplanten Verteilerebene zu erhalten. Die geplanten Durchbrüche sollen die Proportionen der darüber liegenden Rundbögen aufnehmen. Die Treppe zur Bahnsteighalle soll dabei entfernt werden, da andernfalls keine für die erwarteten Personenströme ausreichende Durchgangsbreite erreicht werden könne und durch die bei Erhalt der Treppe entstehende räumliche Trennung die Schalterhalle zwangsläufig veröden würde. Der zukünftige Hauptverteilersteg ist mittig auf die Große Schalterhalle ausgerichtet, so dass sie weiterhin von den Hauptverkehrsströmen durchflossen wird.
Zur Modernisierung wurde die Große Schalterhalle am 4. November 2020 gesperrt. Der Bonatzbau war 2024 vollständig entkernt, die Fundamente freigelegt. 2026 soll der Bonatzbau für Reisende von und zu den Zügen passierbar sein, voll nutzbar soll er erst 2027 werden.

### Nordflügel
Der etwa 20 Meter breite Nordflügel bestand aus einem kubischen Trakt für die Bahnpost, der bis Juli 2010 durch die Deutsche Post AG verwendet wurde und daran anschließenden Büroflächen, die zuletzt durch das Intercity-Hotel und die Bundespolizei genutzt wurden. Mit einer Länge von 83 Metern umschloss der Nordflügel nur einen Teil der Bahnsteiganlagen, auf der verbliebenen Länge schloss sich der Güterbahnhof an, der um 1995 aufgegeben wurde. Als Teil des Projekts Stuttgart 21 wurde von Ende August 2010 bis Ende September 2010 der Nordflügel abgerissen (siehe auch: Geschichte von Stuttgart 21#Rückbau).
Zwischen Nordflügel und der Heilbronner Straße liegt der Kurt-Georg-Kiesinger-Platz, siehe oben Nordausgang. An diesem Platz liegt der Neubau der LBBW, auf der anderen Straßenseite das verbliebene Hauptgebäude der ehemaligen Bundesbahndirektion.

### Schlossgartenflügel

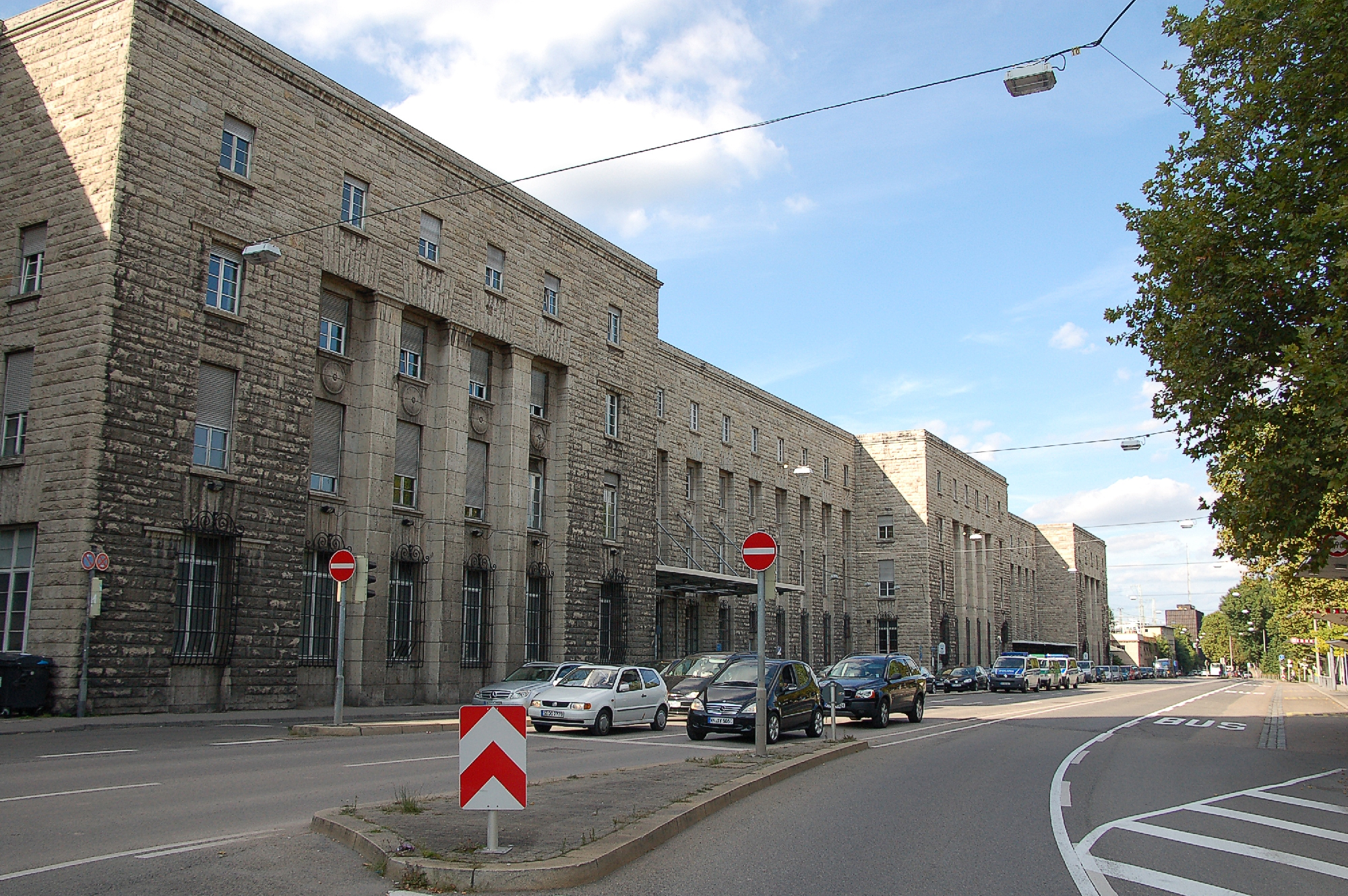
Der Schlossgartenflügel im September 2010

Der Schlossgartenflügel, auch als Südflügel bezeichnet, setzte die Achse der Königstraße fort und schloss den Bahnhof zum Schlossgarten hin ab. Der Flügel selbst war 200 Meter lang und bildete zusammen mit der Großen Schalterhalle und dem Bahnhofsturm eine 277 Meter lange Fassade zum Schlossgarten. Die Fassade wurde durch den Bahnhofsturm und drei 27 Meter breite Risalite, die die Positionen des Personentunnels und der ehemaligen Post- und Expressguttunnel anzeigten, unterbrochen. Der Höhenunterschied zwischen dem Mittleren Schlossgarten und den Bahnanlagen schuf einen unterirdischen Hohlraum von über 90.000 m³, welcher bis in die Neunziger für die City-Logistik ökonomisch genutzt wurde. Der Südflügel kaschierte daher nicht nur architektonisch den Höhenunterschied, sondern konnte durch Diensträume im Inneren und die Expressgut-Halle den Unterbereich des Bahnhofs effizient nutzen. In der Dampflokzeit schützte er den Schlossgarten zudem vor Ruß und Lärm des Bahnbetriebs und hatte die Funktion eines Blendbaus.
Der Schlossgartenflügel wurde im Zuge des Projekts Stuttgart 21 ab Januar 2012 abgerissen. Dem Architekten Christoph Ingenhoven zufolge sei ein Erhalt im Rahmen des Projekts „technisch absolut unmöglich“ gewesen, da der Flügel die neue unterirdische Bahnsteighalle geschnitten hätte. Dies trifft allerdings nicht auf den ehemaligen Stadtlogistikbereich zu.

### Klett-Passage

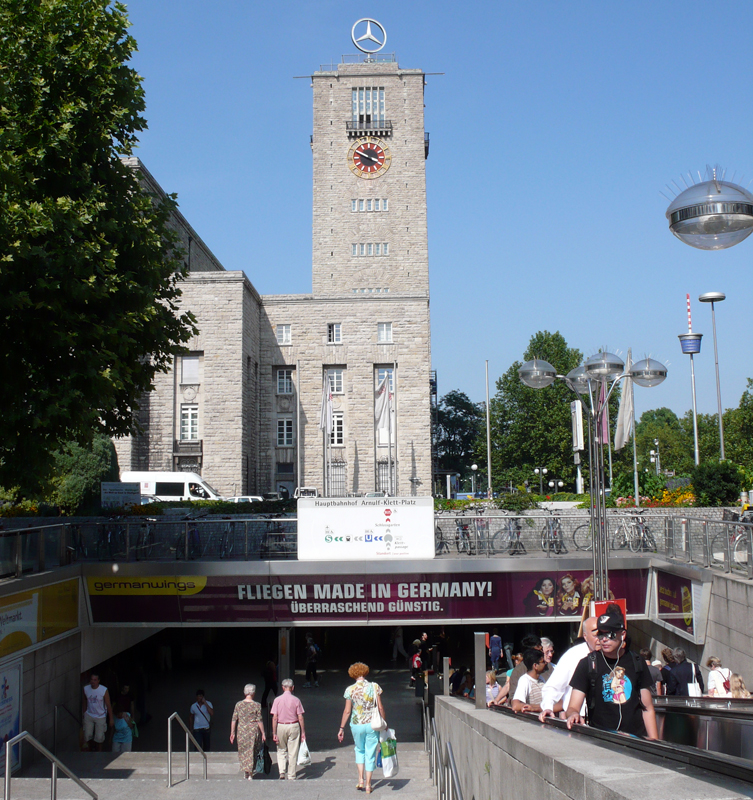
Zugang zur Klett-Passage von der Königstraße

Unter dem Bahnhofsvorplatz (Arnulf-Klett-Platz) queren im zweiten Untergeschoss acht Stadtbahnlinien den tieferliegenden S-Bahnhof. Die Klett-Passage in der Ebene −1 ist die Zugangs- und Verteilerebene zur Fern- und Regionalbahn in Ebene +1, zur S-Bahn in Ebene −3, zur Stadtbahn in Ebene −2, sowie zum Arnulf-Klett-Platz in Ebene 0 und der Innenstadt. In ihr befindet sich unter anderem auch eine größere Ladenpassage.
Ein weiterer Teil des ersten Untergeschosses ist eine Tiefgarage mit 120 Stellplätzen, die als Zivilschutzanlage mit 4500 Plätzen dient. Im Katastrophen-/Verteidigungsfall würde ein Teil der Tiefgarage (durch Drucktore abtrennbar) mit Betten versehen werden, die Technikräume, Küche, sanitäre Einrichtungen, Wasser- und Luftaufbereitung für den Bunker sind im zweiten Untergeschoss.

### Sonstiges
Das Bahnhofsgebäude trägt auf der Vorderseite ein Zitat von Georg Wilhelm Friedrich Hegel als beleuchtete Aufschrift: „… daß diese Furcht zu irren schon der Irrtum selbst ist.“ Diese Leuchtschrift ist ein Werk des Künstlers Joseph Kosuth von Anfang der 1990er Jahre.
In der Haupthalle, in der Nähe des Südausgangs, befand sich eine DB Lounge für Fahrgäste der ersten Klasse, bahn.comfort-Kunden sowie AIRail-Reisende First Class und Senatoren. Seit 2019 befindet sich die DB Lounge übergangsweise in der ehemaligen Schalterhalle der BW-Bank.
Die vor dem Bahnhof liegende Schillerstraße (Arnulf-Klett-Platz) wird täglich von bis zu 50.000 Fahrzeugen befahren.
Im Hindenburgbau gegenüber dem Bahnhofsgebäude befindet sich seit 2022 die Ausstellung Miniaturwelten Stuttgart, eine Modelleisenbahn im Maßstab 1:160, die den Stuttgarter Hauptbahnhof und seine Umgebung darstellt. Der Bahnmitarbeiter Wolfgang Frey hatte das Modell zwischen 1979 und 2012 in Einzelarbeit erstellt.

## Verkehrsanbindung
Im Jahr 1994 wies der Hauptbahnhof Stuttgart pro Tag einen Ziel- und Quellverkehr von 49.400 Personen im Regionalverkehr (ohne S-Bahn) und 39.000 im Fernverkehr (ICE, IC, IR) auf. 1996 wurden täglich rund 49.000 Fahrgäste im Regional- und rund 45.000 im Fernverkehr gezählt. Mit rund 210.000 Fahrgästen pro Tag war der Bahnhof um 2005 der größte in Baden-Württemberg. Zwischen der Stadtbahn und dem Regionalverkehr stiegen 2014 täglich mehr als 12.000 Menschen um.
Nach DB-Angaben bedienen täglich 164 Fernverkehrszüge, 426 Nahverkehrszüge (Stand 2009) und montags bis freitags 838 S-Bahn-Züge (Stand 2019) den Bahnhof.
Bei einer Untersuchung der Stiftung Warentest zur Pünktlichkeit des Zugverkehrs an zehn deutschen Hauptbahnhöfen im Herbst 2008 fuhren 23 Prozent der ankommenden Züge mit einer Verspätung von vier Minuten oder mehr im Hauptbahnhof Stuttgart ein. Der Hauptbahnhof Stuttgart erzielte, nach dem Hauptbahnhof Leipzig, das zweitbeste Ergebnis. In einer aktuelleren Untersuchung, die Fernverkehrsankünfte zwischen Juli 2010 und Februar 2011 für 20 große deutsche Bahnhöfe verglich, kamen in Stuttgart 30 Prozent der Züge mit mindestens sechs Minuten Verspätung an.

### Fernverkehr
Die wichtigsten im Stuttgarter Hauptbahnhof verkehrenden Linien des Schienenpersonenfernverkehrs:
| Linie      | Strecke | Taktfrequenz |
| ---------- | --- | --- |
| ICE 11     | Berlin – Leipzig – Erfurt – Eisenach – Fulda – Frankfurt (Main) – Mannheim – Stuttgart – Ulm – Augsburg – München | Zweistundentakt |
| ICE 11     | Wiesbaden – Mainz – Mannheim – Stuttgart – München | ein Zug |
| ICE 15     | Stuttgart – Vaihingen (Enz) – Heidelberg – Darmstadt – Frankfurt (Main) – Erfurt – Halle (Saale) – Berlin (Ab Frankfurt (Main) weiter als ICE-Sprinter) | ein Zug, Samstag und Sonntag |
| ICE 22     | (Kiel –) Hamburg – Hannover – Frankfurt (Main) – Mannheim – Stuttgart | Zweistundentakt |
| ICE 26     | Frankfurt (Main) – Heidelberg – Vaihingen (Enz) – Stuttgart | ein Zug (abends) |
| ICE 42     | Hamburg – Bremen – Münster – Dortmund – Essen – Duisburg – Köln – Frankfurt Flughafen – Mannheim – Stuttgart – Ulm – Augsburg – München | Zweistundentakt |
| ICE 45     | Köln – Wiesbaden – Mainz – Mannheim – Heidelberg – Stuttgart | ein Zugpaar |
| ICE 47     | (Münster –) Dortmund – Essen – Duisburg – Köln Messe/Deutz – Frankfurt Flughafen – Mannheim – Stuttgart | Zweistundentakt |
| ICE 60     | Karlsruhe – Bruchsal – Stuttgart – Ulm – Augsburg – München-Pasing – München | Zweistundentakt |
| ICE/TGV 83 | Paris Est – Straßburg – Karlsruhe – Stuttgart (– Ulm – Augsburg – München) | fünf Zugpaare täglich |
| IC 32      | (Berlin – ... – Hannover – ... –) Dortmund Hbf – Bochum Hbf – Essen Hbf – Duisburg – Düsseldorf Hbf – Köln Hbf – Bonn Hbf – Koblenz Hbf – Mainz Hbf – Mannheim Hbf – Heidelberg Hbf – Stuttgart Hbf (– Ulm Hbf – Klagenfurt) (ein Zugpaar nach Klagenfurt) | Mo–Do, Sa: vier Zugpaare Fr, So: sieben Zugpaare |
| IC 34      | Stuttgart Hbf – Ludwigsburg – Pforzheim – Karlsruhe – Bruchsal – Wiesloch-Walldorf – Heidelberg – Mannheim – Frankfurt Flughafen Fernbf – Frankfurt (Main) – Bad Nauheim – Wetzlar – Dillenburg – Siegen – Siegen-Weidenau – Kreuztal – Lennestadt-Altenhundem – Lennestadt-Grevenbrück – Finnentrop – Plettenberg – Werdohl – Altena – Iserlohn-Letmathe – Witten Hbf – Dortmund                        | Mo–Fr: ein Zug (nachts) |
| IC 55      | Tübingen – Reutlingen – Metzingen – Nürtingen – Plochingen – Stuttgart – Vaihingen (Enz) – Heidelberg – Mannheim – Mainz – Koblenz – Bonn – Köln – Solingen – Wuppertal – Hagen – Dortmund – Hamm (Westfalen) – Bielefeld – Herford – Bad Oeynhausen – Minden (Westfalen) – Hannover – Braunschweig – Magdeburg – Halle (Saale) – Leipzig/Halle Flughafen – Leipzig – Riesa – Dresden-Neustadt – Dresden | ein Zugpaar täglich (IC 2047/2048) Durchgeführt mit: Intercity 2 (Deutsche Bahn)#Bombardier Twindexx Zweistundentakt (Ein Zugpaar bis Tübingen)                                          |
| IC 61      | Karlsruhe – Pforzheim – Stuttgart – Aalen – Crailsheim – Ansbach – Nürnberg – Saalfeld – Leipzig | Zweistundentakt (Karlsruhe – Nürnberg), fünf Zugpaare (Nürnberg – Leipzig) |
| ICE/EC 62  | Frankfurt (Main) Hbf – Darmstadt Hbf – Weinheim (Bergstr) – Heidelberg – Stuttgart – Ulm – Augsburg – München – ... Salzburg (– Klagenfurt / Graz) | Zweistundentakt |
| IC 87      | Stuttgart – Böblingen – Horb – Rottweil – Tuttlingen – Singen – Schaffhausen – Zürich | Stundentakt (Als RE 87 von Stuttgart bis Singen für Nahverkehrstickets freigegeben. Züge verkehren bis auf zwei tägliche Fahrten stündlich bis Zürich; zweistündlich mehr Zwischenhalte) |
| FLX 10     | Stuttgart – Heidelberg – Frankfurt (Main) Süd – Fulda – Erfurt – Halle (Saale) – Berlin Hbf | zwei Zugpaare |
| Westbahn   | Stuttgart – Ulm – Augsburg – München – Salzburg – Linz – Wien Westbahnhof | zwei Zugpaare |

Im Sommerfahrplan 1939 wies der Hauptbahnhof zusammen 88 Ankünfte und Abfahrten von regelmäßig verkehrenden Fernzügen pro Tag auf. In der Rangfolge der meistbelasteten Knoten im Netz der Deutschen Reichsbahn lag er damit auf Rang 18. Mit zusammen 205 Ankünften und Abfahrten regelmäßig verkehrender Fernzüge pro Tag war der Hauptbahnhof im Sommerfahrplan 1989 der fünfzehntbedeutendste Knoten im Netz der Deutschen Bundesbahn. Mit zusammen 284 derartigen Ankünften und Abfahrten lag er im Sommerfahrplan 1996 auf Rang sieben im Netz der Deutschen Bahn. Mit 242 Ankünften und Abfahrten pro Tag lag er im Jahresfahrplan 2004 auf Rang 11.

### Regionalverkehr
Im Schienenpersonennahverkehr wird Stuttgart Hauptbahnhof von folgenden Linien bedient:
| Linie   | Strecke | Strecke | Taktfrequenz | Betreiber                  |
| ------- | --- | --- | --- | -------------------------- |
| RE 1    | Karlsruhe – Pforzheim – Mühlacker – Vaihingen – Stuttgart (– Schorndorf – Schwäbisch Gmünd – Aalen)                                             | Karlsruhe – Pforzheim – Mühlacker – Vaihingen – Stuttgart (– Schorndorf – Schwäbisch Gmünd – Aalen)                                             | Stundentakt Karlsruhe – Stuttgart, (Zweistundentakt Karlsruhe-Stuttgart-Aalen)                                                                   | Arverio BW                 |
| RE 5    | Stuttgart – Esslingen – Plochingen – Göppingen – Geislingen – Ulm – Biberach – Aulendorf – Ravensburg – Friedrichshafen Stadt (– Lindau-Reutin) | Stuttgart – Esslingen – Plochingen – Göppingen – Geislingen – Ulm – Biberach – Aulendorf – Ravensburg – Friedrichshafen Stadt (– Lindau-Reutin) | Stundentakt (einzelne Fahrt bis Lindau-Reutin)                                                                                                   | DB Regio Baden-Württemberg |
| RE 6a   | Stuttgart – Reutlingen – Tübingen | – Hechingen – Balingen – Albstadt-Ebingen – Sigmaringen – Aulendorf                                                                             | Zweistundentakt (Flügelung in Tübingen, ab Rottenburg einzelne Züge weiter nach Horb)                                                            | DB Regio Baden-Württemberg |
| RE 6b   | Stuttgart – Reutlingen – Tübingen | – Rottenburg (– Horb) | Zweistundentakt (Flügelung in Tübingen, ab Rottenburg einzelne Züge weiter nach Horb)                                                            | DB Regio Baden-Württemberg |
| RE 8    | Stuttgart – Ludwigsburg – Bietigheim – Heilbronn – Bad Friedrichshall – Osterburken – Lauda – Würzburg                                          | Stuttgart – Ludwigsburg – Bietigheim – Heilbronn – Bad Friedrichshall – Osterburken – Lauda – Würzburg                                          | Stundentakt | Arverio BW                 |
| RE 14a  | Stuttgart – Böblingen – Herrenberg – Eutingen                                                                                                   | – Horb – Rottweil | Zweistundentakt (Flügelung in Eutingen) | DB Regio Baden-Württemberg |
| RE 14b  | Stuttgart – Böblingen – Herrenberg – Eutingen                                                                                                   | – Hochdorf – Freudenstadt | Zweistundentakt (Flügelung in Eutingen) | DB Regio Baden-Württemberg |
| RE 87   | Stuttgart – Böblingen – Horb – Rottweil – Tuttlingen – Singen – (Konstanz)                                                                      | Stuttgart – Böblingen – Horb – Rottweil – Tuttlingen – Singen – (Konstanz)                                                                      | Stundentakt (IC 87, von Stuttgart bis Singen für Nahverkehrstickets freigegeben. Zwei Zugpaare weiter bis Konstanz.)                             | DB Fernverkehr             |
| RE 90   | Stuttgart – Waiblingen – Backnang – Gaildorf West – Schwäbisch Hall-Hessental                                                                   | – Crailsheim – Ansbach – Nürnberg | Stundentakt (Abwechselnd zweistündlich RE 90 weiter nach Nürnberg und MEX 90 bis Schwäbisch Hall-Hessental und vereinzelt weiter bis Crailsheim) | Arverio BW                 |
| MEX 90  | Stuttgart – Waiblingen – Backnang – Gaildorf West – Schwäbisch Hall-Hessental                                                                   | (– Crailsheim) | Stundentakt (Abwechselnd zweistündlich RE 90 weiter nach Nürnberg und MEX 90 bis Schwäbisch Hall-Hessental und vereinzelt weiter bis Crailsheim) | DB Regio Baden-Württemberg |
| MEX 12  | Tübingen – Reutlingen – Plochingen – Stuttgart – Ludwigsburg – Bietigheim – Heilbronn (– Bad Friedrichshall – Mosbach)                          | Tübingen – Reutlingen – Plochingen – Stuttgart – Ludwigsburg – Bietigheim – Heilbronn (– Bad Friedrichshall – Mosbach)                          | Stundentakt (Mo–Sa dreimal täglich weiter bis Mosbach, Mo–Fr dabei einmal zusammen mit MEX 18 und Flügelung in Bad Friedrichshall)               | DB Regio Baden-Württemberg |
| MEX 13  | Stuttgart – Waiblingen – Schorndorf – Schwäbisch Gmünd – Aalen (– Ellwangen – Crailsheim)                                                       | Stuttgart – Waiblingen – Schorndorf – Schwäbisch Gmünd – Aalen (– Ellwangen – Crailsheim)                                                       | Halbstundentakt (bis Ellwangen Stundentakt, bis Crailsheim Zweistundentakt)                                                                      | Arverio BW                 |
| MEX 16  | Stuttgart – Esslingen – Plochingen – Göppingen – Geislingen (– Ulm)                                                                             | Stuttgart – Esslingen – Plochingen – Göppingen – Geislingen (– Ulm)                                                                             | Halbstundentakt (stündlich bis Ulm)(+ Verstärker)                                                                                                | Arverio BW                 |
| MEX 17a | Stuttgart – Ludwigsburg – Bietigheim – Vaihingen – Mühlacker                                                                                    | – Pforzheim (– Bad Wildbad/Karlsruhe) | Stundentakt (halbstündlich Bietigheim–Pforzheim, bis Mühlacker zusammen mit MEX 17c, einzelne Züge nach Bad Wildbad oder Karlsruhe Hbf)          | DB Regio Baden-Württemberg |
| MEX 17c | Stuttgart – Ludwigsburg – Bietigheim – Vaihingen – Mühlacker                                                                                    | – Bretten – Bruchsal | Stundentakt (bis Mühlacker zusammen mit MEX 17a)                                                                                                 | DB Regio Baden-Württemberg |
| MEX 18  | Tübingen – Reutlingen – Plochingen – Stuttgart – Ludwigsburg – Bietigheim – Heilbronn – Bad Friedrichshall – Osterburken                        | Tübingen – Reutlingen – Plochingen – Stuttgart – Ludwigsburg – Bietigheim – Heilbronn – Bad Friedrichshall – Osterburken                        | Stundentakt (Mo–Fr einmal täglich zusammen mit MEX 12 und Flügelung in Bad Friedrichshall)                                                       | DB Regio Baden-Württemberg |
| MEX 19  | Stuttgart – Waiblingen – Backnang – Murrhardt – Gaildorf West (– Schwäbisch Hall-Hessental – Crailsheim)                                        | Stuttgart – Waiblingen – Backnang – Murrhardt – Gaildorf West (– Schwäbisch Hall-Hessental – Crailsheim)                                        | Stundentakt (einzelne Züge bis Crailsheim) | DB Regio Baden-Württemberg |
| FEX 8   | Stuttgart – Böblingen – Horb – Tuttlingen – Singen (Hohentwiel) – Radolfzell – Konstanz                                                         | Stuttgart – Böblingen – Horb – Tuttlingen – Singen (Hohentwiel) – Radolfzell – Konstanz                                                         | ein Zugpaar Sams-, Sonn- und Feiertags im Sommerhalbjahr                                                                                         | SVG                        |
| FEX 12  | Stuttgart – Ulm – Aulendorf – Friedrichshafen – Radolfzell – Singen (Hohentwiel)                                                                | Stuttgart – Ulm – Aulendorf – Friedrichshafen – Radolfzell – Singen (Hohentwiel)                                                                | ein Zugpaar Sams-, Sonn- und Feiertags im Sommerhalbjahr                                                                                         | SVG                        |

Im Regelfall enden/beginnen die meisten Zugläufe im Stuttgarter Hauptbahnhof. Das bedeutet, dass in Stuttgart meist umgestiegen werden muss.
Unter anderem dieser Konzentration auf den Stuttgarter Hauptbahnhof soll mit dem Projekt „Stuttgart 21“ entgegengewirkt werden: Die Regionalverkehrsverbindungen sollen dann durchgebunden werden, so dass ein Umsteigen auf wichtigen Relationen entfällt.
Unter den sieben in Stuttgart beginnenden Nahverkehrslinien wurde im Jahr 2014 die Linie nach Tübingen, mit wochentags durchschnittlich 32.100 Fahrgästen, am stärksten nachgefragt.

### S-Bahn
| Linie | Laufweg |
| ----- | --- |
| S 1   | Kirchheim – Wendlingen – Plochingen – Esslingen – Neckarpark – Bad Cannstatt – Hauptbahnhof (tief) – Schwabstraße – Vaihingen – Rohr – Böblingen – Herrenberg |
| S 11  | Neckarpark – Bad Cannstatt – Hauptbahnhof (tief) – Schwabstraße – Vaihingen – Rohr – Böblingen – Herrenberg (nur bei VfB-Spielen)                             |
| S 2   | Schorndorf – Endersbach – Waiblingen – Bad Cannstatt – Hauptbahnhof (tief) – Schwabstraße – Vaihingen – Rohr – Flughafen/Messe – Filderstadt                  |
| S 3   | Backnang – Winnenden – Waiblingen – Bad Cannstatt – Hauptbahnhof (tief) – Schwabstraße – Vaihingen – Rohr – Flughafen/Messe                                   |
| S 4   | Schwabstraße – Hauptbahnhof (tief) – Zuffenhausen – Ludwigsburg – Marbach – Backnang                                                                          |
| S 5   | Schwabstraße – Hauptbahnhof (tief) – Zuffenhausen – Ludwigsburg – Bietigheim                                                                                  |
| S 6   | Schwabstraße – Hauptbahnhof (tief) – Zuffenhausen – Leonberg – Renningen – Weil der Stadt                                                                     |
| S 60  | Schwabstraße – Hauptbahnhof (tief) – Zuffenhausen – Leonberg – Renningen – Magstadt – Sindelfingen – Böblingen                                                |

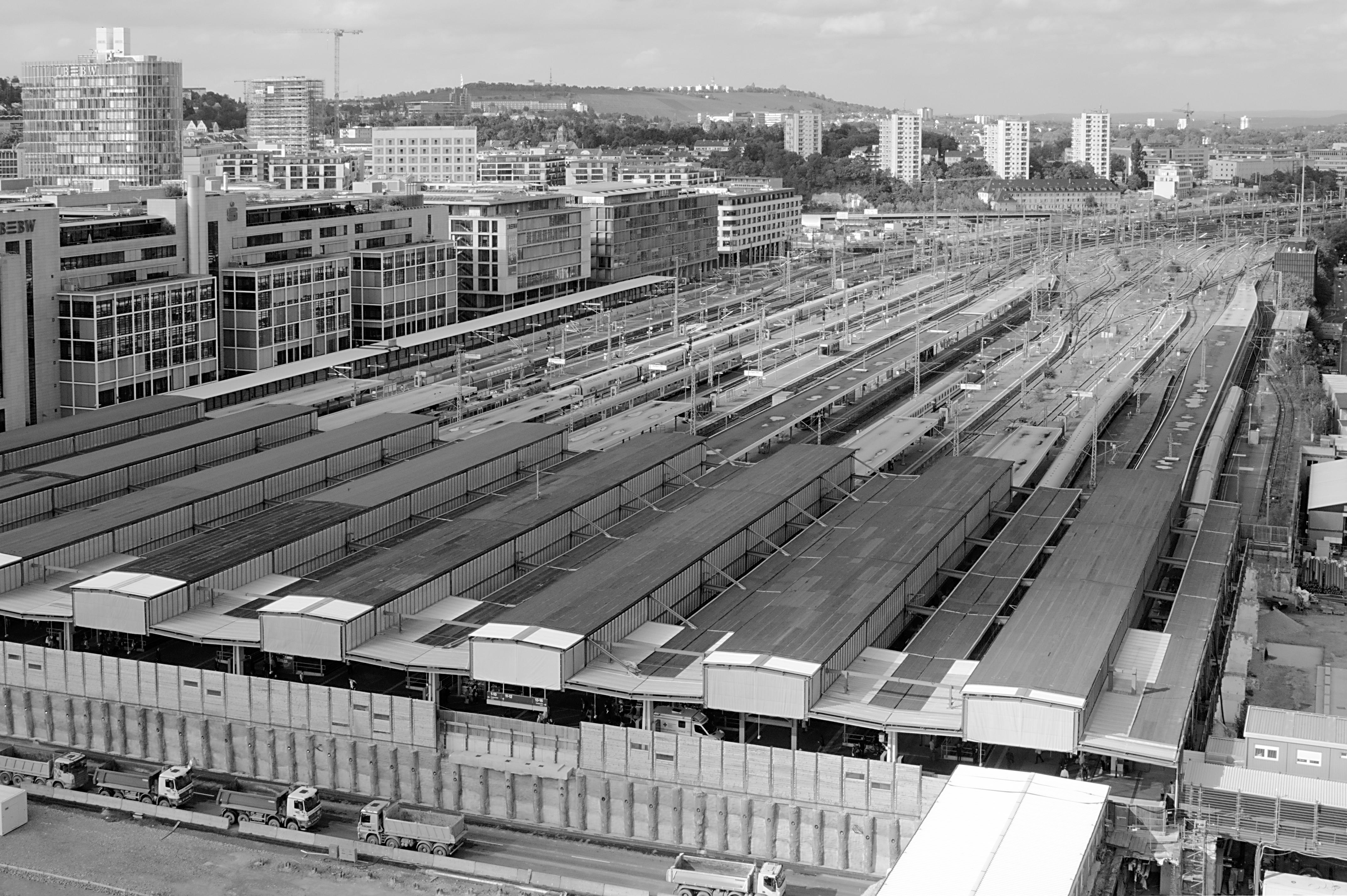
Blick vom Bahnhofsturm (2015)

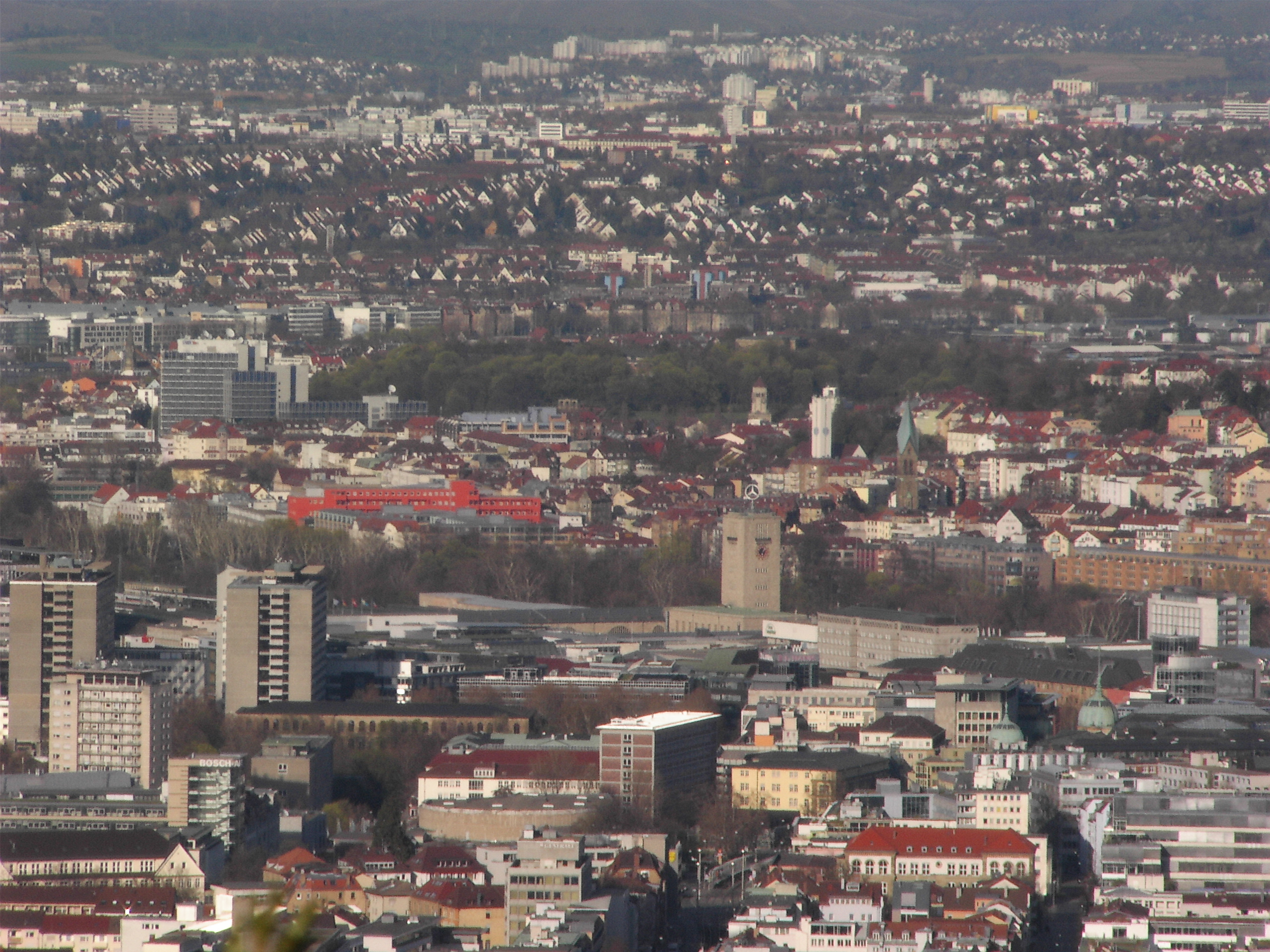
Blick von Westen auf den Stuttgarter Hauptbahnhof (unterhalb Bildmitte)

Im Betriebsstellenverzeichnis wird der Bahnhof Hauptbahnhof (tief) als TS T geführt.
2010 fuhren aus Richtung Bad Cannstatt täglich rund 49.200 sowie aus Richtung Feuerbach rund 46.100 Fahrgäste pro Tag in den Hauptbahnhof ein. Aus Richtung Stadtmitte kamen rund 103.000 Personen an. Um 1993 wurde die S-Bahn-Station von rund 120.000 Fahrgästen genutzt, darunter 55.000 Umsteiger zu Fern-, Regional- und Stadtverkehr, rund 15.000 Fahrgästen im Über-Eck-Verkehr Feuerbach–Bad Cannstatt und rund 50.000 Ein- und Aussteigern.
Bis in das Jahr 2015 wurde die Station zugunsten des Brandschutzes umgebaut. Dabei wurde auch die abgehängte Lamellendecke entfernt, wodurch das Bauwerk teilweise optisch wie ein Rohbau aussah. Die Station sollte zwischen Ende 2019 und Ende 2020 für 9 Mio. Euro modernisiert werden, die Deutsche Bahn sprach von „Revitalisierung“ und einem modernen Erscheinungsbild.

### Güterverkehr
Zusätzlich zum Personenbahnhof bestand hier auch ein heute stillgelegter und bereits abgerissener Güter- und kleiner Rangierbahnhof, dessen Ablaufberg sogar mit Gleisbremsen ausgerüstet war. Der Güterbahnhof wurde bis in die 1980er Jahre genutzt. Der Güterverkehr wurde vollständig nach Kornwestheim verlagert, diese Entscheidung erfolgte unabhängig vom Projekt Stuttgart 21.

## Stadtverkehr

### Stadtbahn
Unter dem Arnulf-Klett-Platz (Bahnhofsvorplatz) befindet sich eine Haltestelle der Stadtbahn Stuttgart. Sie weist 4 Gleise im Linienbetrieb auf. Die Gleise der Talquerlinien liegen südlich der Gleise zum Berliner Platz. Es verkehren regulär:
| Linie | Strecke |
| ----- | --- |
| U1    | Fellbach – Bad Cannstatt – Hauptbahnhof – Rotebühlplatz – Marienplatz – Heslach |
| U5    | Killesberg – Hauptbahnhof – Degerloch – Möhringen – Leinfelden |
| U6    | Gerlingen – Weilimdorf – Feuerbach – Hauptbahnhof – Degerloch – Möhringen – Fasanenhof – Flughafen/Messe                                                                                        |
| U7    | Mönchfeld – Zuffenhausen – Hauptbahnhof – Ruhbank/Fernsehturm – Heumaden – Ostfildern |
| U9    | Hedelfingen – Wangen – Raitelsberg – Stökach – Hauptbahnhof – Vogelsang (– Botnang) In den Schulferien und außerhalb der Hauptverkehrszeit nur zwischen Hedelfingen und Vogelsang.              |
| U12   | Remseck – Hallschlag – Nordbahnhof – Hauptbahnhof – Degerloch – Möhringen – Dürrlewang |
| U15   | Stammheim – Zuffenhausen – Hauptbahnhof – Eugensplatz – Ruhbank/Fernsehturm (– Heumaden) In den Schulferien und außerhalb der Hauptverkehrszeit nur zwischen Stammheim und Ruhbank/Fernsehturm. |

Sowie zu Veranstaltungen im Neckarpark mit dem Stadion und auf dem Cannstatter Wasen
| Linie | Strecke |
| ----- | --- |
| U11   | Hauptbahnhof – Rotebühlplatz – Charlottenplatz – Mineralbäder (– Cannstatter Wasen) – Neckarpark (Stadion) |

An der SSB-Haltestelle am Hauptbahnhof steigen täglich rund 75.000 Fahrgäste um.

### Stadtbus
Vor dem Hauptbahnhof auf beiden Seiten vom Arnulf-Klett-Platz halten die häufig verkehrenden SSB-Buslinien 40, 42, 44 und 47.

## Besonderheiten

### IATA-Code für Stuttgart Hauptbahnhof
Der Bahnhof führt den IATA-Flughafencode ZWS, da er von der Lufthansa gemeinsam mit der Bahn und Fraport im AIRail-Konzept genutzt wird. So können Fahrgäste in ICEs, die auch eine Flugnummer der Lufthansa führen, zum Flughafen Frankfurt fahren, statt einen Zubringerflug zu nutzen. Zu diesem Zweck gibt es im Reisezentrum einen Lufthansa Check-In-Automaten. Bis 2007 konnten Passagiere ihr Gepäck am Check-in-Schalter der Lufthansa abgeben bzw. abholen, danach wurde dort nur noch der Check-In durchgeführt.

### Stadtteil in Stadtmitte
Hauptbahnhof ist seit 2007 auch der Name eines der zehn Stadtteile im Stadtbezirk Stuttgart-Mitte. Der Stadtteil hat nur wenige Gebäude mit Wohnflächen, daher liegt die Einwohnerzahl bei 287. Vor der Umbenennung hieß er Klettplatz.

## Stuttgart 21

Übersichtskarte des Projekts Stuttgart 21

Stuttgart 21 ist ein im Bau befindliches Verkehrs- und Städtebauprojekt zur kompletten Neuordnung des Eisenbahnknotens Stuttgart. Dabei soll der bestehende Kopfbahnhof um rund 90° gedreht und in einen Durchgangsbahnhof mit acht Gleisen umgebaut werden. Dazu werden die Gleiszuführungen von allen Seiten in Tunnel verlegt. Ziel ist es, die Kapazität des Bahnhofs zu erhöhen, Umsteigewege zu verkürzen und die Unterhaltskosten zu verringern. Im Lauf des Diskurses um das Projekt wurden von Kritikergruppen mehrere Alternativplanungen vorgeschlagen, darunter die umfassende Modernisierung und der schrittweise Ausbau des bestehenden Bahnhofs unter dem Konzeptnamen Kopfbahnhof 21.
Ab Oktober 2025 sollen zunächst zwei Gleise des Bahnhofs unter Verantwortung der Leit- und Sicherungstechnik befahren werden können. Ab Juni 2026 sollen die weiteren Anlagen in Betrieb genommen werden. Daran soll sich im Dezember 2026 die kommerzielle, feierliche Eröffnung anschließen.
In der 1995 vorgelegten Machbarkeitsstudie wurden die Kosten des Tiefbahnhofs (heutiger Planfeststellungsabschnitt 1.1, ohne die durch seine neue Lage erforderlichen Zulaufgleise) auf 930 Millionen DM (476 Millionen Euro) geschätzt. 2009 wurden die Kosten mit 400 Millionen Euro beziffert. Laut Angaben des Generalplaners Ingenhoven lägen die kalkulierten Kosten weniger als zehn Prozent über dem ursprünglichen Kostenvoranschlag (Stand 2013). Für die weitere „Drittverwendung“ des Bonatzbaus setzt die Deutsche Bahn AG Kosten in Höhe von rund 110 Millionen Euro an, die nicht Bestandteil des Projektes Stuttgart 21 seien.

### Geplante Maßnahmen
Der Hauptbahnhof bildet den Planfeststellungsabschnitt 1.1 des Projekts Stuttgart 21. Das Planfeststellungsverfahren wurde, als erster Abschnitt von Stuttgart 21, am 31. Oktober 2001 beantragt. Der fünftägige Erörterungstermin wurde am 11. April 2003 nach mehr als 50-stündiger Debatte abgeschlossen. Es galt als größtes und kompliziertes Anhörungsverfahren in der Geschichte des Regierungspräsidiums Stuttgart. Der Planfeststellungsbeschluss wurde durch das Eisenbahn-Bundesamt am 28. Januar 2005 erlassen und im Juni 2006 rechtskräftig. Gegen den Beschluss hatte der Bund für Umwelt und Naturschutz Deutschland (BUND) eine Verbandsklage erhoben. Bis Mitte 2015 kam es zu vierzehn Planänderungsverfahren, darunter grundlegende Änderungen wie die Verdoppelung der Grundwasserentnahmemenge (7. Planänderung), der Einbau zusätzlicher Fluchttreppenhäuser (6. Planänderung) oder die Verkürzung und nunmehr offene Bauweise des Nesenbachdükers (14. Planänderung).

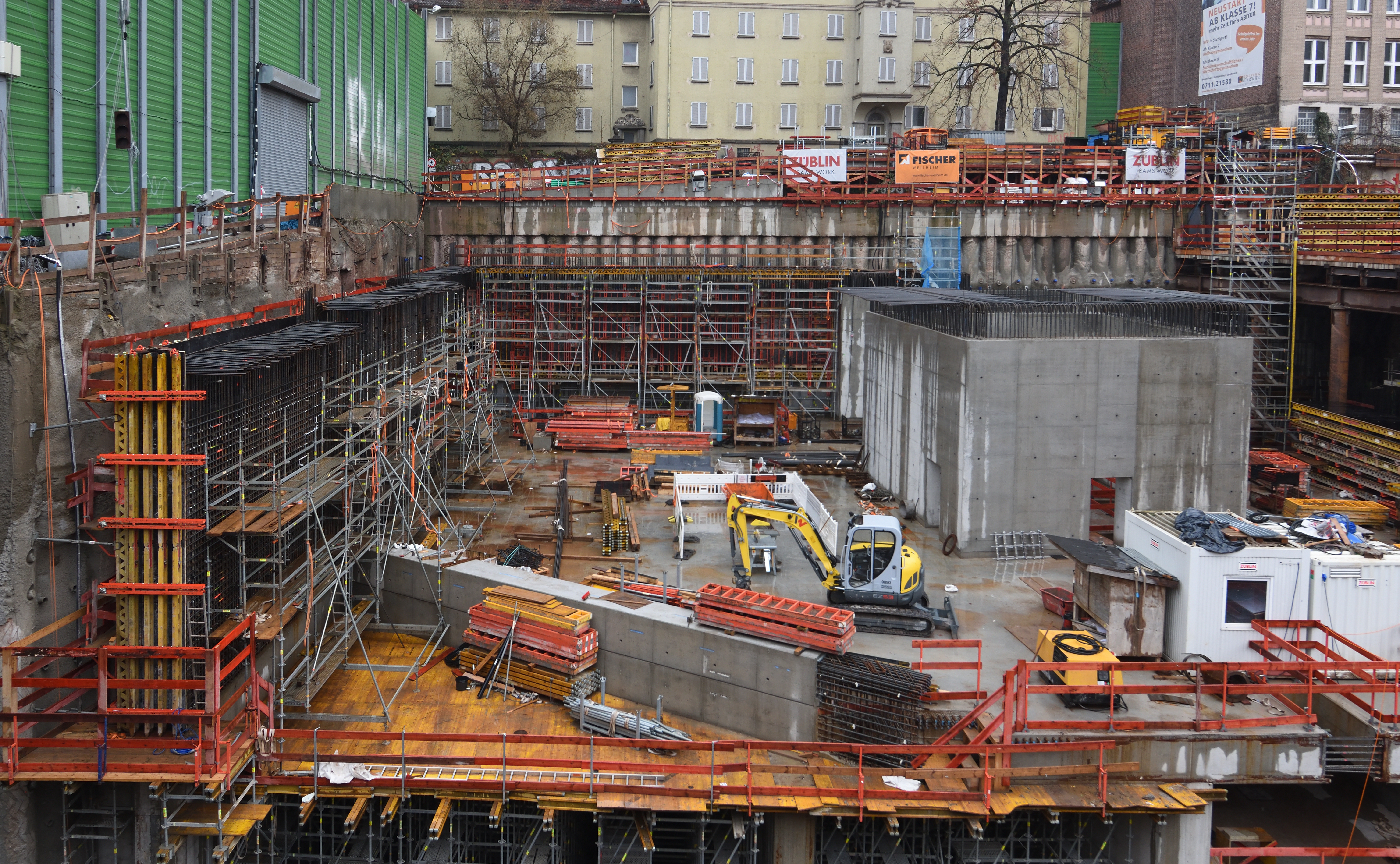
Bauarbeiten am Südkopf des Hauptbahnhofs, mit zukünftigen Entrauchungsbauwerk (Januar 2019)

Im Juli 2015 wurde eine weitere Planänderung bekannt, in deren Rahmen das Entrauchungsbauwerk Sängerstraße äußerlich unverändert bleiben, jedoch deutlich leistungsfähigere Lüftungsanlagen erhalten soll. Der Auftrag für die Entrauchungsanlage, die 2000 m³ Luft pro Sekunde fördern können soll, wurde Ende 2019 für 24 Millionen Euro vergeben.

#### Fußgängeranlagen
Die vier je 420 Meter langen Mittelbahnsteige sollen eine Breite von 10 Metern aufweisen und damit 1,60 Meter breiter als die Bahnsteige des heutigen Kopfbahnhofs sein.
Der sich aus den geplanten Zugängen, Stegen, Treppen, Aufzügen und den Bahnsteigen ergebende Bewegungskomfort der Reisenden wurde in einer Personenstromanalyse untersucht. In der Spitzenstunde liegt die Verkehrsqualität überwiegend im Bereich der Qualitätsstufe C („eingeschränkte Geschwindigkeitswahl“) sowie teilweise im Bereich der Qualitätsstufe D („deutlich eingeschränkte Geschwindigkeitswahl“), außerhalb der Spitzenstunde werden die Qualitätsstufen A und B (freier bzw. nahezu freier Verkehrsfluss) erreicht.

#### Bahnanlage
Der Bahnhof soll über acht Bahnsteiggleise verfügen, die an beiden Bahnhofsköpfen an je vier Zufahrtsgleise angebunden werden sollen:
- Im Nordwesten mit je zwei Gleisen Richtung Feuerbach und Bad Cannstatt.
- Im Südosten mit je zwei Gleisen Richtung Flughafen/Messe/Ulm und Richtung Wangen/Ober-/Untertürkheim.

Schematischer Spurplan des Tiefbahnhofs (mit acht Gleisen)

Die beiden Bahnhofsköpfe sind höhenfrei mit Überwerfungsbauwerken geplant. Aus jeder der vier Einfahrrichtungen soll auf je fünf der acht Bahnsteiggleise eingefahren werden können. Die beiden mittleren Bahnsteiggleise sollen dabei wechselseitig aus allen vier Richtungen genutzt werden können. Die geplanten Einfahrgeschwindigkeiten der Fahrstraßen liegen bei 60 km/h (Außengleise), 80 km/h und 100 km/h (Mittelgleise 4 und 5). Fahrstraßenausschlüsse sollen darüber hinaus durch flexible Wahl von Durchrutschwegen bestehender Einfahrstraßen vermieden werden. Die Zahl der Weichen (jeweils ohne den Betriebsbahnhof) soll gegenüber dem Kopfbahnhof von 225 auf 48 zurückgehen. Zwischenzeitliche Überlegungen für bis zu 40 km/h höhere Geschwindigkeiten wurden verworfen.
Bereits im Zuge des Anfang 1995 eingeleiteten Vorprojekts war der Spurplan des geplanten Tiefbahnhofs für einen Richtungsbetrieb soweit optimiert worden, dass alle Bahnsteige der jeweiligen Richtung aus allen Zulaufgleisen erreicht werden können. Der planfestgestellte Nordkopf des Bahnhofs war gegenüber dem Raumordnungsverfahren verändert worden, nachdem bei der Baugrunderkundung eine Anhydritlinse gefunden wurde. Die letzten Ausfahr- und Einfahrweichen wurden dabei um rund 150 Meter Richtung Hauptbahnhof verschoben. Auch der Übergang der zwei zweigleisigen zu vier eingleisigen Röhren wurde vorgezogen.
Die geplante Bahnhofshalle misst 447 Meter in der Länge und 80,58 Meter in der Breite, bei einer Höhe von 10 bis 12 Metern. Das Bauwerk soll auf einer 1,60 bis 2,50 Meter dicken Platte gegründet werden und mit 3700 Pfählen verankert werden. Die Anlage soll zwischen 6 und 8 Meter im Grundwasser liegen. Zwischen der tiefsten Stelle der Gründung und dem Mineralwasser läge laut Angaben der Projektträger eine mehr als 35 Meter dicke, wasserundurchlässige Schicht. Die Errichtung des neuen Hauptbahnhofs sei nur in offener Bauweise möglich, um Störungen im Grundwasserhaushalt zu vermeiden.
Der Planfeststellungsabschnitt beginnt im Nordwesten mit Baukilometer -0.442. An diesem Punkt im Bereich der Jägerstraße 24 münden die in bergmännischer Bauweise erstellten Anschlusstunnel in den (in offener Bauweise erstellten) Hauptbahnhof. Die Gradiente fällt dabei zunächst von 241 Meter (SOK, Geländehöhe: 258 Meter) nach Süden hin für 404 Meter mit 13,1 Promille ab und geht anschließend für weitere 459 Meter in ein Gefälle von 15,1 Promille über, bevor im Südkopf ein Wendepunkt (km +0,345, SOK 230 Meter, 12 Meter unter Gelände) erreicht wird, ab dem die Gradiente bis zum Ende des Abschnitts mit 4,1 Promille ansteigt. Die Abschnittsgrenze liegt bei Baukilometer +0,432, im Bereich des Willy-Brandt-Platzes, am Übergang zu den in bergmännischer Bauweise vorzutreibenden Anschlusstunneln.

Die (durch die Einfahrsignale begrenzten) Bahnhofsgleise liegen in einer Längsneigung von bis zu 25 Promille, die Bahnsteiggleise in bis zu 15,1 Promille. Die über dem Grenzwert für Bahnsteiggleise von 2,5 Promille liegende Längsneigung der Bahnhofsgleise ist laut Bahnangaben aufgrund mehrerer Zwangspunkte (Stadtbahntrassen, Mineralwasservorkommen) erforderlich. Durch eine Querneigung der Bahnsteige von 10 Promille zur Bahnsteigmitte hin sei dennoch eine sichere Benutzung gewährleistet. Aufgrund der Längsneigung der Bahnhofsgleise dürfe im Regelbetrieb auch nicht gestärkt bzw. geschwächt werden. Zugwenden seien mit geeigneten Fahrzeugen möglich, im Regelbetrieb jedoch ebenfalls nicht vorgesehen. Kritiker sehen erhebliche Risiken durch unbeabsichtigt in dieser Neigung in Bewegung kommende Züge, wie sie in Köln Hauptbahnhof in mit 3,7 Promille längs geneigten Gleisen beobachtet worden seien. Um den Bahnhof genehmigen zu lassen, habe die DB ihn als „Haltestelle“ definiert. Eine Untersuchung zur Betriebssicherheit soll vor Inbetriebnahme erfolgen. Der für den Betrieb erforderliche Nachweis gleicher Sicherheit stand 2016 noch aus. Damit sei auch unklar, welche betrieblichen Einschränkungen diese erhöhte Längsneigung erfordern werde. Im Übrigen zeigten Rolltests mit Kinderwägen und Rollstühlen an vergleichbar längs geneigten Bahnsteigen, wie diese trotz Querneigung teilweise ins Gleis gerollt seien.
Die Nutzlängen der Bahnsteiggleise mit konventioneller Signalisierung liegen zwischen 419 und 437 m bei Belegung durch einen Zug sowie zwischen 206 und 224 m bei Belegung durch zwei Züge. Eine Optimierung mit ETCS und ATO soll erfolgen. Mit ETCS soll die Nutzlänge bei Doppelbelegung zunächst auf mindestens 212 m erhöht werden. Dazu sollen Signalsicht und Zuschlag für ungenaues Halten zusammengelegt, ETCS-Halttafeln einige Meter über das Bahnsteigende hinaus verschoben werden. Inzwischen ist eine Unterteilung der Bahnsteiggleise in vier Abschnitte vorgesehen, die auch eine Doppelbelegung mit einem längeren und einem kürzeren Zug ermöglichen soll.
Die bis 2019 verfolgte Planung mit konventioneller Leit- und Sicherungstechnik sah unter anderem 24 Licht-Hauptsignale, 85 Zusatzanzeiger und 110 PZB-Magnete vor, darauf aufbauend war ETCS vorgesehen. 2020 wurde die Planung im Zuge des Digitalen Knotens Stuttgart auf ETCS „ohne Signale“ umgeplant. Nahezu alle Lichtsignale sowie Geschwindigkeitssignale und PZB-Magneten sind damit entfallen. Als einzige Lichtsignale verbleiben zwei Einfahrsignale aus Feuerbach (als Zufahrtsicherungssignale), 12 dazu gehörige PZB-Magneten, sowie Abfahrsignale (Zp 9) für Fernverkehrszüge. Insgesamt sind rund 350 Eurobalisen geplant, darunter etwa 20 bis 30 Balisen je Bahnsteiggleis. Der Bahnhof ist Teil des DSTW- und RBC-Bereichs „Fernbahn“. Einige notwendige Grundlagen, um ETCS in großen Bahnhöfen in Deutschland „ohne Signale“ betreiben zu können, sollen bis 2022 geschaffen werden.
Durch ETCS sollen die Zugfolgezeiten mit Hochleistungsblock zunächst um etwa 20 Sekunden verkürzt werden. Die Blockteilung stößt aufgrund dreier Arten von Restriktionen jedoch an Grenzen. Gleichzeitig können Durchrutschwege von bis zu 350 m auf rund 50 m verkürzt werden. Darüber hinaus sollen die mit ETCS nahezu beliebig fein gestaffelten und 5-km/h-genauen Geschwindigkeitswechsel genutzt werden. Die technischen Laufzeiten wurden optimiert.
Die ETCS- und ATO-Ausrüstung von Fahrzeugen, die den Stuttgarter Hauptbahnhof durchschnittlich wenigstens einmal wöchentlich anfahren, wird vom Bund mit bis zu 200 Millionen Euro gefördert.

#### Bahnhofsgebäude

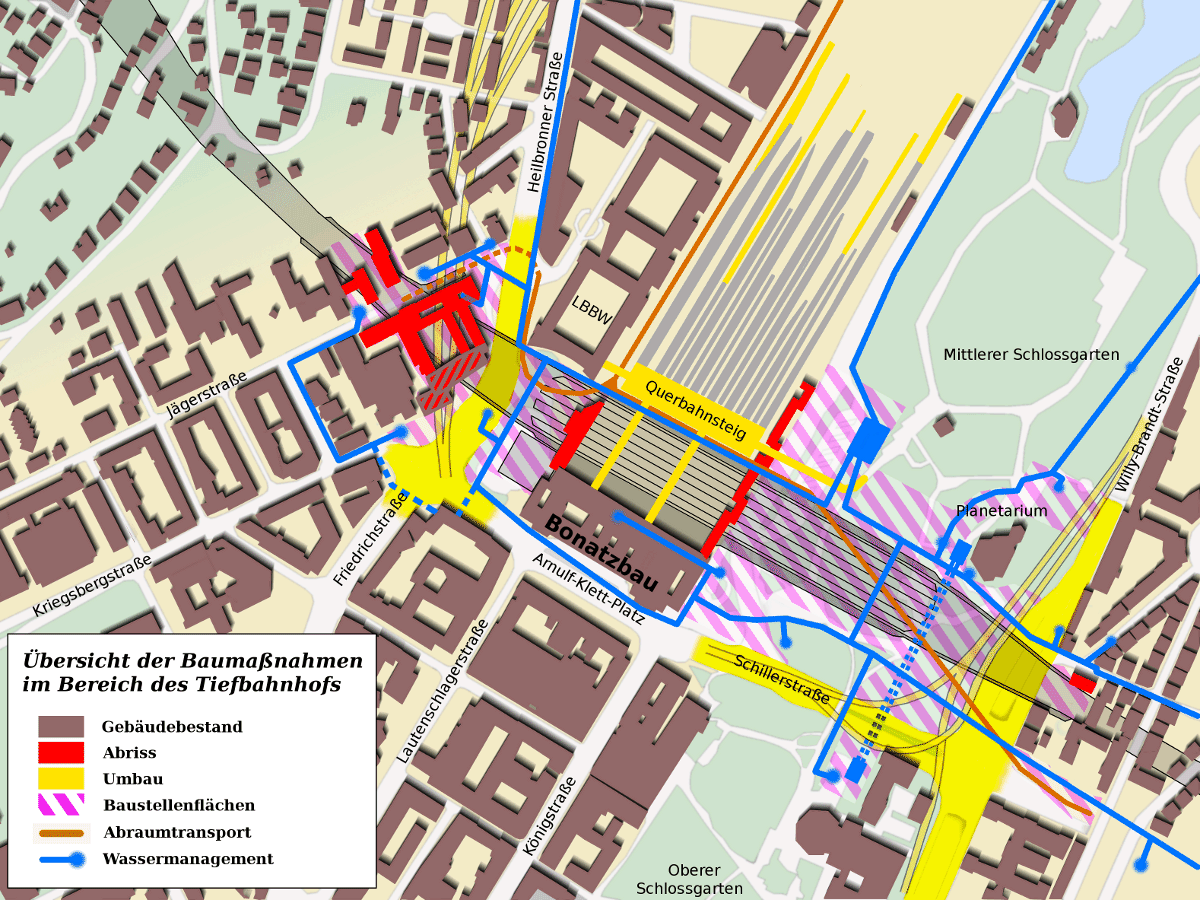
Geplante Baumaßnahmen im Bereich des Hauptbahnhofs

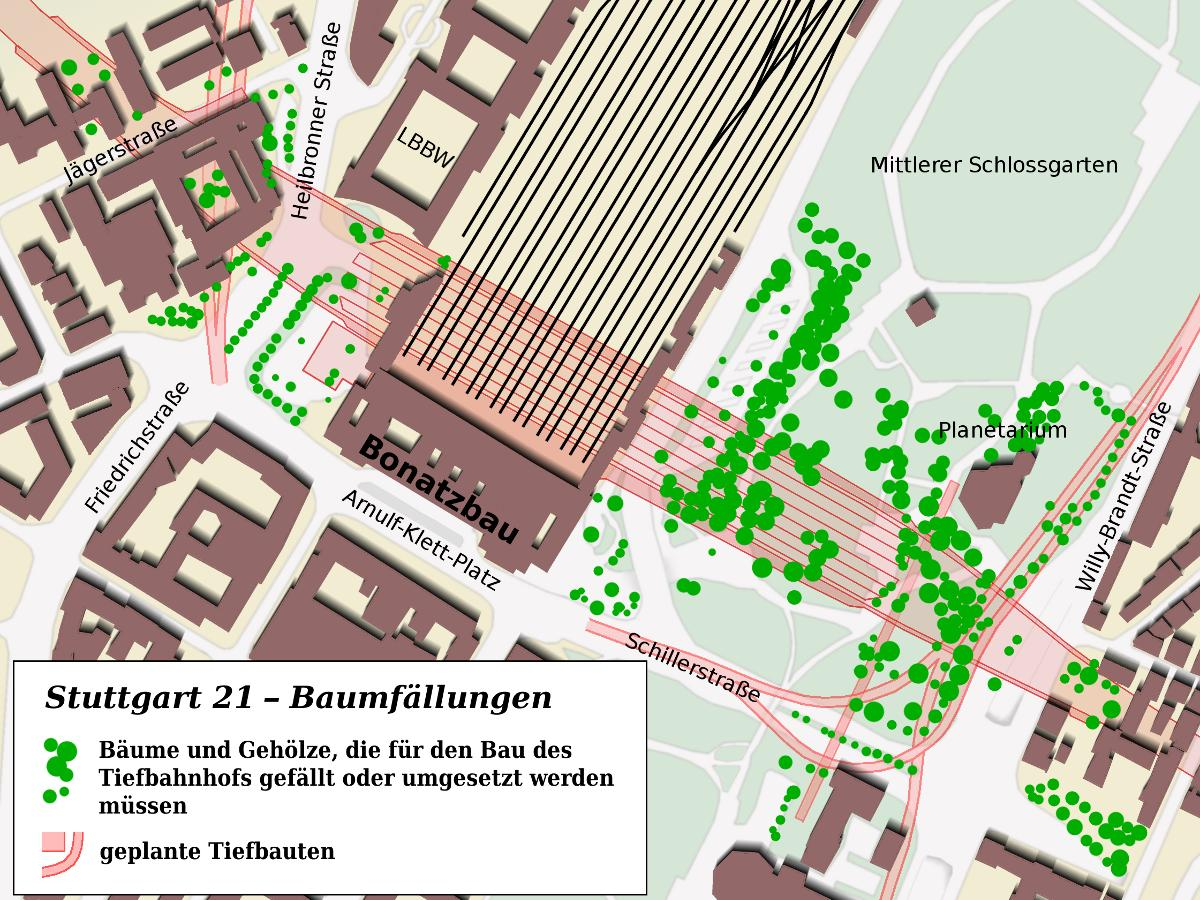
Rund 280 Bäume sollen im Bereich des Hauptbahnhofs gefällt oder versetzt werden.

Am verbleibenden Teil des bisherigen Bahnhofsgebäudes, dem sog. Bonatz-Bau, sollen parallel zum Projekt Stuttgart 21 verschiedene Veränderungen vorgenommen werden, die Funktion des Gebäudes soll dabei erhalten bleiben. Das Gebäude erhält unter Beibehaltung der Fassaden ein neues Tragwerk sowie moderne Gebäudetechnik. Die Bauarbeiten am Bonatzbau sollten 2018 beginnen und 2021 abgeschlossen sein. Eine aktualisierte Bauzeitenplanung sah den Beginn der Rohbauarbeiten für Anfang 2020 vor. Der Auftrag für die Rohbauarbeiten wurde schließlich im Juni 2020 für 89,5 Millionen Euro vergeben. Die Gesamtinvestition wurde 2021 mit 250 Millionen Euro angegeben.
Im oberirdischen Teil des Gebäudes soll auf vier Ebenen ein Hotel-, Gastronomie- und Konferenzkomplex mit 150 Hotelzimmern entstehen. Die Ebenen +3 und +4 werden dazu neu erstellt, aus Denkmalschutzgründen aber von der Schillerstraße zurückgesetzt, so dass sie den Gesamteindruck des Bauwerks von dort aus nicht beeinträchtigen. Im Rahmen der Modernisierung sollen 19.500 Kubikmeter Schutt und Erdreich entsorgt werden.
Auf Höhe der heutigen Gleisanlagen und heutigen Bahnsteighalle (Ebene +1) soll dabei der Manfred-Rommel-Platz mit dem Dach des Durchgangsbahnhofs entstehen. Dieses südlich durch den Bonatzbau und nördlich durch ein neues Bahnhofsgebäude abgegrenzte Areal soll den Kurt-Georg-Kiesinger-Platz mit dem Schlossgarten verbinden. Durch 27 je 4,30 Meter hohe Lichtaugen erreicht Tageslicht die Bahnsteige.
Darunter (Ebene 0) soll eine Verteilerebene mit Zugängen vom Bahnhofsturm, der Königsstraße, der Königsallee (Cannstatter Straße) und dem neuen Stadtquartier geschaffen werden. In der darunter liegenden Ebene (Ebene −1) sollen die vier Bahnsteige mit acht Bahnsteiggleisen angeordnet werden. Unterhalb der neuen Bahnsteiggleise soll ein Zugang zur tiefer liegenden, zweigleisigen S-Bahn-Station verlaufen. Unterhalb des Nordteils des Bahnhofsgebäudes sowie (unterirdisch) nördlich davon soll ein neues Parkhaus entstehen. Als Ebene −2 soll die S-Bahn-Ebene einschließlich ihrer Zugänge fungieren.
Der Zugang zum Bahnhofsgebäude soll neben den bestehenden Zugängen über vier 23 Meter breite und bis zu 10 Meter hohe Glasgitterschalen erfolgen. Insgesamt sind mehr als 35 Fahrtreppen und 15 Panoramaaufzüge geplant.
Die Bahnsteige sollen über drei Verteilerstege (0-Ebene) auf Höhe der beiden Schalterhallen sowie des Planetariums/der Staatsgalerie erschlossen werden. Jeder Bahnsteig soll durch drei Aufzüge, fünf Rolltreppen und fünf feste Treppen erschlossen werden. Am Ostkopf soll eine neue Verknüpfung zur Stadtbahn-Haltestelle Staatsgalerie entstehen.

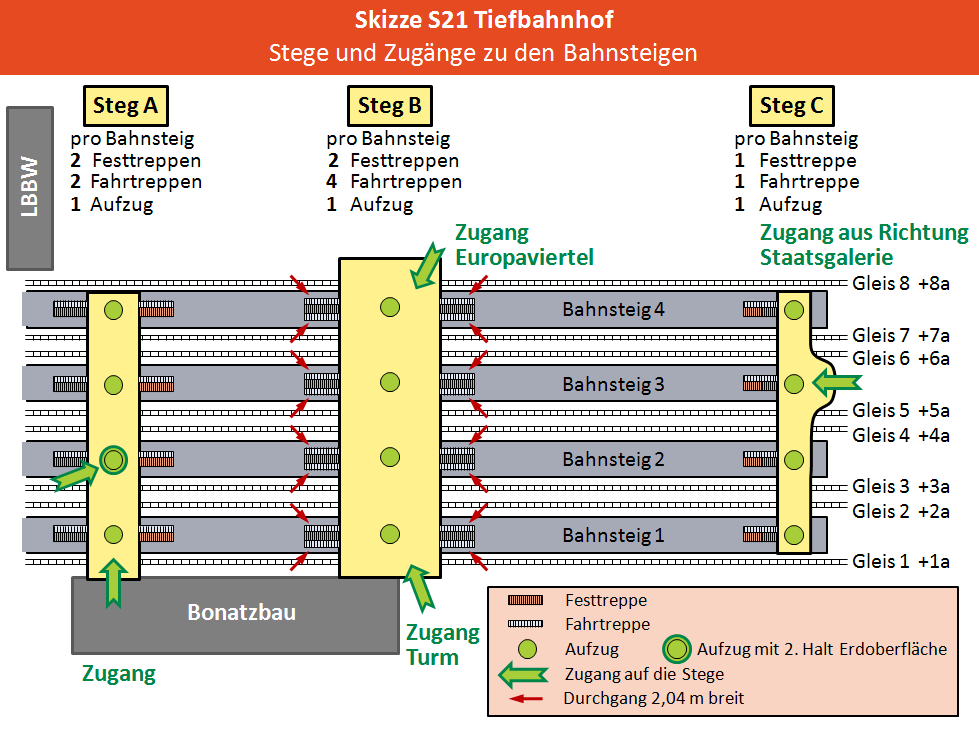
Schematische Übersicht der Bahnsteigzugänge mit Engstellen

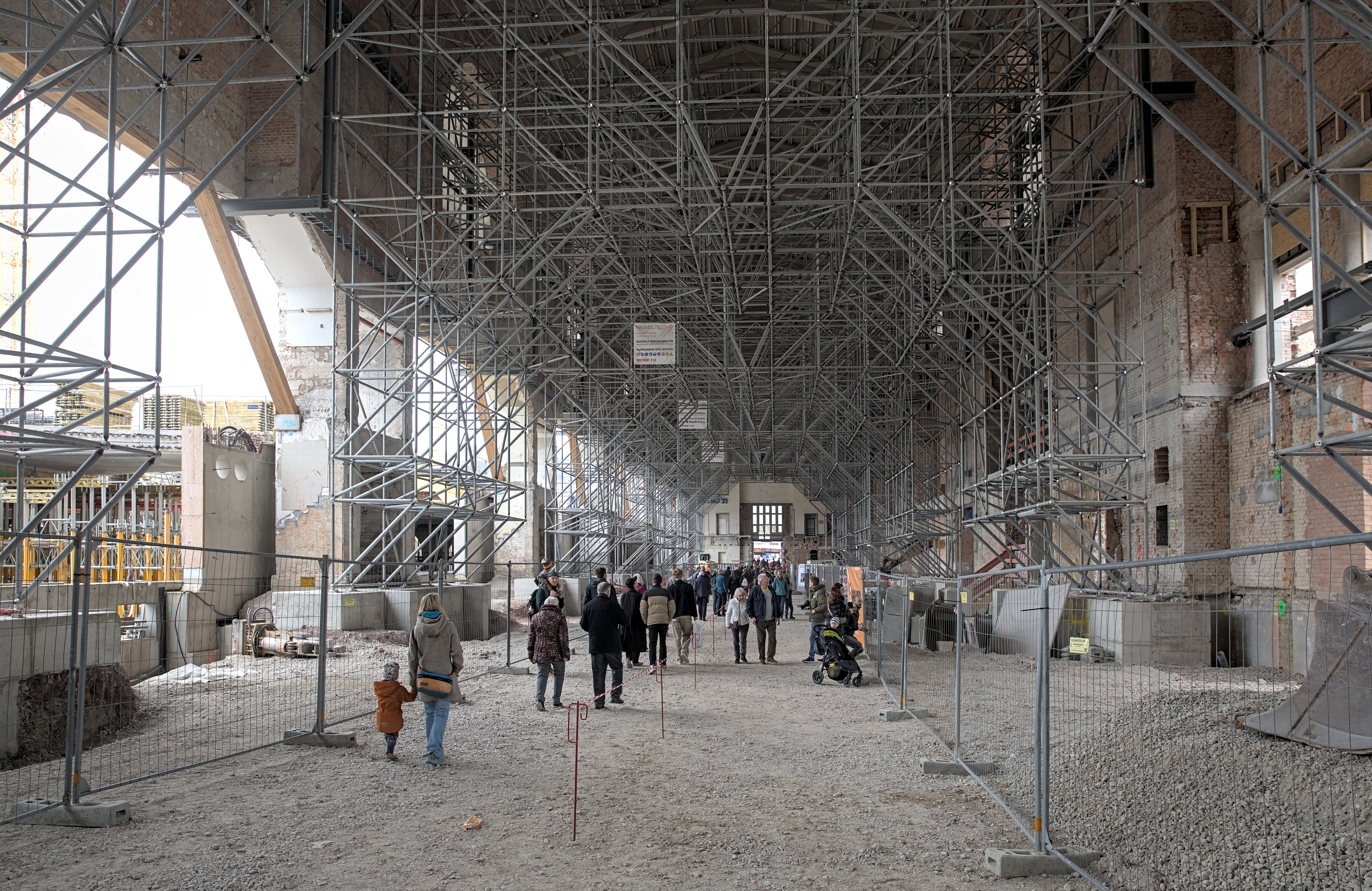
Gerüstkonstruktion im Bonatzbau im April 2023

Als Hauptzugang zur Bahnsteigebene fungiert dabei der mittlere Steg (Steg B), der über die Große Schalterhalle und den neuen Zugang am Bahnhofsturm (im Süden) und am Europaviertel (im Norden) erschlossen werden soll. Jeder der vier Bahnsteige wird von diesem Steg über einen Aufzug sowie auf jeder Seite von je zwei Rolltreppen und je einer Festtreppe erschlossen. Kritiker bemängeln die Durchgangsbreite von gerade einmal 2,04 Metern, die zwischen der Außenkante der Treppenanlage und der Bahnsteigkante auf Höhe dieses Aufgangs verbleibt.
Der westliche Steg (Steg A) soll im Wesentlichen über den neuen Zugang am Kurt-Georg-Kiesinger-Platz und der kleinen Schalterhalle erschlossen werden. Von diesem Steg wird jeder Bahnsteig über einen Aufzug sowie auf jeder Seite über je eine Fest- und eine Rolltreppe erschlossen. Die Durchgangsbreite beträgt an der schmalsten Stelle 2,85 Meter.
Der östliche Steg (Steg C) wird über den Zugang an der Staatsgalerie erschlossen, der durch einen Fußgängertunnel zu erreichen ist. Am Ausgang zur Staatsgalerie sind ein Aufzug sowie zwei Fahrtreppen und zwei Treppen geplant. Er hat keinen Zugang zu den Stegen A und B und somit auch keinen Zugang zum Bonatz-Gebäude. Von der Verteilerebene wird jeder Bahnsteig über einen Aufzug sowie eine Fahr- und eine Festtreppe in westlicher Richtung angebunden. Die Durchgangsbreite zwischen Treppenanlage und Bahnsteigkante beträgt jeweils 2,86 Meter.
Auf der gegenüberliegenden Seite des neuen Durchgangsbahnhofs soll nach Inbetriebnahme von Stuttgart 21 ein zusätzliches Bahnhofsgebäude gebaut werden, das als Bahnhofszugang von Norden dienen und zusätzlich Betriebsräume aufnehmen soll. Die Stadtbahnstrecke unter der Heilbronner Straße (von Mitte 2011 bis Mitte 2014) sowie die Stadtbahnhaltestelle Staatsgalerie (ab Februar 2013) sollen verändert werden. Zu den zahlreichen weiteren Baumaßnahmen zählt die Verlegung der Hauptsammler Nesenbach (ursprünglich geplante Bauzeit Ende 2011 bis Mitte 2014, dann im Juni 2015 begonnen) und West.

##### Licht und Klimatisierung
Die Bahnanlage ist als Null-Energie-Bahnhof konzipiert: Die Klimatisierung soll ausschließlich durch die Nutzung von Erdwärme sowie die Kühlung durch einfahrende Züge erfolgen. Die Temperatur in der Bahnsteighalle soll auch ohne künstliche Heizung zehn Grad (bei einer Außentemperatur von −20 Grad Celsius) nicht unter- bzw. 29 Grad nicht überschreiten. Zur Belüftung und zur Entrauchung können die Lichtaugen geöffnet werden. Versuche hätten ergeben, dass die Bahnhofshalle über die vorgesehenen Lichtaugen bis zu 14 Stunden täglich natürlich beleuchtet und in dieser Zeit ohne Kunstlicht auskommen könne. Bodeneinbauleuchten an den Bahnsteigkanten sollen den Übergang vom Bahnsteig zum Gleisbett markieren. Im Mittel soll 5 Prozent des Tageslichts ins Innere gelangen, unter den Lichtaugen 10 bis 15 Prozent. Die Lichtaugen sollen etwa 250 Millionen Euro kosten.

### Geschichte

#### Planung
Auf der Grundlage „betrieblicher Vorüberlegungen“ sah der in der Machbarkeitsstudie von Anfang 1995 vorgesehene Hauptbahnhof acht Bahnsteiggleise mit vier je 10 Meter breiten und 420 Meter langen Mittelbahnsteigen vor. Die im Richtungsbetrieb befahrenen Gleise sollten Überleitverbindungen in den anschließenden Tunneln erhalten. Nordwestlich sollten sich zwei je zweigleisige Anschlusstunnel anschließen, die nach einem engen Bogen in nordöstlicher Richtung, südlich der Station Mittnachtstraße (auf Höhe der Wolframstraße), sich in einen Ast gen Feuerbach und einen gen Bad Cannstatt aufteilen sollten. Südöstlich sollte sich an Weichenhallen unmittelbar vier je eingleisige Tunnelröhren (zwei gen Ober-/Untertürkheim, zwei gen Flughafen) anschließen. Der Bonatzbau sollte bei diesem exemplarischen Entwurf erhalten bleiben, wobei im Seitenflügel an der Cannstatter Straße ein zusätzlicher Eingang geschaffen werden sollte. Die Bahnanlage sollte der Länge nach um bis zu 11 Promille geneigt werden. Die Machbarkeitsstudie ging für den Abschnitt des Hauptbahnhofs mit Taldurchquerung von Kosten in Höhe von 928 Millionen DM aus (807 Millionen DM zzgl. 15 Prozent Planungskosten, Preisstand 1993), inflationsbereinigt entspricht das 832 Millionen Euro.
Das Ende 1995 vorgelegte Synergiekonzept Stuttgart 21 sah einen achtgleisigen Durchgangsbahnhof mit drei Mittel- und zwei Außenbahnsteigen vor. Verkehrsprognosen erwarteten eine Zunahme auf 70.400 (Fernverkehr) bzw. 53.100 (Regionalverkehr) Reisende pro Tag. Der Anteil des Durchgangsverkehrs am Gesamtverkehr sollte 2010 bei rund 50 Prozent im Fern- und knapp 20 Prozent im Regionalverkehr liegen (13.000 bzw. 54.000 Reisende pro Tag). Die Planung wurde später modifiziert, inzwischen sind vier Mittelbahnsteige in der Bahnhofshalle geplant.
In den Jahren 1996 und 1997 wurde ein Raumordnungsverfahren für das Projekt Stuttgart 21 durchgeführt. Dabei wurde die von der Deutschen Bahn favorisierte Lösung eines Durchgangsbahnhofs als Antragstrasse mit verschiedenen Untervarianten untersucht. Dazu zählten Varianten mit verschiedenen Bahnsteiglagen, Gleiszahlen sowie Möglichkeiten für einen weiteren Ausbau.
Weitere Varianten, die vom Grundkonzept eines reinen Durchgangsbahnhofs am Standort des bestehenden Kopfbahnhofs abwichen, wurden im Raumordnungsverfahrend erwähnt, jedoch nicht gleichwertig untersucht: Die Variante Lean sah eine Weiterführung des Kopfbahnhofs vor, die Variante Kombi den Bau eines Durchgangsbahnhofs für den Fernverkehr quer zum beizubehaltenden Kopfbahnhof. Daneben wurde ein Hauptbahnhof am Rosenstein dargestellt, bei dem der Hauptbahnhof aufgegeben werden sollte. Daneben wurden Bahnhofsstandorte in Bad Cannstatt und Untertürkheim betrachtet.
Am 28. Februar 1997 wurde ein europaweiter Architektenwettbewerb für die Neugestaltung des Hauptbahnhofs ausgeschrieben. Der neue Bahnhof solle ein „sichtbares Zeichen zukunftsweisender Mobilität und Wahrzeichen für Stuttgart und seine Region“ sein.
In einem zweistufigen Verfahren wurden von 118 Bewerbern, die zunächst ein Konzept eingereicht hatten, für eine zweite Runde 19 Teilnehmer ausgewählt. Für die zweite Runde wurden darüber hinaus acht weitere Büros mit hohem Renommee zugeladen. Eine Jury unter dem Vorsitz von Klaus Humpert kürte im Rahmen des mit 145.000 D-Mark dotierten Wettbewerbs bis Juli 1997 zunächst vier gleichrangige Sieger. Die vier preisgekrönten und sechs weitere Entwürfe wurden vom 11. August bis 14. September 1997 im Hauptbahnhof Stuttgart ausgestellt. Alle vier Entwürfe sahen einen um 90 Grad gedrehten Hauptbahnhof mit Beleuchtung durch Tageslicht vor. Am 4. November 1997 setzte sich der Entwurf des Büros Ingenhoven, Overdiek, Kahlen und Partner schließlich unter 126 Einsendungen durch.
Ingenhovens damaliges Konzept sah vor, für 350 Millionen DM (entspricht heute etwa 291 Millionen Euro) den Bahnhof unter die Erde zu verlegen und mit 27 je 15 Meter breiten Lichtschächten mit Tageslicht zu versorgen. Die Stützenkonstruktion der Bahnhofshallendecke wurde von Frei Otto entwickelt. Der Entwurf war bereits im Wettbewerb mehrfach überarbeitet worden. In der Endrunde standen vier Entwürfe zur Auswahl. Otto schied später aus dem Planungsteam aus.
2005 erhielt der Entwurf den MIPIM Future Project Award des Magazins Architectural Review sowie einen Silbernen Preis der regionalen Holcim Awards im Jahr darauf außerdem einen Goldenen Preis in der globalen Konkurrenz. Im Jahr 2007 wurde der Entwurf mit dem International Architecture Award des Chicago Athenaeum ausgezeichnet.
Um 2006 entfielen von geschätzten S21-Gesamtkosten von 2,8 Milliarden Euro fast 800 Millionen Euro auf den Hauptbahnhof. Der Architekt, Christoph Ingenhoven, erhält 36 Millionen Euro.
Ende August 2010 wurde ein veränderter Bauwerksentwurf vorgestellt. Dabei wurde unter anderem die Größe der vier Zugänge reduziert sowie Wegeführung und Akustik überarbeitet.
Der mit der Schlichtung des Projekts Stuttgart 21 betraute Heiner Geißler schlug in seinem Schlichterspruch am 30. November 2010 vor, Verkehrssicherheit, Barrierefreiheit und Brandschutz des Durchgangsbahnhofs zu verbessern. Neben Verbesserungen in den Zufahrten soll auch ein neuntes und zehntes Gleis am Hauptbahnhof geprüft werden. Das 2002 planfestgestellte Brandschutzkonzept wurde aufgrund neuer Anforderungen bis 2016 überarbeitet.
Am 23. April 2015 genehmigte das Eisenbahn-Bundesamt u. a. den Bau von je zwei Fluchttreppenhäusern pro Bahnsteig und Änderungen an den Gitterschalen der vier direkten Zugänge von außen. Der Planänderungsbescheid für die Verschiebung der zwischenzeitlich auf den Bahnsteigen geplanten Fluchttreppenhäuser an die Enden der Bahnhofshalle verzögerte sich und wird nunmehr im Laufe des Sommers 2017 erwartet.
Ingenhoven gab die Kosten des Bahnhofs Ende 2017 mit „deutlich“ unter einer Milliarde Euro an.

#### Bau

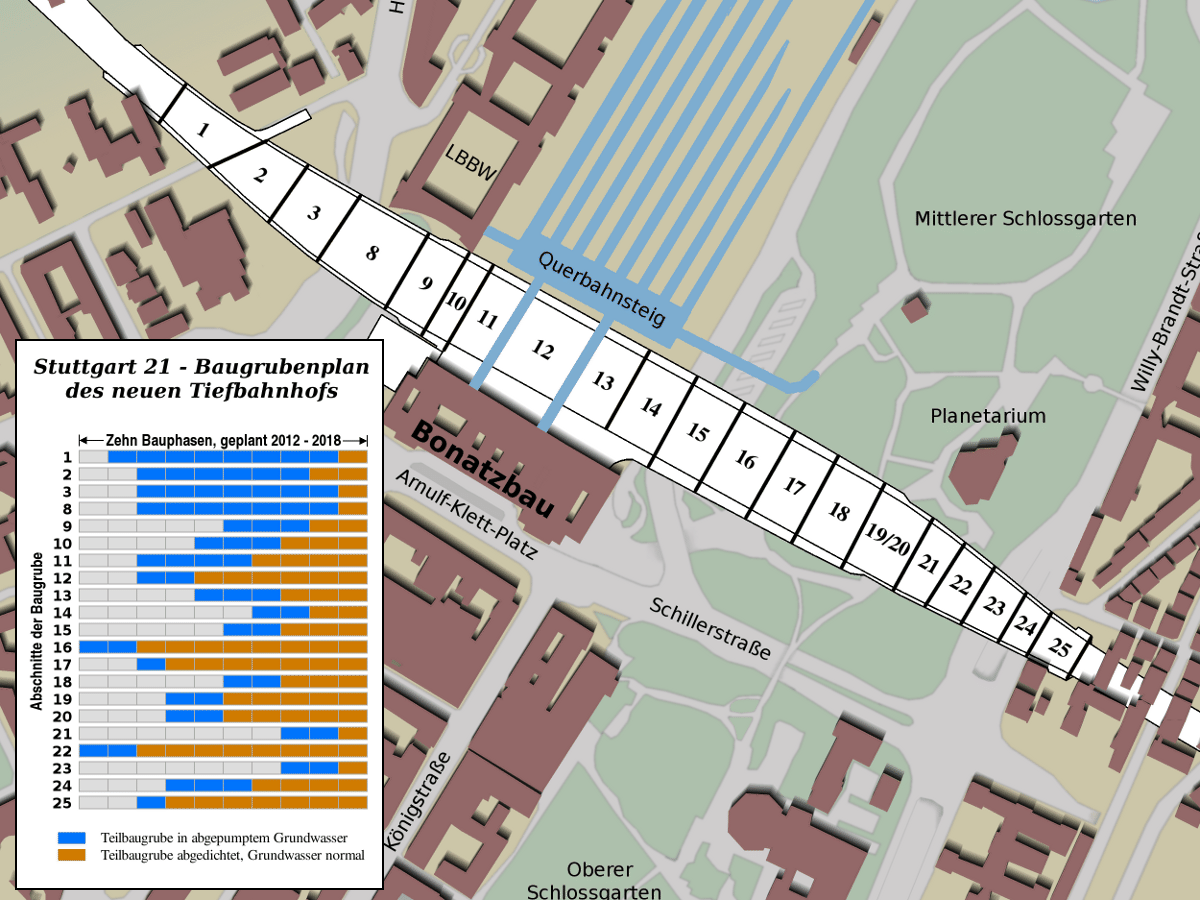
Geplante Bauphasen an den Baugruben im Bahnhofsbereich

Mit dem symbolischen Baubeginn am 2. Februar 2010 begannen Umbauarbeiten im Gleisvorfeld, diese waren für die Vorverlegung des Querbahnsteigs notwendig.
Am 18. Mai 2010 wurde der Auftrag zum Abriss des Nordflügels an Wolff & Müller vergeben. Die Baustelleneinrichtung begann am 30. Juli 2010 unter Polizeischutz, der Abriss der Fassade des Nordflügels begann am 25. August 2010.

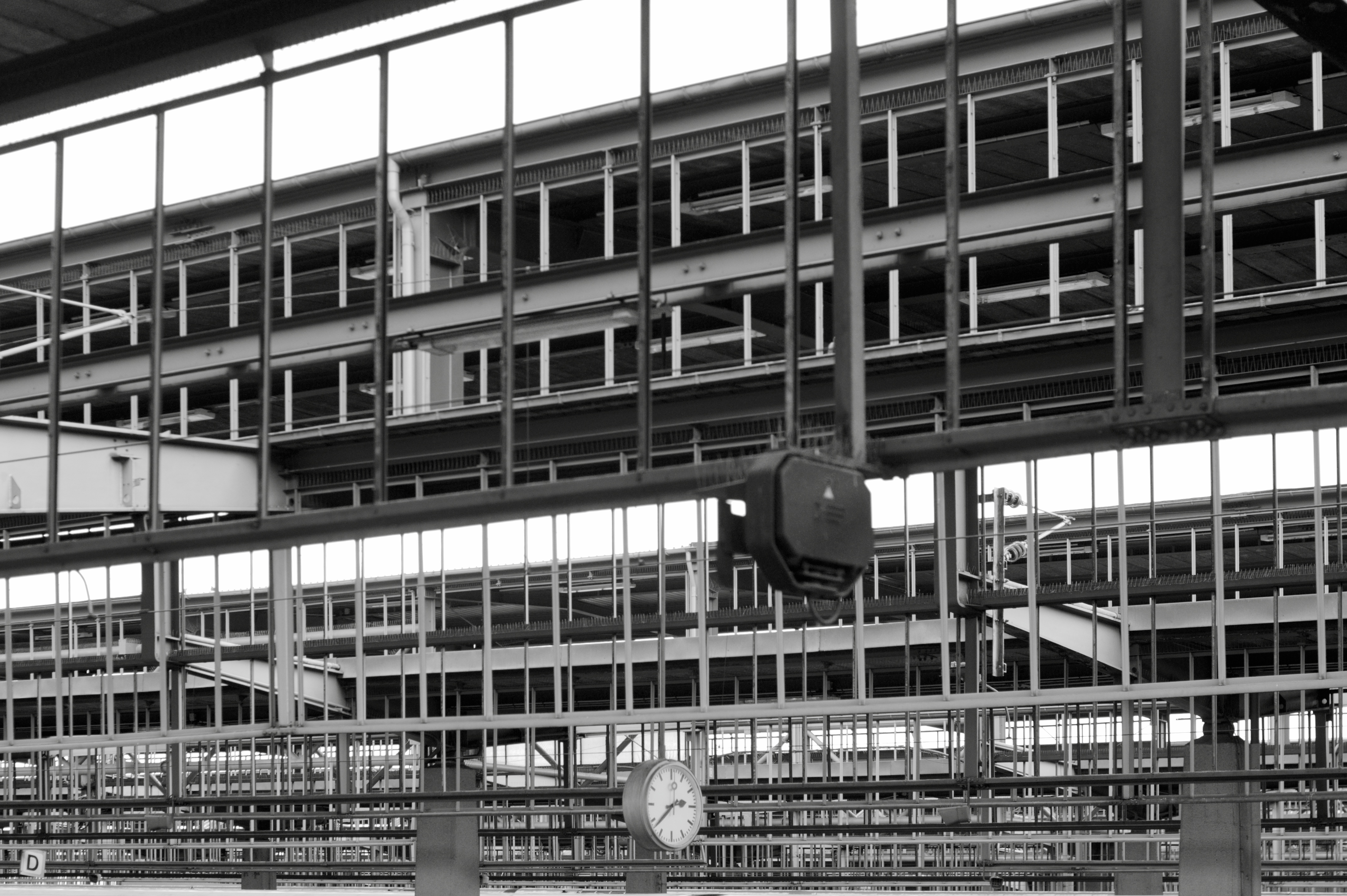
Bahnsteigdächer ohne die zwischenzeitlich entfernten Glasscheiben (August 2012)

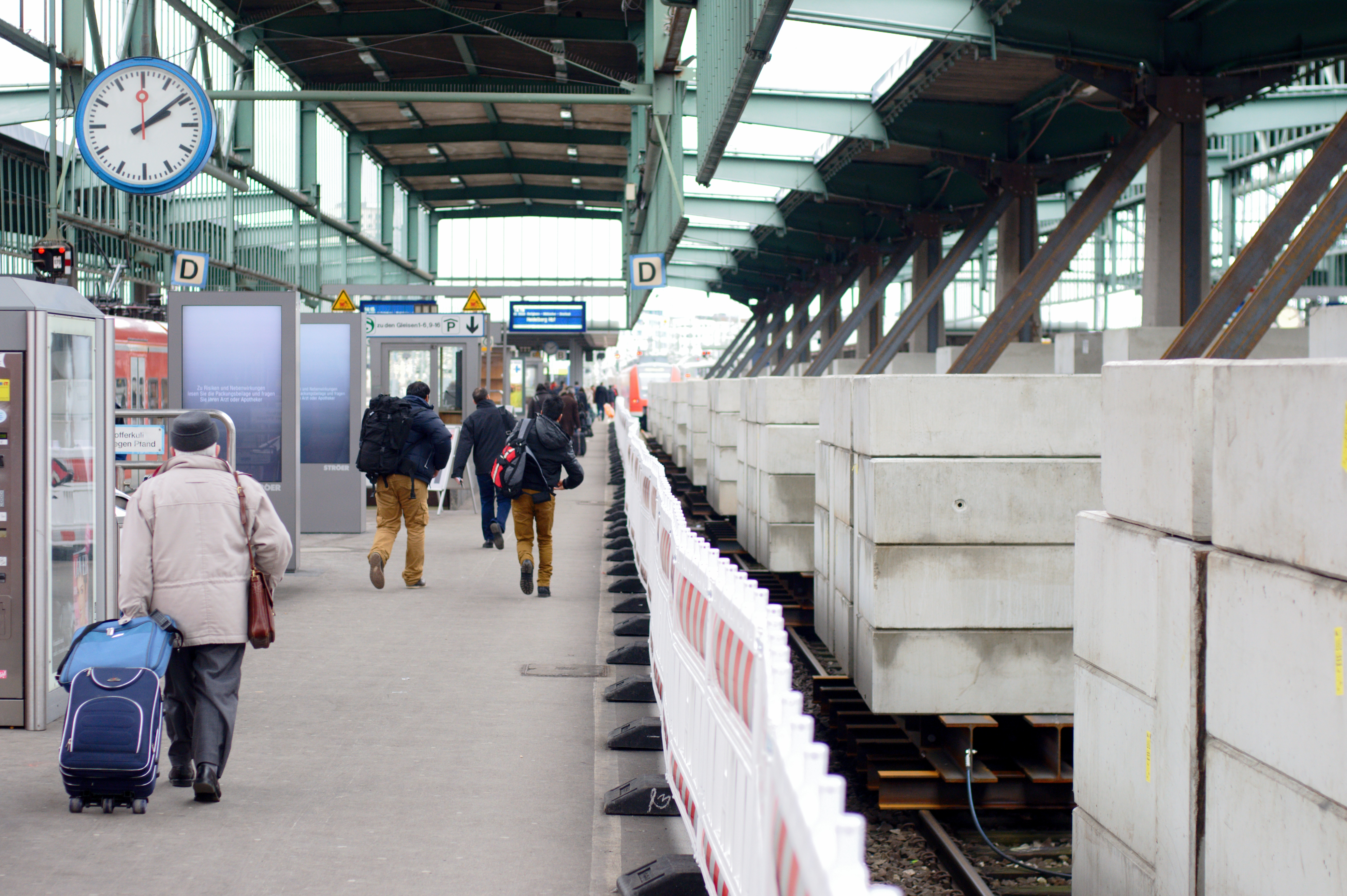
Zusätzliche Betonstützen zur Stabilisierung des Bahnsteigdachs blockieren einen Teil des Bahnsteiggleises 8 (Dezember 2012)

Die Arbeiten zum Rückbau des Südflügels begannen am 13. Januar 2012 mit der Entkernung des Gebäudes. Der äußere Abriss des Gebäudes begann am 30. Januar und sollte im März 2012 abgeschlossen sein. Nachdem am 19. März eine Stütze des Bahnsteigdachs beschädigt wurde, ruhten die Arbeiten für etwa drei Wochen. Nach weiteren Beschädigungen infolge orkanartiger Böen am 1. Juli 2012 wurde der Bahnsteig 15/16 erneut gesperrt und mit dem Ausbau der Glasscheiben auf allen Bahnsteigdächern begonnen.
Die rund 110 Meter breite Baugrube sollte ab April 2014 von zwei je zehn Meter breiten Stegen überbrückt werden, zusätzlich bestehen von beiden Seiten direkte Zugänge zum Querbahnsteig. Auf Nordseite ist seit dem 21. Oktober 2013 der Zugang vom Europaviertel möglich und auf der Südseite seit 24. Januar 2014 der Zugang über Fußgängerstege vom Mittleren Schlossgarten aus. Beide Zugänge sind barrierefrei ausgeführt.
Die dafür notwendige Vorverlegung des Querbahnsteigs wurde mehrfach verschoben. Nach dem Planungsstand von März 2012 sollte der Querbahnsteig zwischen Juli und Dezember 2012 sukzessive vorverlegt werden. Ende Juni 2012 waren etwas mehr als 50 der 61 vorgesehenen Bauzustände im Gleisvorfeld abgeschlossen. Die Bahnsteiggleise 1 und 2 wurden wieder angeschlossen, ohne die geplanten Bauvorleistungen des in diesem Bereich geplanten neuen S-Bahn-Tunnels zu realisieren. Der Bau des neuen Querbahnsteigs erfolgte von Ende Mai 2013 bis 22. Oktober 2013 in 13 Bauphasen. Dazu wurden jeweils zwei Bahnsteiggleise gesperrt. Zur Entlastung des Hauptbahnhofs strich die Deutsche Bahn einzelne Zugverbindungen in diesem Zeitraum. Die Vorarbeiten und die Inbetriebnahme des um 120 Meter verlegten Querbahnsteigs sollten laut Planfeststellung 18 Monate in Anspruch nehmen, dauerten letztendlich aber 45 Monate.
Unter dem früheren Parkplatz am Nordausgang entstand für geplante 7,6 Millionen Euro zwischen April 2012 und Oktober 2013 (Fertigstellung Rohbau) ein zweigeschossiges, unterirdisches Technikgebäude von 1.800 Quadratmetern Grundfläche.
Am 12. März 2012 wurde der Bauauftrag für den Tiefbahnhof, einschließlich der Düker West, Cannstatter Straße und Nesenbach sowie der „Zufahrtstunnel Bahnhof“ an eine Bietergemeinschaft der Unternehmen Züblin (Führung) und Strabag vergeben. Der formale Zuschlag erfolgte am 24. März 2012. Der Bau des neuen Hauptbahnhofs wurde für 323,4 Millionen Euro, die als Gleitpreis vereinbart wurden, beauftragt. Der Eigenanteil von Züblin beträgt dabei rund 300 Millionen Euro. Das Grundwassermanagement ist nicht Teil des Leistungsumfangs. Der Gesamtauftragswert wurde im Mai 2016 mit 347,4 Millionen Euro, im August 2016 mit 364 Millionen Euro angegeben.
Ende 2010 habe sich das günstigste Angebot für den Bauauftrag des Tiefbahnhofs auf etwa 360 Millionen Euro belaufen. Die für zunächst für Ende 2011 geplante Auftragsvergabe hatte sich durch Preisverhandlungen verzögert. Auch technische Fragen hätten zu Verzögerungen geführt. Neben Verhandlungserfolgen hätten auch technische Optimierungen, beispielsweise eine veränderte Betonsorte, zur Einsparungen beigetragen. Die Deutsche Bahn habe nach eigenen Angaben mit einem Preis von 300 Millionen Euro gerechnet.
Am 24. Juli, am 29. September und am 9. Oktober 2012 entgleisten Züge auf der Ausfahrt Richtung Feuerbach, die im Zuge von Stuttgart 21 umgebaut worden war. Der neu angelegte S-Bogen wurde nur mit einer extrem kurzen Zwischengerade ausgestattet. Nach der jüngsten Entgleisung wurden die Bahnsteiggleise 8, 9 und 10 gesperrt. Die Deutsche Bahn begründete die Entgleisungen im Januar 2013 mit „Fehlfunktionen bei Wagenpuffern“. Eine von der DB entwickelte kurzfristige technische Lösung wurde vom Eisenbahn-Bundesamt abgelehnt (Stand Dezember 2012). Die Sperrung führte ferner zu weitreichenden Verspätungen von S-Bahnen und Regionalzügen. Am 22. Januar 2013 wurde das Gleis 10 unter Auflagen wieder freigegeben. Neben Triebzügen dürfen nur gezogene Züge ausfahren. Eine uneingeschränkte Freigabe sei laut EBA-Angaben aufgrund der vorgelegten Unterlagen nicht möglich. Ein Ende dieser Einschränkungen sei laut Angaben der Deutschen Bahn nicht absehbar (Stand Dezember 2014). Hauptursache der Entgleisungen war die Überpufferung des überlangen Speisewagens mit anderen Wagen in den geschobenen Wendezügen. Die ab 1964 gebauten westdeutschen Speisewagen haben eine Länge von 27,5 statt wie üblich 26,4 Metern, einen um 0,5 Meter vergrößerten Drehzapfenabstand und verfügen über Puffer mit überbreiten Tellern. Bei der Ausfahrt aus Stuttgart Hbf muss der Lokomotivführer stark beschleunigen, um genügend Geschwindigkeit für die anschließende Steigung zu erreichen. In dem engen S-Bogen drehten sich die Wagenkästen extrem aus und die Puffer des benachbarten Wagens drückten auf den äußerten Rand der Speisewagen-Pufferteller. Diese knickten wegen der hohen Schubkraft der Lokomotive ab und die Puffer der benachbarten Wagen verkeilten sich. Im anschließenden geraden Gleisstück führten die verkeilten Puffer zur Entgleisung. Im Unterschied zu den SBB verfügen die am Zugschluss eingereihten Lokomotiven der DB über keine Zugkraftbegrenzung im unteren Geschwindigkeitsbereich.

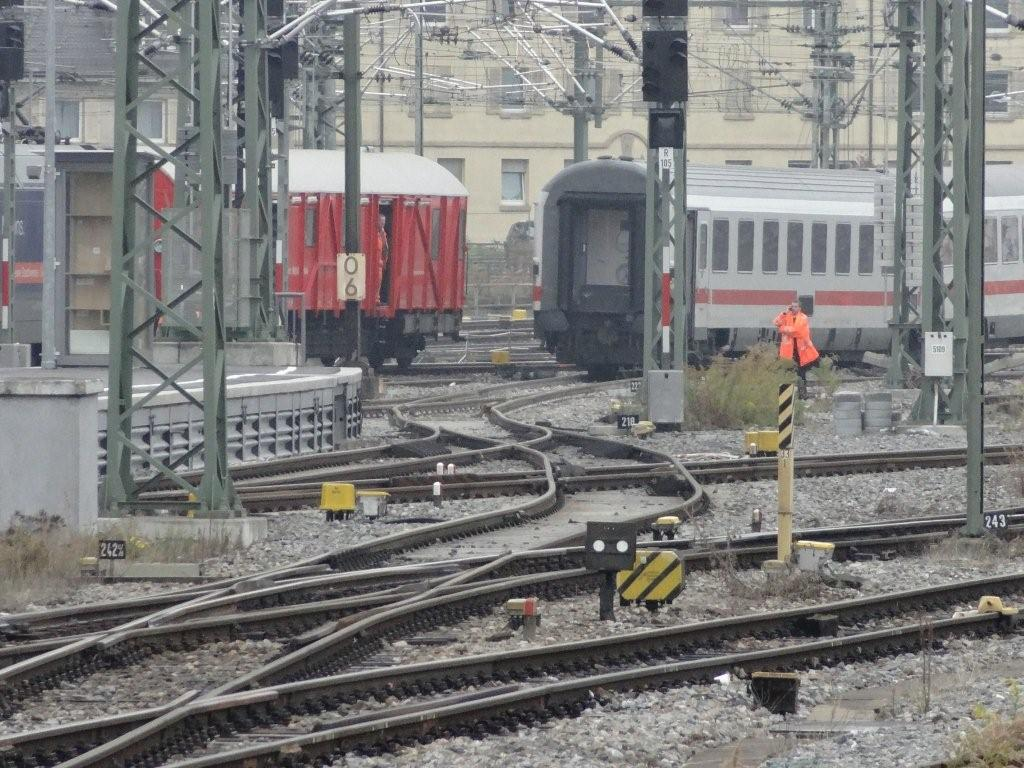
Entgleiste Wagen im Weichenbereich (9. Oktober 2012)

Im März 2012 war der Beginn der Tiefbauarbeiten für Anfang 2013 geplant. Die Tiefbauarbeiten für den Trog des Hauptbahnhofs begannen am 5. August 2014 an der Baugrube 16 im Mittleren Schlossgarten. Ein Mitte 2013 vorgestellter Zeitplan für die Aushubarbeiten im Mittleren Schlossgarten galt Mitte 2014 als überholt. Von 14 bis dahin vorgesehenen Bauschritten waren 7 realisiert, die Arbeiten etwa fünf Monate im Rückstand.
Der Aushub wurde über separate Baustraßen und ein Förderband zu einer zentralen Logistikfläche am Inneren Nordbahnhof gebracht und von dort auf Güterzügen abtransportiert.
Ein bereits erteilter Statiknachweis für den Hauptbahnhof gilt seit 2014 aufgrund veränderter rechtlicher Anforderungen nicht mehr, eine Erneuerung steht aus. Die Tiefbauarbeiten des Bahnhofs waren Anfang März 2015 gestoppt, da eine Genehmigung des Eisenbahn-Bundesamtes für den Bau zusätzlicher Fluchttreppenhäuser fehlte. Gegenüber frühen Annahmen waren die Arbeiten damit acht Monate im Verzug.
Am 26. Januar 2016, ein Jahr nach dem im Zeitplan vom August 2014 vorgesehenen Termin, wurde am Medienkanal mit dem Betonieren der Bodenplatte in der ersten Baugrube des Hauptbahnhofs begonnen.

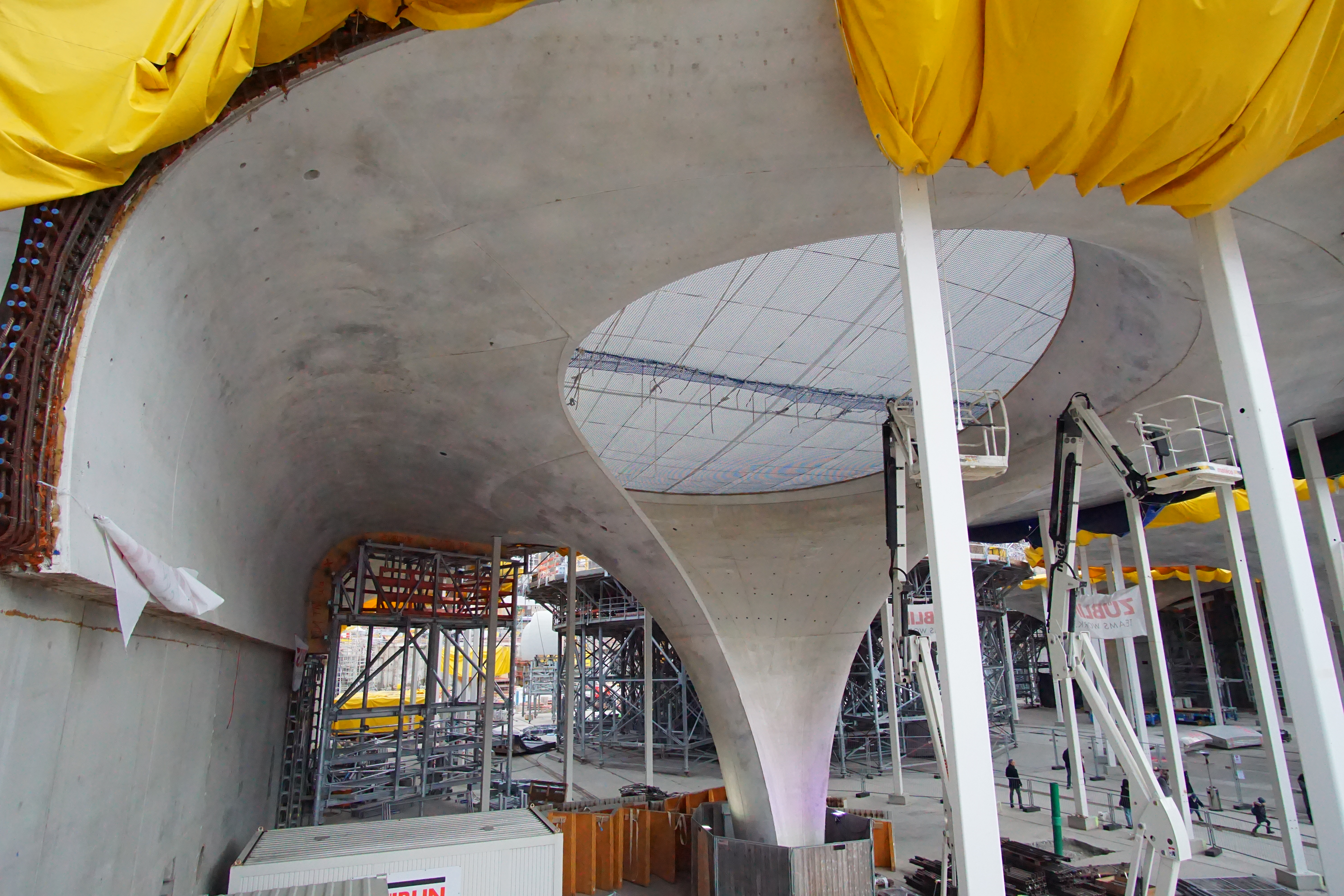
Charakteristische Kelchstütze am Rand der zukünftigen Bahnhofshalle (Bauzustand Januar 2020)

Im Juni 2017 begann die Betonage der ersten Kelchstütze. Jeweils zwei der 28 Stützen sollen parallel betoniert werden. Im Februar 2020 wurde die siebte Kelchstütze betoniert.

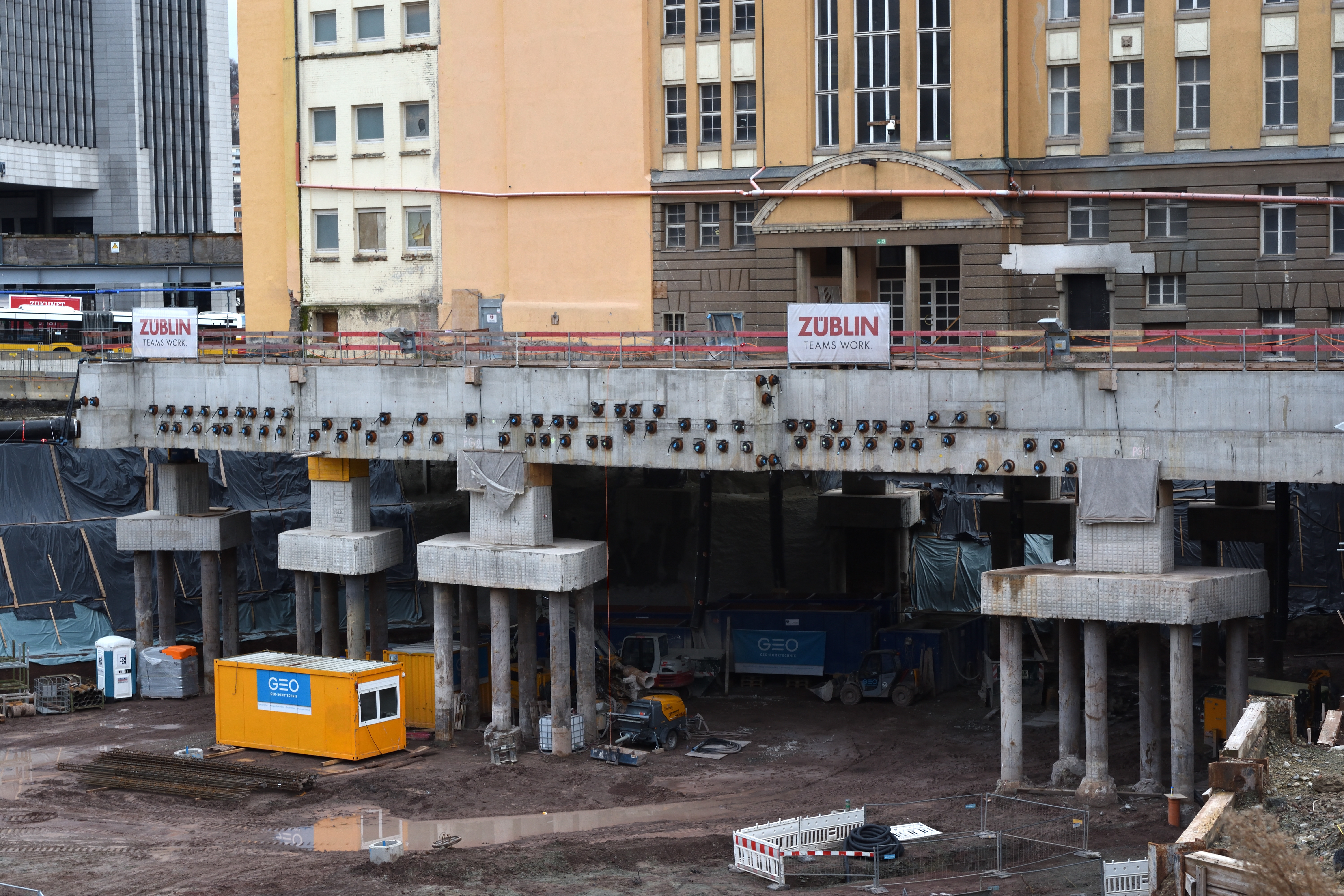
Die ehemalige Bahndirektion, auf Pfeiler gesetzt (Dezember 2017)

Mitte 2017 wurde das Gebäude der ehemaligen Bahndirektion untergraben und auf eine 1,3 m dicke Betonplatte gesetzt. Diese ruht ihrerseits auf einigen Stützen, zwischen denen die Baumaschinen und -Fahrzeuge rangieren können. Die Bahn hatte den Abriss und Wiederaufbau des 1911–1912 erbauten Gebäudes angestrebt. Die Stadt Stuttgart bestand jedoch auf dem Erhalt.

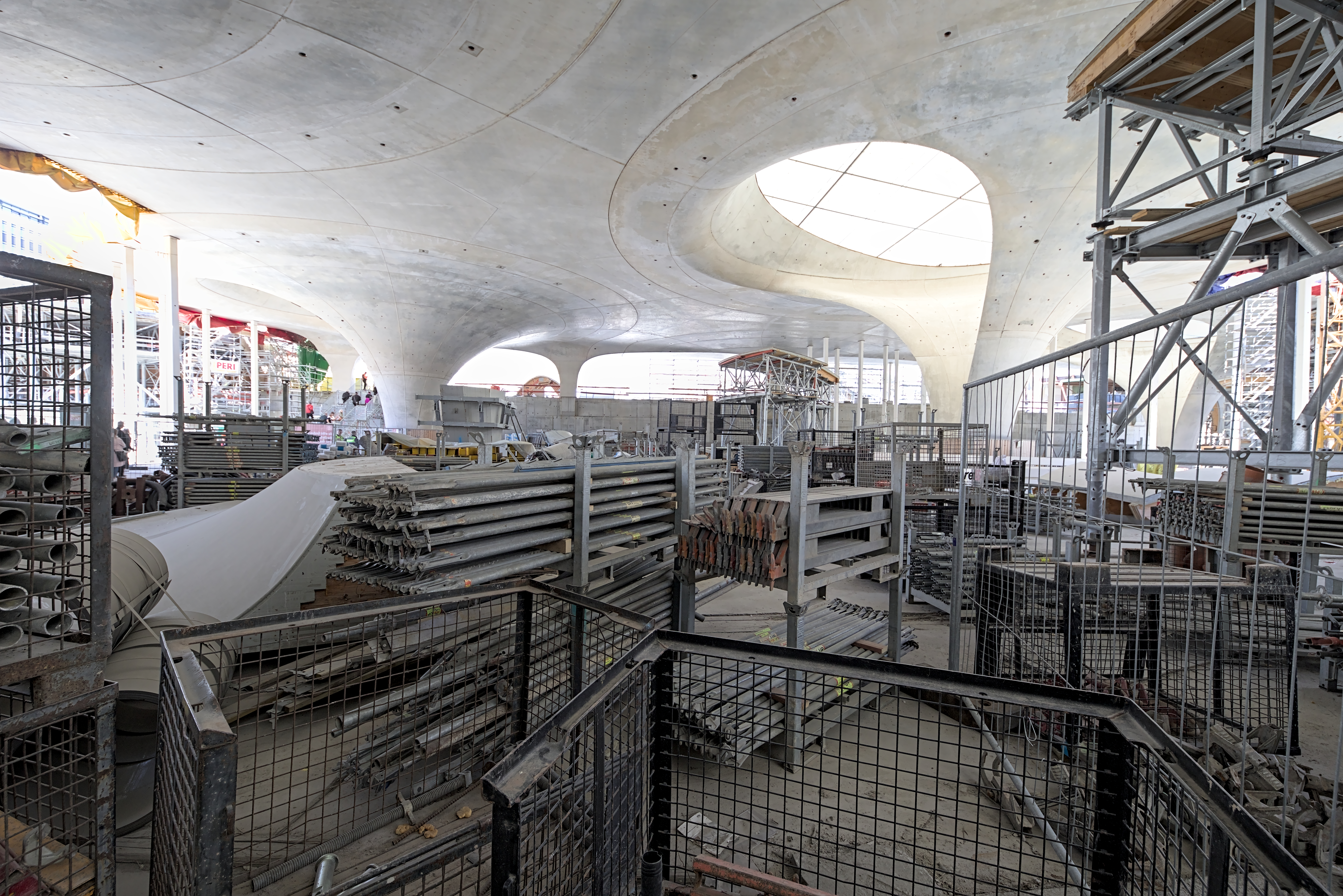
Bauzustand des mittleren Teils der zukünftigen Bahnsteighalle (Tage der offenen Baustelle, April 2022)

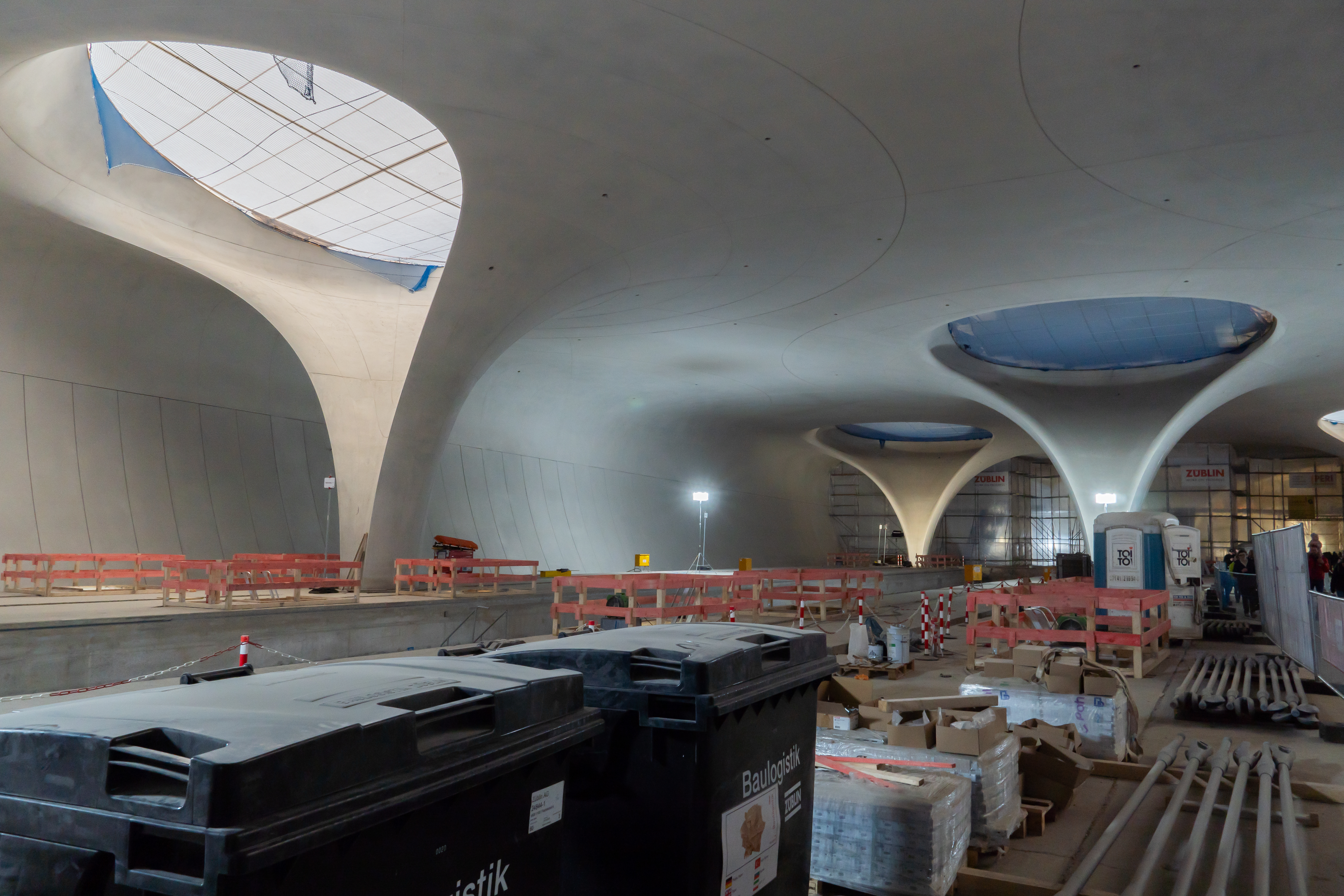
Bauzustand des mittleren Teils der zukünftigen Bahnsteighalle (Tage der offenen Baustelle, März 2024)

Mitte 2021 begannen die Bauarbeiten in den letzten beiden Abschnitten der Bahnsteighalle, im Bereich des Planetariums sowie der ehemaligen Station Staatsgalerie. Im Januar 2022 wurde der letzte Bahnsteigabschnitt betoniert.
Der Auftrag für die bahntechnische Ausrüstung, wurde im September 2020 für 62 Millionen Euro an eine Arbeitsgemeinschaft der Unternehmen Ed. Züblin, der Bahnbau Gruppe sowie der Rhomberg Gruppe vergeben. Er schließt ca. 10 km Feste Fahrbahn, ca. 5,4 km schweres Masse-Feder-System, 55 Weichen und Sicherheitsbeleuchtung mit ein.
Der Vertrag über die Erstellung des Rohbaus wurde 2020 angepasst. Nachdem es zu dem 2012 geschlossenen Vertrag zwischenzeitlich mehr als 650 Änderungen zu den ursprünglich verabredeten Arbeiten gegeben habe, wurde der Vertrag angepasst. Die Rohbaukosten steigen damit von zunächst 323 auf 695 Millionen Euro.
Tage der offenen Baustelle, die seit 2016 stattfinden, besuchten zwischen 25.000 und 115.000 Menschen.

### Grundwassermanagement
Für die Erstellung der Baugruben war eine Grundwasserabsenkung um rund sieben Meter durch Abpumpen vorgesehen. Der dabei entstehende Absenktrichter reicht üblicherweise mehrere hundert Meter weit. Um die störenden Einflüsse zu mindern, war eine Wiedereinleitung (Infiltration über Schluckbrunnen) in der Nachbarschaft der Baugruben vorgesehen. Das Grundwasser musste vor dieser Einleitung aufbereitet werden, um mögliche Schadstoffbelastungen zu senken.
Für dieses Grundwassermanagement sollten ursprünglich insgesamt rund drei Millionen Kubikmeter Grundwasser gefördert und bewältigt werden. Nach einer Planänderung Anfang 2011 hatte sich diese Menge auf 6,8 Millionen Kubikmeter verdoppelt, so dass eine genehmigungsrechtliche Anpassung erforderlich wurde, über deren Umfang und Auswirkungen unterschiedliche Einschätzungen bestanden. Vorübergehende Förderspitzen sollten mit zusätzlichen Anlagen ausgeglichen werden.
Das Grundwassermanagement sollte im Januar 2013 die Arbeit aufnehmen. Am 25. Juni 2012 wurde bekannt, dass für die von der Deutschen Bahn im April 2011 auf 6,8 Millionen Kubikmeter verdoppelte Entnahmemenge ein Erörterungstermin erforderlich sei, womit die Bauarbeiten erst später beginnen könnten. Die Deutsche Bahn plante nach eigenen Angaben, im Frühjahr 2013 zunächst Baugruben mit weniger Grundwasser zu öffnen und damit den Planfeststellungsbeschluss, der geringere Entnahmemengen vorsieht, einzuhalten. Das Eisenbahn-Bundesamt und das Regierungspräsidium Stuttgart gingen jedoch davon aus, dass die Baumaßnahmen nicht vor 2014 beginnen könnten. Das Eisenbahn-Bundesamt genehmigte die erhöhte Grundwasserentnahme am 22. September 2014.

### Planungsgeschichte

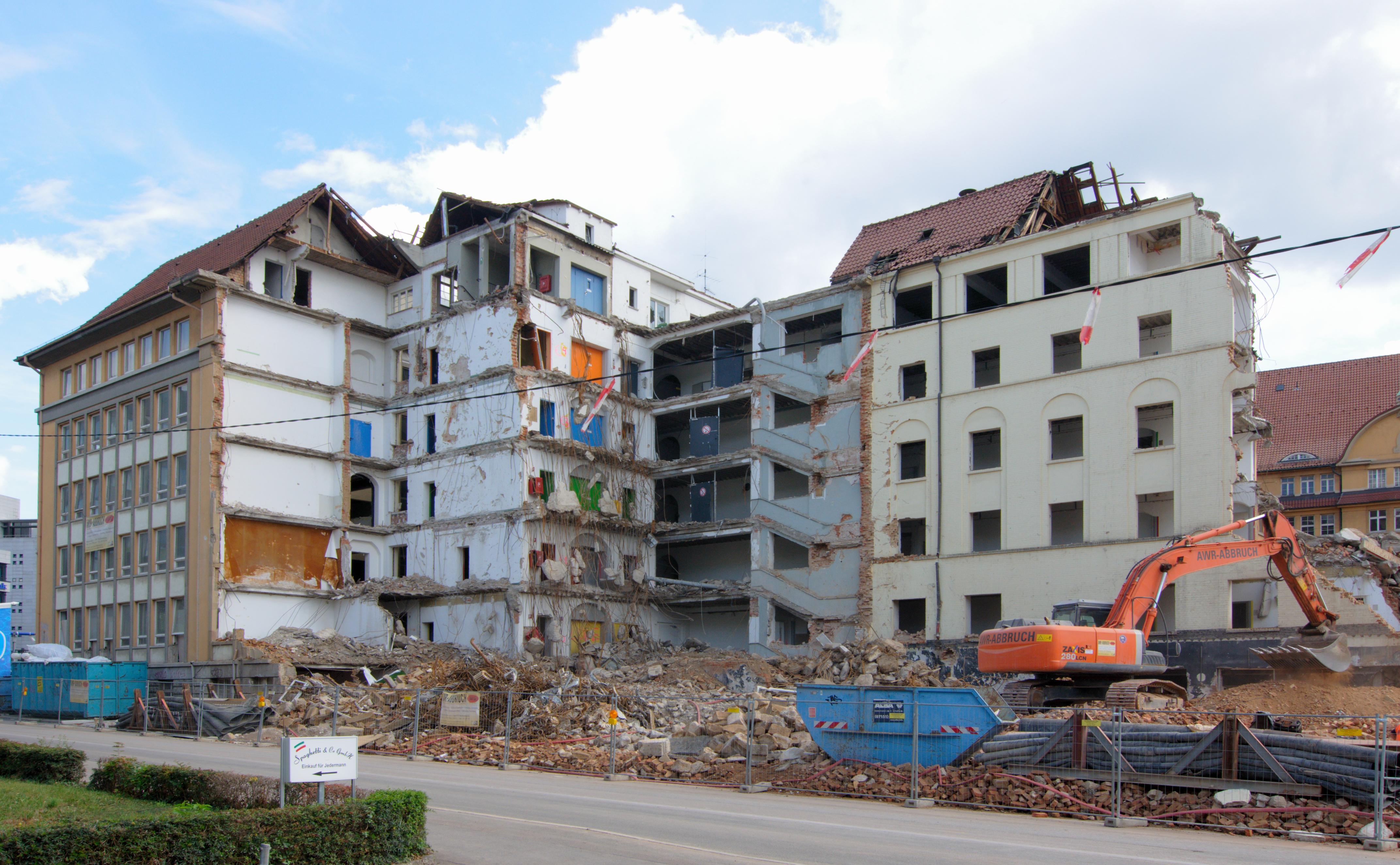
Abrissarbeiten am hinteren, zur Heilbronner Straße zeigenden, Teil der ehemaligen Bundesbahndirektion (August 2012)

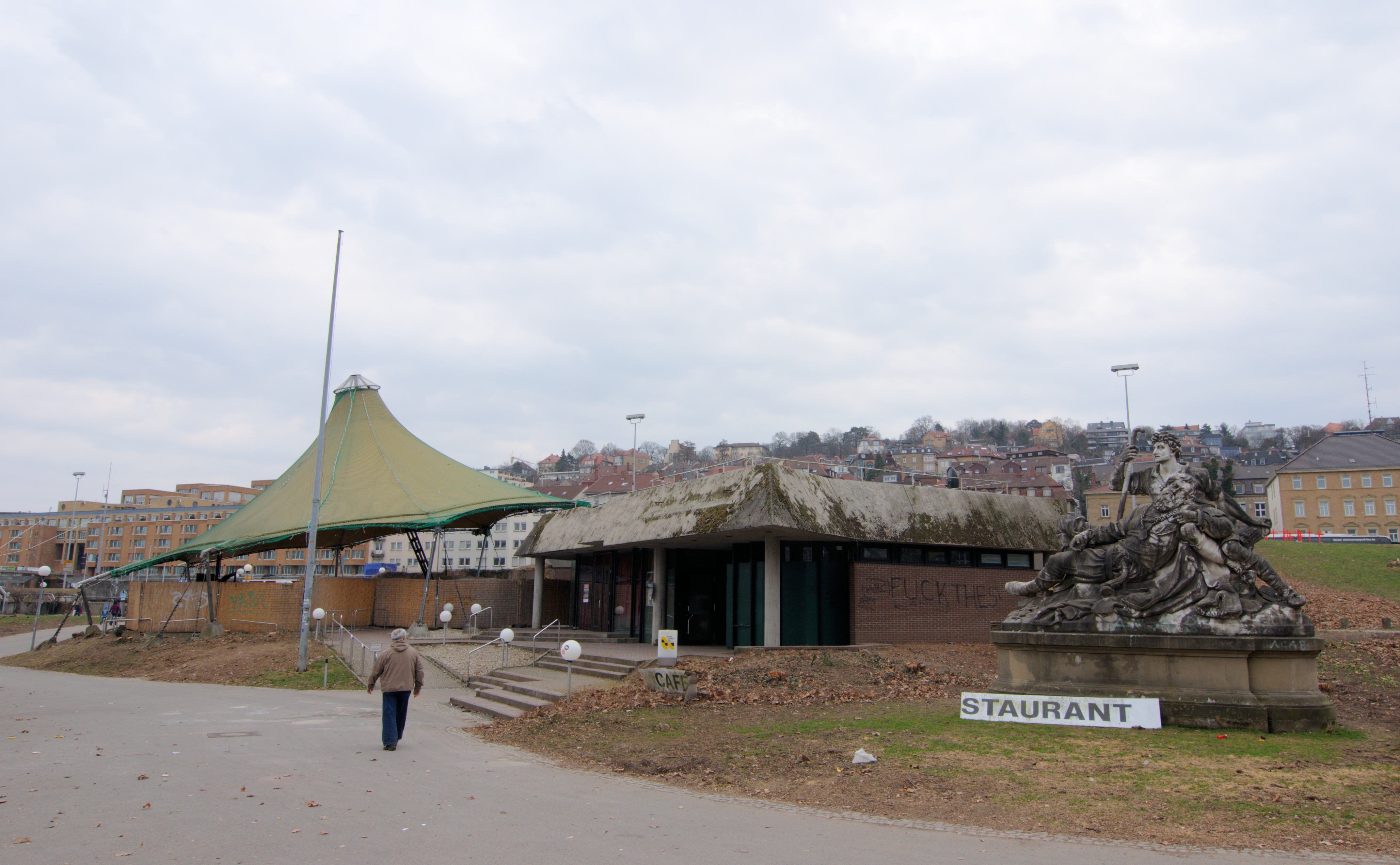
Der Landespavillon (hier im März 2012) lag über dem südlichen Teil des geplanten Hauptbahnhofs und wurde im Zuge der Bauarbeiten im August 2012 abgerissen.

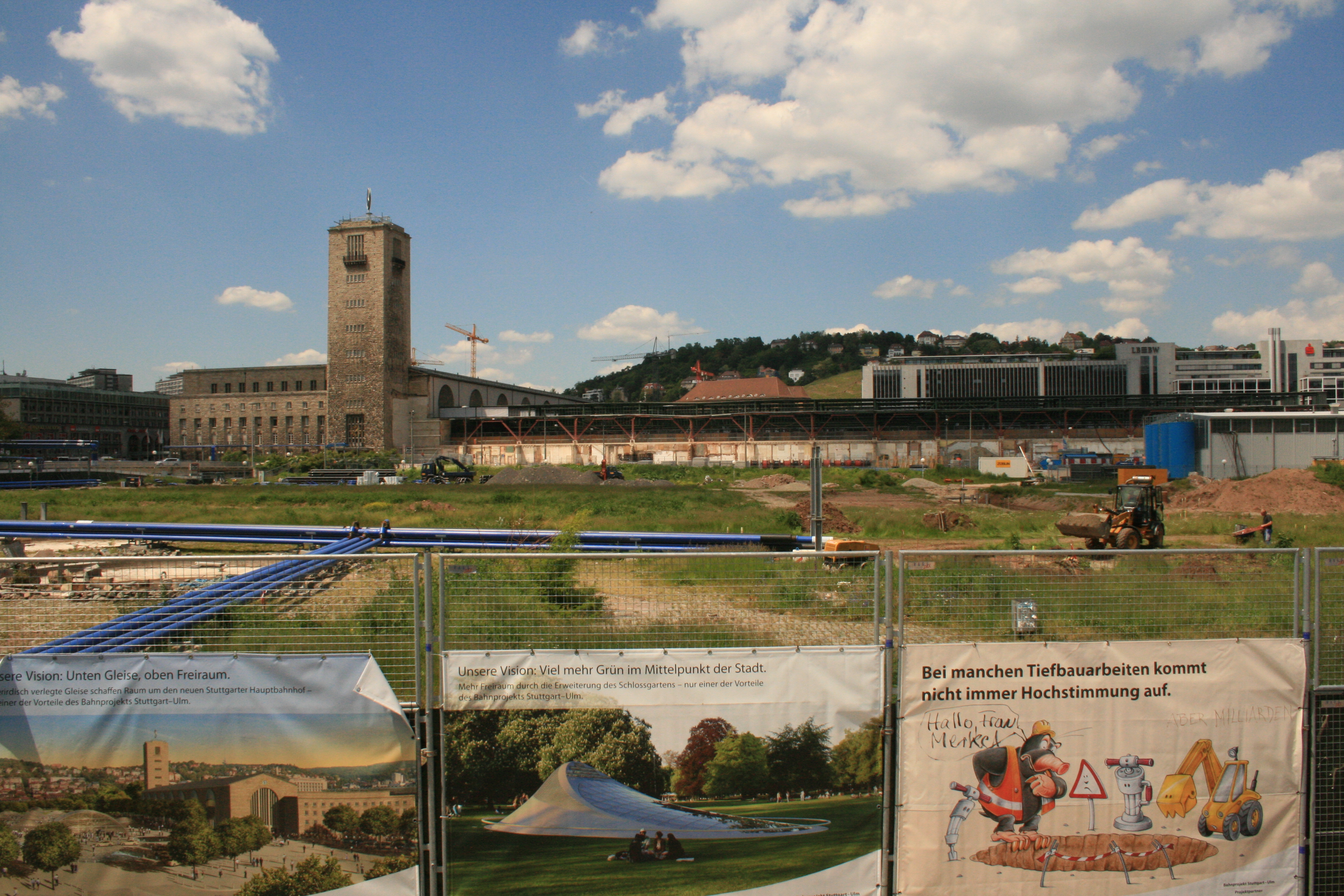
Eingezäunte Baufläche des geplanten Hauptbahnhofs im Mittleren Schlossgarten (Juni 2013)

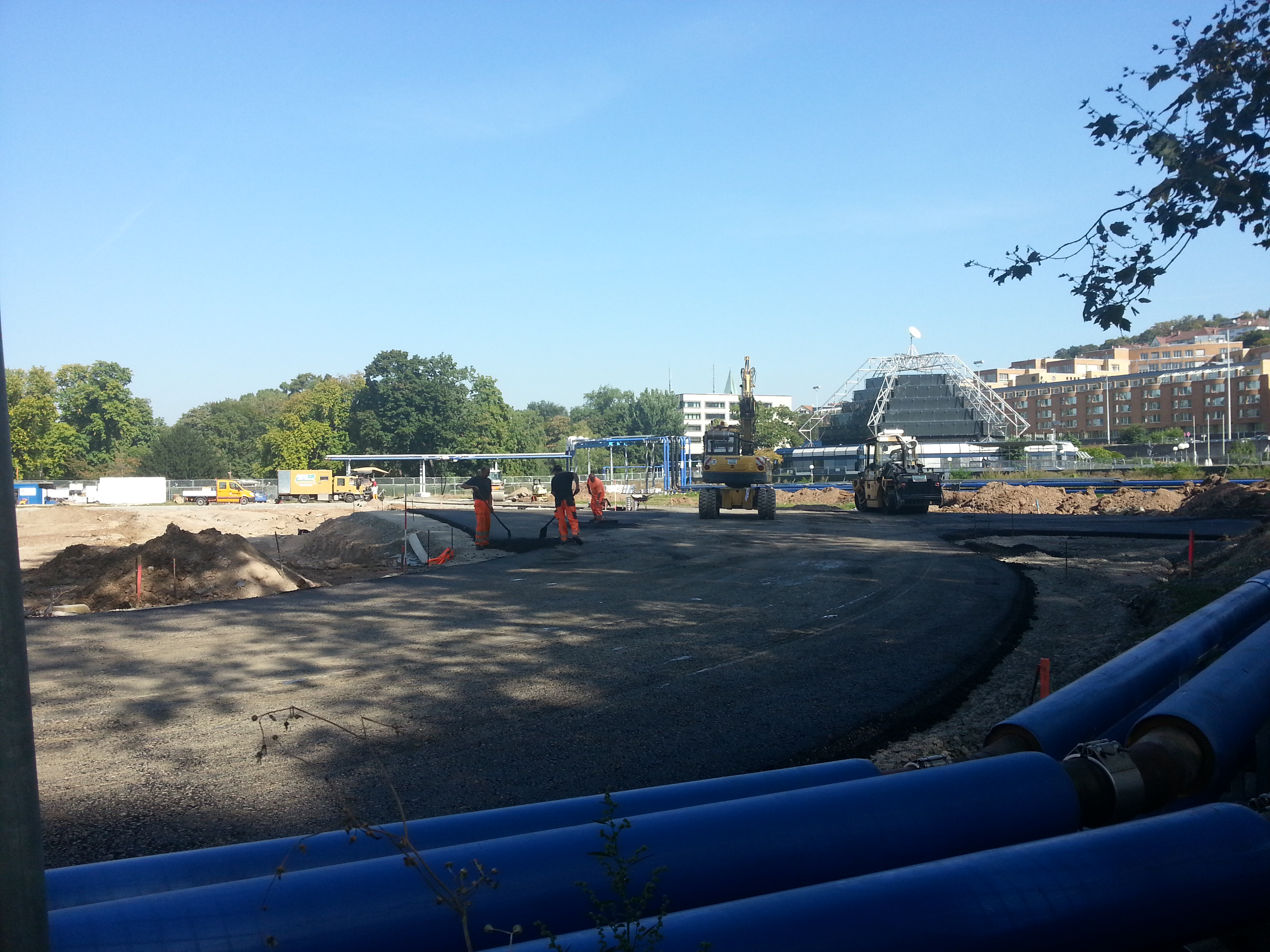
Baustraßen entstehen im Mittleren Schlossgarten, auf dem Gelände des geplanten Hauptbahnhofs (September 2013)

Es war geplant, den Bau der Talquerung mit dem Hauptbahnhof in 25 Teilbauabschnitten sukzessive durchzuführen, was auch so geschah. Der Rohbau des Bahnhofs sollte Stand Januar 2011 bis Ende 2017 entstehen. Die Stadtbahn-Haltestelle Staatsgalerie wurde an die Südseite des zukünftigen Hauptbahnhofs verlegt. Vorbereitende Maßnahmen dafür begannen Ende 2014, als die Fertigstellung für spätestens 2019/2020 vorgesehen war.
Die Inbetriebnahme des neuen Bahnhofs war ursprünglich für Dezember 2021 geplant.
Eine Verkehrsprognose von 2013 erwartete für das Jahr 2025 rund 207.600 Reisende im Fern- und Regionalverkehr, davon 118.800 aus Richtung Feuerbach und Bad Cannstatt und 88.800 aus dem Fildertunnel und aus Ober-/Untertürkheim. Die regionale Erreichbarkeit der Verkehrszelle Stuttgart Hauptbahnhof mit öffentlichen Verkehrsmitteln, bewertet nach der nach Verkehrsnachfrage gewichteten durchschnittlichen Reisezeit, soll sich laut einer Verkehrsprognose von 32 Minuten (2010) auf 31 Minuten (2025) verbessern.
Die Stuttgarter Netz AG, ein Zusammenschluss mehrerer privater Eisenbahnunternehmen, beabsichtigte, einen Teil des Kopfbahnhofs weiter zu betreiben. Das Unternehmen rechnete mit werktäglich bis zu 100 Zügen, die im Kopfbahnhof halten sollten. Dazu sollten acht Gleise des Kopfbahnhofs, die Zulaufstrecken von Bad Cannstatt, Feuerbach und Vaihingen sowie das bestehende Stellwerk erhalten bleiben. Insgesamt sollte ein Viertel der bestehenden Flächen erhalten bleiben. Kalkulierten jährlichen Kosten von 1,6 Millionen Euro sollten Einnahmen aus Trassen- und Stationsentgelten von 1,8 Millionen Euro gegenüberstehen. Unter anderem sollten Nebenbahnen wie die Schönbuch- und die Wieslauftalbahn zum Stuttgarter Hauptbahnhof durchgebunden werden. Das Unternehmen scheiterte im Juli 2018 mit einer Klage vor dem Bundesverwaltungsgericht, in der es forderte, das Eisenbahn-Bundesamt möge vor dem Rückbau der oberirdischen Gleisanlagen ein Stilllegungsverfahren nach dem Allgemeinen Eisenbahngesetz anordnen. Das Gericht stellte fest, dass DB Netz nicht verpflichtet sei, Dritten die oberirdischen Anlagen des Stuttgarter Kopfbahnhofs nach Inbetriebnahme des Stuttgarter Tiefbahnhofs zur Weiternutzung anzubieten. Einen Antrag des Unternehmens auf Eröffnung des Insolvenzverfahrens lehnte das Amtsgericht Stuttgart im September 2018 mangels Masse ab, die Gesellschaft wurde aufgelöst.

### Bahnbetrieb
Der optimale Leistungsbereich des Durchgangsbahnhofs liegt laut einer Simulation im Auftrag der Projektträger bei 42 bis 51 Zügen pro Stunde, bei einem ausgebauten Kopfbahnhof (Konzept Kopfbahnhof 21) dagegen bei 28 bis 38 Zügen je Stunde. Die maximale Leistungsfähigkeit liegt danach bei 72 Zügen im Durchgangsbahnhof und 43 Zügen pro Stunde im Kopfbahnhof. 2002 gab die Deutsche Bahn die Kapazitätssteigerung des 8-gleisigen Durchgangsbahnhofs gegenüber dem 16-gleisigen Kopfbahnhof mit 50 Prozent an, bei einem Ausbau des Zulaufs aus Feuerbach könnten sogar 125 Prozent mehr Züge zur Hauptverkehrszeit verkehren. Kritiker bezweifeln diese Angaben. Laut Angaben der Deutschen Bahn sei es im Rahmen des Projekts Digitaler Knoten Stuttgart (DKS) möglich, unter Praxisbedingungen auf jedem der acht Bahnsteiggleise alle fünf Minuten einen Zug zu fahren. Dies beinhalte eine mittlere Haltezeit von drei Minuten, eine Wiederbelegung (Ingangsetzung 1. Zug bis Halt 2. Zug) in einer Minute sowie eine Minute Pufferzeit. Dafür müsse ein Großteil der Potenziale der Leistungsoptimierung auch umgesetzt werden. Damit sollen selbst „sehr ambitionierte langfristige Verkehrskonzepte, mit etwa doppelt so vielen Zügen wie heute“, bewältigt werden können. Laut 2023 durch das Land Baden-Württemberg vorgelegten Angaben sollen im Hauptbahnhof mit den Möglichkeiten des DKS nunmehr 59,5 Zugankünfte pro Stunde bewältigt werden können. Zu untersuchen sei, inwieweit die Personenverkehrsflächen im Hauptbahnhof dies bewältigen könnten.
Die Nahverkehrsgesellschaft Baden-Württemberg bestätigte 2011 ein Gutachten, nach dem der bestehende Kopfbahnhof bereits 50 Züge, mit verbesserter Signaltechnik 56 Züge, leisten könne.
Im geplanten Durchgangsbahnhof sind im Regelbetrieb nur Zugfahrten vorgesehen. Im Hauptbahnhof kommerziell beginnende und endende Züge kommen bzw. fahren von bzw. zum Abstellbahnhof Untertürkheim. Rangierfahrten sind nur im Störfall sowie zur Instandhaltung geplant. Planmäßig vorgesehen sind Stärken und Schwächen sowie beginnende und endende Zugfahrten. Wenden sind nur außerplanmäßig vorgesehen.

#### Angebotsplanung 2020
Die Nahverkehrsgesellschaft Baden-Württemberg erstellte unter Berücksichtigung von Stuttgart 21 und weiteren Infrastrukturmaßnahmen ein Angebotskonzept für den Regionalverkehr 2020. Dabei waren die folgenden Nahverkehrslinien vorgesehen (Stand 2010):
| Linie | Linie | Takt            |
| ----- | --- | --------------- |
| RE 1  | Schwäbisch Hall-Hessental – Waiblingen – Stuttgart-Bad Cannstatt – Stuttgart – Stuttgart Flughafen/Messe – Böblingen – Herrenberg – Singen – Konstanz | Zweistundentakt |
| RE 11 | Schwäbisch Hall-Hessental – Waiblingen – Stuttgart-Bad Cannstatt – Stuttgart – Stuttgart Flughafen/Messe – Böblingen – Herrenberg – Freudenstadt      | Zweistundentakt |
| RE 1a | Stuttgart – Stuttgart-Bad Cannstatt – Waiblingen – Schwäbisch Hall-Hessental – Crailsheim – Nürnberg                                                  | Zweistundentakt |
| RE 2  | Osterburken – Heilbronn – Bietigheim-Bissingen – Stuttgart – Plochingen – Tübingen                                                                    | Stundentakt     |
| RE 3  | Mannheim – Heilbronn – Bietigheim-Bissingen – Stuttgart – Plochingen – Tübingen                                                                       | Stundentakt     |
| RE 4  | Aalen – Waiblingen – Stuttgart-Bad Cannstatt – Stuttgart – Stuttgart Flughafen/Messe – Tübingen                                                       | Stundentakt     |
| RE 5  | Würzburg – Heilbronn – Bietigheim-Bissingen – Stuttgart – Stuttgart Flughafen/Messe – Neubaustrecke – Ulm (– Friedrichshafen)                         | Stundentakt     |
| IRE 6 | Karlsruhe – Pforzheim – Vaihingen – Stuttgart – Plochingen – Ulm – Friedrichshafen – Lindau                                                           | Stundentakt     |
| RE 7  | Karlsruhe/Heidelberg – Vaihingen – Bietigheim-Bissingen – Stuttgart – Stuttgart Flughafen/Messe – Tübingen                                            | Stundentakt     |
| RE 8  | Aalen – Waiblingen – Stuttgart-Bad Cannstatt – Stuttgart – Plochingen – Ulm                                                                           | Stundentakt     |
| RB 9  | Stuttgart – (Stuttgart-Bad Cannstatt –) Plochingen – Ulm                                                                                              | Stundentakt     |

Im Fernverkehr sind als Grundtakt die folgenden Linien geplant (Stand März 2011):
| Linie             | Laufweg                                                                              | Taktfrequenz                 |
| ----------------- | ------------------------------------------------------------------------------------ | ---------------------------- |
| ICE 3/ICE 11      | Berlin – Frankfurt – Stuttgart – München                                             | Zweistundentakt              |
| ICE 22            | Hamburg – Frankfurt – Stuttgart – München                                            | Zweistundentakt              |
| ICE 42            | Dortmund – Essen – Duisburg – Düsseldorf – Frankfurt Flughafen – Stuttgart – München | Zweistundentakt              |
| Alleo 83          | Paris Est – Karlsruhe – Stuttgart                                                    | Zweistundentakt (angenähert) |
| IC 30             | Hamburg – Dortmund – Essen – Duisburg – Köln – Mainz – Stuttgart                     | Zweistundentakt              |
| ICE 47 (optional) | Düsseldorf – Frankfurt Flughafen – Stuttgart – München                               | Zweistundentakt              |
| EC 60             | Straßburg – Stuttgart – München                                                      | Zweistundentakt              |
| IC 61             | Karlsruhe – Stuttgart – Nürnberg                                                     | Zweistundentakt              |
| EC 62             | Frankfurt – Heidelberg – Stuttgart – Salzburg                                        | Zweistundentakt              |
| IC 87             | (Leipzig – Nürnberg – Aalen –) Stuttgart – Zürich                                    | Zweistundentakt              |

#### Weitere Entwicklung
Die Deutsche Bahn plant, ab spätestens Ende 2028 eine IC-Linie von Bamberg nach Tübingen über Stuttgart zu führen, ab Dezember 2029 ist eine IC-Linie von Lindau nach Saarbrücken via Stuttgart vorgesehen (Stand 2015).
Ab Ende 2023 sollte eine neue Intercity-Linie Karlsruhe–Stuttgart–Nürnberg–Leipzig über den Bahnhof geführt werden. Die Eröffnung dieser Linie war zunächst für 2030 geplant und wurde später vorgezogen.
Im Juni 2020 wurde der dritte Gutachterentwurf des Deutschlandtakts vorgelegt. Darin sind für Stuttgart Hauptbahnhof im ganztägigen Grundangebot 40 Züge pro Stunde geplant (einschließlich Leerfahrten). Laut Angaben der Bundesregierung ist Stuttgart dabei kein Vollknoten, sondern ein Knoten, in dem Richtungsanschlüsse fortlaufend hergestellt werden. Dabei seien Haltezeiten zwischen zwei und zwölf Minuten unterstellt sowie ungefähr 150 bis 180 Doppelbelegungen von Bahnsteiggleisen pro Tag vorgesehen. Eine ergänzende Infrastruktur sei zur Realisierung des Deutschlandtakts nicht erforderlich. Nach späteren Angaben seien ungefähr 102 Doppelbelegungen zu erwarten, wobei es bei Einfahrt in teilbesetzte Gleise zu einer Fahrzeitverlängerung von 20 bis 25 Sekunden komme. Die Bahnsteiggleise sind dabei planmäßig zur Hälfte der Zeit zumindest teilweise belegt, zwischen zwei Zügen liegen planmäßig eine bis 13 Minuten. Kritisiert werden kurze Haltezeiten von teils zwei Minuten, eine zu geringe Kapazität, eine Vielzahl von Doppelbelegungen sowie Verspätungsanfälligkeit. Eine Ergänzungsstation sei erforderlich. Die 2021 ins Amt gekommene grün-schwarze Koalition sprach sich in ihrem Koalitionsvertrag für eine Nahverkehrs-Ergänzungsstation mit Zuläufen aus drei Richtungen, als eine von mehreren Maßnahmen für einen Kapazitätsausbau und eine verbesserte Robustheit bei Störfällen, aus. Damit solle im Horizont 2040 auch ein Anstieg von Fahrgastzahlen bewältigt werden, der über die bis 2030 geplante Verdopplung hinausgeht. Stuttgarts Oberbürgermeister Frank Nopper lehnt eine Ergänzungsstation ab. Das Ministerium für Verkehr Baden-Württemberg rechnete 2021 damit, dass Stuttgart 21 bereits 2030 seine Leistungsgrenze für den Nahverkehr erreicht. Eine Ergänzungsstation könne einige Regionalverkehrs- und S-Bahn-Linien aufnehmen und Redundanz schaffen.
Mit der Inbetriebnahme von Stuttgart 21 wurden 2021 zunächst ca. 700 Fern- und Nahverkehrszüge pro Tag erwartet, davon zwei Drittel Nahverkehrszüge.

## Film
- SWR: Eisenbahn-Romantik – 75 Jahre Hauptbahnhof Stuttgart (Folge 274)